# David Archuleta
David James Archuleta (Miami, 28 dicembre 1990) è un cantante e pianista statunitense.
Il 21 maggio 2008 si è classificato secondo nella settima stagione di American Idol dove ha perso in finale contro David Cook ottenendo il 44% dei voti.

## Biografia

### Infanzia
David Archuleta nacque a Miami, Florida da Jeff Archuleta e Lupe Maria, una cantante e ballerina originaria dell'Honduras. La famiglia Archuleta si è trasferita a Murray (Utah), dove David ha frequentato la Murray High School.
Nonostante abbia sofferto di una paralisi parziale delle corde vocali e abbia rifiutato un intervento chirurgico, oggi dice di sentirsi quasi del tutto guarito.
Archuleta ha iniziato a cantare all'età di sei anni, dopo essere stato ispirato dal musical Les Misérables. «Tutto ebbe inizio grazie a quel musical» ha detto. Ha iniziato ad esibirsi a 10 anni quando ha partecipato ad un talent show nello Utah cantando “I Will Always Love You" di Dolly Parton.
All'età di 11 anni debuttò in televisione cantando “And I Am Telling You I'm Not Going” durante un talent show per future pop star.

### Influenze musicali
La madre di David Archuleta è originaria dell'Honduras, e la maggior parte della musica che ha ascoltato da bambino, stando a quanto detto durante un'intervista andata in onda ad American Idol, era latino americana. Stando sempre a quanto detto da Archuleta la madre lo faceva danzare con la sorella maggiore sulla base di musica tradizionale. Ha anche ascoltato musica jazz, gospel, pop, rock e soul
Sulla sua pagina personale sul sito di American Idol, tra le sue influenze musicali Archuleta cita Natalie Cole, Stevie Wonder, Kirk Franklin e Bryan Adams.

### Star Search
Nel 2003, all'età di 12 anni, Archuleta cantò in diversi episodi del programma tv "Star Search". Durante Star Search 2 divenne il campione della categoria cantanti. Durante un episodio, cantò contro l'allora undicenne Alexandréa Lushington, anche lei partecipante alla settima edizione di American Idol.
Si esibì con una versione a cappella di And I Am Telling You I Am Not Going per i finalisti della prima edizione di American Idol, ricevendo i complimenti della vincitrice Kelly Clarkson.

### American Idol
Archuleta ha superato le selezioni che gli hanno permesso di andare alle audizioni finali di Hollywood cantando Waiting on the World to Change di John Mayer.
Durante le selezioni di Hollywood (dove ha cantato Heaven di Bryan Adams e Crazy di Gnarls Barkley) aveva 16 anni, motivo per il quale ha dovuto seguire lezioni scolastiche anche durante il programma.
I suoi genitori l'hanno accompagnato durante tutto il periodo della trasmissione poiché ancora minorenne.
Il Los Angeles Times pubblicò un articolo che speculava sul fatto che Archuleta non avesse cantato la prima strofa della canzone Imagine, attribuendo il fatto alla sua religione (Mormonismo) e al suo non voler esprimere il lato agnostico espresso dalla frase «no religion too» ("e senza alcuna religione"). David Archuleta però, ancora tredicenne, si esibì durante Good Things Utah cantando l'intera canzone. Durante la sua prima performance di Imagine ad American Idol alla domanda posta dal giudice Randy Jackson sul perché avesse deciso di non cantare la prima strofa rispose che la terza strofa era la sua preferita in quanto “ha un bellissimo significato”.
In finale cantò “Don't Let the Sun Go Down on Me”, In This Moment e Imagine.
Il giudice Simon Cowell disse che Archuleta aveva vinto la serata. Anche David Cook, che poi risulterà il vincitore della settima edizione di American Idol pensava che Archuleta avrebbe vinto: «Devo concederglielo, il ragazzino ha azzeccato tutte e tre le esibizioni», disse Cook. Nell'ultima votazione, Archuleta ottenne il 44 percento dei voti. Durante la finale, Archuleta e Cook apparvero entrambi in due spot tv separati ma praticamente identici per il gioco Guitar Hero, imitando una scena interpretata da Tom Cruise in Risky Business.

#### Performance e risultati delle votazioni
| Settimana | Settimana | Settimana | Settimana | Settimana | Settimana | Settimana | Settimana | Settimana | Settimana | Settimana | Settimana | Settimana | Settimana | Settimana | Settimana | Settimana | Settimana | Settimana | Settimana | Settimana | Settimana | Settimana | Settimana | Settimana | Settimana | Settimana | Settimana | Settimana | Settimana | Settimana | Settimana | Settimana | Settimana | Settimana | Settimana | Settimana | Settimana | Settimana | Settimana | Settimana | Settimana | Settimana | Settimana | Settimana | Settimana | Settimana | Settimana | Settimana | Settimana | Settimana | Settimana | Settimana | Settimana | Settimana | Settimana | Settimana | Settimana | Settimana | Settimana | Settimana | Settimana | Settimana | Settimana | Settimana | Settimana | Settimana | Settimana | Settimana | Settimana | Settimana | Settimana | Settimana | Settimana | Settimana | Settimana | Settimana | Settimana | Settimana | Settimana | Settimana | Settimana | Settimana | Settimana | Settimana | Settimana | Settimana | Settimana | Settimana | Settimana | Settimana | Settimana | Settimana | Settimana | Settimana | Settimana | Settimana | Settimana | Settimana | Settimana | Tema                                                                          | Tema                                                                          | Tema                                                                          | Tema                                                                          | Tema                                                                          | Tema                                                                          | Tema                                                                          | Tema                                                                          | Tema                                                                          | Tema                                                                          | Tema                                                                          | Tema                                                                          | Tema                                                                          | Tema                                                                          | Tema                                                                          | Tema                                                                          | Tema                                                                          | Tema                                                                          | Tema                                                                          | Tema                                                                          | Tema                                                                          | Tema                                                                          | Tema                                                                          | Tema                                                                          | Tema                                                                          | Tema                                                                          | Tema                                                                          | Tema                                                                          | Tema                                                                          | Tema                                                                          | Tema                                                                          | Tema                                                                          | Tema                                                                          | Tema                                                                          | Tema                                                                          | Tema                                                                          | Tema                                                                          | Tema                                                                          | Tema                                                                          | Tema                                                                          | Tema                                                                          | Tema                                                                          | Tema                                                                          | Tema                                                                          | Tema                                                                          | Tema                                                                          | Tema                                                                          | Tema                                                                          | Tema                                                                          | Tema                                                                          | Tema                                                                          | Tema                                                                          | Tema                                                                          | Tema                                                                          | Tema                                                                          | Tema                                                                          | Tema                                                                          | Tema                                                                          | Tema                                                                          | Tema                                                                          | Tema                                                                          | Tema                                                                          | Tema                                                                          | Tema                                                                          | Tema                                                                          | Tema                                                                          | Tema                                                                          | Tema                                                                          | Tema                                                                          | Tema                                                                          | Tema                                                                          | Tema                                                                          | Tema                                                                          | Tema                                                                          | Tema                                                                          | Tema                                                                          | Tema                                                                          | Tema                                                                          | Tema                                                                          | Tema                                                                          | Tema                                                                          | Tema                                                                          | Tema                                                                          | Tema                                                                          | Tema                                                                          | Tema                                                                          | Tema                                                                          | Tema                                                                          | Tema                                                                          | Tema                                                                          | Tema                                                                          | Tema                                                                          | Tema                                                                          | Tema                                                                          | Tema                                                                          | Tema                                                                          | Tema                                                                          | Tema                                                                          | Tema                                                                          | Tema                                                                          | Canzone Eseguita                                            | Canzone Eseguita                                            | Canzone Eseguita                                            | Canzone Eseguita                                            | Canzone Eseguita                                            | Canzone Eseguita                                            | Canzone Eseguita                                            | Canzone Eseguita                                            | Canzone Eseguita                                            | Canzone Eseguita                                            | Canzone Eseguita                                            | Canzone Eseguita                                            | Canzone Eseguita                                            | Canzone Eseguita                                            | Canzone Eseguita                                            | Canzone Eseguita                                            | Canzone Eseguita                                            | Canzone Eseguita                                            | Canzone Eseguita                                            | Canzone Eseguita                                            | Canzone Eseguita                                            | Canzone Eseguita                                            | Canzone Eseguita                                            | Canzone Eseguita                                            | Canzone Eseguita                                            | Canzone Eseguita                                            | Canzone Eseguita                                            | Canzone Eseguita                                            | Canzone Eseguita                                            | Canzone Eseguita                                            | Canzone Eseguita                                            | Canzone Eseguita                                            | Canzone Eseguita                                            | Canzone Eseguita                                            | Canzone Eseguita                                            | Canzone Eseguita                                            | Canzone Eseguita                                            | Canzone Eseguita                                            | Canzone Eseguita                                            | Canzone Eseguita                                            | Canzone Eseguita                                            | Canzone Eseguita                                            | Canzone Eseguita                                            | Canzone Eseguita                                            | Canzone Eseguita                                            | Canzone Eseguita                                            | Canzone Eseguita                                            | Canzone Eseguita                                            | Canzone Eseguita                                            | Canzone Eseguita                                            | Canzone Eseguita                                            | Canzone Eseguita                                            | Canzone Eseguita                                            | Canzone Eseguita                                            | Canzone Eseguita                                            | Canzone Eseguita                                            | Canzone Eseguita                                            | Canzone Eseguita                                            | Canzone Eseguita                                            | Canzone Eseguita                                            | Canzone Eseguita                                            | Canzone Eseguita                                            | Canzone Eseguita                                            | Canzone Eseguita                                            | Canzone Eseguita                                            | Canzone Eseguita                                            | Canzone Eseguita                                            | Canzone Eseguita                                            | Canzone Eseguita                                            | Canzone Eseguita                                            | Canzone Eseguita                                            | Canzone Eseguita                                            | Canzone Eseguita                                            | Canzone Eseguita                                            | Canzone Eseguita                                            | Canzone Eseguita                                            | Canzone Eseguita                                            | Canzone Eseguita                                            | Canzone Eseguita                                            | Canzone Eseguita                                            | Canzone Eseguita                                            | Canzone Eseguita                                            | Canzone Eseguita                                            | Canzone Eseguita                                            | Canzone Eseguita                                            | Canzone Eseguita                                            | Canzone Eseguita                                            | Canzone Eseguita                                            | Canzone Eseguita                                            | Canzone Eseguita                                            | Canzone Eseguita                                            | Canzone Eseguita                                            | Canzone Eseguita                                            | Canzone Eseguita                                            | Canzone Eseguita                                            | Canzone Eseguita                                            | Canzone Eseguita                                            | Canzone Eseguita                                            | Canzone Eseguita                                            | Canzone Eseguita                                            | Cantante                                       | Cantante                                       | Cantante                                       | Cantante                                       | Cantante                                       | Cantante                                       | Cantante                                       | Cantante                                       | Cantante                                       | Cantante                                       | Cantante                                       | Cantante                                       | Cantante                                       | Cantante                                       | Cantante                                       | Cantante                                       | Cantante                                       | Cantante                                       | Cantante                                       | Cantante                                       | Cantante                                       | Cantante                                       | Cantante                                       | Cantante                                       | Cantante                                       | Cantante                                       | Cantante                                       | Cantante                                       | Cantante                                       | Cantante                                       | Cantante                                       | Cantante                                       | Cantante                                       | Cantante                                       | Cantante                                       | Cantante                                       | Cantante                                       | Cantante                                       | Cantante                                       | Cantante                                       | Cantante                                       | Cantante                                       | Cantante                                       | Cantante                                       | Cantante                                       | Cantante                                       | Cantante                                       | Cantante                                       | Cantante                                       | Cantante                                       | Cantante                                       | Cantante                                       | Cantante                                       | Cantante                                       | Cantante                                       | Cantante                                       | Cantante                                       | Cantante                                       | Cantante                                       | Cantante                                       | Cantante                                       | Cantante                                       | Cantante                                       | Cantante                                       | Cantante                                       | Cantante                                       | Cantante                                       | Cantante                                       | Cantante                                       | Cantante                                       | Cantante                                       | Cantante                                       | Cantante                                       | Cantante                                       | Cantante                                       | Cantante                                       | Cantante                                       | Cantante                                       | Cantante                                       | Cantante                                       | Cantante                                       | Cantante                                       | Cantante                                       | Cantante                                       | Cantante                                       | Cantante                                       | Cantante                                       | Cantante                                       | Cantante                                       | Cantante                                       | Cantante                                       | Cantante                                       | Cantante                                       | Cantante                                       | Cantante                                       | Cantante                                       | Cantante                                       | Cantante                                       | Cantante                                       | Cantante                                       | Risultato            | Risultato            | Risultato            | Risultato            | Risultato            | Risultato            | Risultato            | Risultato            | Risultato            | Risultato            | Risultato            | Risultato            | Risultato            | Risultato            | Risultato            | Risultato            | Risultato            | Risultato            | Risultato            | Risultato            | Risultato            | Risultato            | Risultato            | Risultato            | Risultato            | Risultato            | Risultato            | Risultato            | Risultato            | Risultato            | Risultato            | Risultato            | Risultato            | Risultato            | Risultato            | Risultato            | Risultato            | Risultato            | Risultato            | Risultato            | Risultato            | Risultato            | Risultato            | Risultato            | Risultato            | Risultato            | Risultato            | Risultato            | Risultato            | Risultato            | Risultato            | Risultato            | Risultato            | Risultato            | Risultato            | Risultato            | Risultato            | Risultato            | Risultato            | Risultato            | Risultato            | Risultato            | Risultato            | Risultato            | Risultato            | Risultato            | Risultato            | Risultato            | Risultato            | Risultato            | Risultato            | Risultato            | Risultato            | Risultato            | Risultato            | Risultato            | Risultato            | Risultato            | Risultato            | Risultato            | Risultato            | Risultato            | Risultato            | Risultato            | Risultato            | Risultato            | Risultato            | Risultato            | Risultato            | Risultato            | Risultato            | Risultato            | Risultato            | Risultato            | Risultato            | Risultato            | Risultato            | Risultato            | Risultato            | Risultato            |
| Audizioni | Audizioni | Audizioni | Audizioni | Audizioni | Audizioni | Audizioni | Audizioni | Audizioni | Audizioni | Audizioni | Audizioni | Audizioni | Audizioni | Audizioni | Audizioni | Audizioni | Audizioni | Audizioni | Audizioni | Audizioni | Audizioni | Audizioni | Audizioni | Audizioni | Audizioni | Audizioni | Audizioni | Audizioni | Audizioni | Audizioni | Audizioni | Audizioni | Audizioni | Audizioni | Audizioni | Audizioni | Audizioni | Audizioni | Audizioni | Audizioni | Audizioni | Audizioni | Audizioni | Audizioni | Audizioni | Audizioni | Audizioni | Audizioni | Audizioni | Audizioni | Audizioni | Audizioni | Audizioni | Audizioni | Audizioni | Audizioni | Audizioni | Audizioni | Audizioni | Audizioni | Audizioni | Audizioni | Audizioni | Audizioni | Audizioni | Audizioni | Audizioni | Audizioni | Audizioni | Audizioni | Audizioni | Audizioni | Audizioni | Audizioni | Audizioni | Audizioni | Audizioni | Audizioni | Audizioni | Audizioni | Audizioni | Audizioni | Audizioni | Audizioni | Audizioni | Audizioni | Audizioni | Audizioni | Audizioni | Audizioni | Audizioni | Audizioni | Audizioni | Audizioni | Audizioni | Audizioni | Audizioni | Audizioni | Audizioni | n/a                                                                           | n/a                                                                           | n/a                                                                           | n/a                                                                           | n/a                                                                           | n/a                                                                           | n/a                                                                           | n/a                                                                           | n/a                                                                           | n/a                                                                           | n/a                                                                           | n/a                                                                           | n/a                                                                           | n/a                                                                           | n/a                                                                           | n/a                                                                           | n/a                                                                           | n/a                                                                           | n/a                                                                           | n/a                                                                           | n/a                                                                           | n/a                                                                           | n/a                                                                           | n/a                                                                           | n/a                                                                           | n/a                                                                           | n/a                                                                           | n/a                                                                           | n/a                                                                           | n/a                                                                           | n/a                                                                           | n/a                                                                           | n/a                                                                           | n/a                                                                           | n/a                                                                           | n/a                                                                           | n/a                                                                           | n/a                                                                           | n/a                                                                           | n/a                                                                           | n/a                                                                           | n/a                                                                           | n/a                                                                           | n/a                                                                           | n/a                                                                           | n/a                                                                           | n/a                                                                           | n/a                                                                           | n/a                                                                           | n/a                                                                           | n/a                                                                           | n/a                                                                           | n/a                                                                           | n/a                                                                           | n/a                                                                           | n/a                                                                           | n/a                                                                           | n/a                                                                           | n/a                                                                           | n/a                                                                           | n/a                                                                           | n/a                                                                           | n/a                                                                           | n/a                                                                           | n/a                                                                           | n/a                                                                           | n/a                                                                           | n/a                                                                           | n/a                                                                           | n/a                                                                           | n/a                                                                           | n/a                                                                           | n/a                                                                           | n/a                                                                           | n/a                                                                           | n/a                                                                           | n/a                                                                           | n/a                                                                           | n/a                                                                           | n/a                                                                           | n/a                                                                           | n/a                                                                           | n/a                                                                           | n/a                                                                           | n/a                                                                           | n/a                                                                           | n/a                                                                           | n/a                                                                           | n/a                                                                           | n/a                                                                           | n/a                                                                           | n/a                                                                           | n/a                                                                           | n/a                                                                           | n/a                                                                           | n/a                                                                           | n/a                                                                           | n/a                                                                           | n/a                                                                           | n/a                                                                           | "Waiting on the World to Change"                            | "Waiting on the World to Change"                            | "Waiting on the World to Change"                            | "Waiting on the World to Change"                            | "Waiting on the World to Change"                            | "Waiting on the World to Change"                            | "Waiting on the World to Change"                            | "Waiting on the World to Change"                            | "Waiting on the World to Change"                            | "Waiting on the World to Change"                            | "Waiting on the World to Change"                            | "Waiting on the World to Change"                            | "Waiting on the World to Change"                            | "Waiting on the World to Change"                            | "Waiting on the World to Change"                            | "Waiting on the World to Change"                            | "Waiting on the World to Change"                            | "Waiting on the World to Change"                            | "Waiting on the World to Change"                            | "Waiting on the World to Change"                            | "Waiting on the World to Change"                            | "Waiting on the World to Change"                            | "Waiting on the World to Change"                            | "Waiting on the World to Change"                            | "Waiting on the World to Change"                            | "Waiting on the World to Change"                            | "Waiting on the World to Change"                            | "Waiting on the World to Change"                            | "Waiting on the World to Change"                            | "Waiting on the World to Change"                            | "Waiting on the World to Change"                            | "Waiting on the World to Change"                            | "Waiting on the World to Change"                            | "Waiting on the World to Change"                            | "Waiting on the World to Change"                            | "Waiting on the World to Change"                            | "Waiting on the World to Change"                            | "Waiting on the World to Change"                            | "Waiting on the World to Change"                            | "Waiting on the World to Change"                            | "Waiting on the World to Change"                            | "Waiting on the World to Change"                            | "Waiting on the World to Change"                            | "Waiting on the World to Change"                            | "Waiting on the World to Change"                            | "Waiting on the World to Change"                            | "Waiting on the World to Change"                            | "Waiting on the World to Change"                            | "Waiting on the World to Change"                            | "Waiting on the World to Change"                            | "Waiting on the World to Change"                            | "Waiting on the World to Change"                            | "Waiting on the World to Change"                            | "Waiting on the World to Change"                            | "Waiting on the World to Change"                            | "Waiting on the World to Change"                            | "Waiting on the World to Change"                            | "Waiting on the World to Change"                            | "Waiting on the World to Change"                            | "Waiting on the World to Change"                            | "Waiting on the World to Change"                            | "Waiting on the World to Change"                            | "Waiting on the World to Change"                            | "Waiting on the World to Change"                            | "Waiting on the World to Change"                            | "Waiting on the World to Change"                            | "Waiting on the World to Change"                            | "Waiting on the World to Change"                            | "Waiting on the World to Change"                            | "Waiting on the World to Change"                            | "Waiting on the World to Change"                            | "Waiting on the World to Change"                            | "Waiting on the World to Change"                            | "Waiting on the World to Change"                            | "Waiting on the World to Change"                            | "Waiting on the World to Change"                            | "Waiting on the World to Change"                            | "Waiting on the World to Change"                            | "Waiting on the World to Change"                            | "Waiting on the World to Change"                            | "Waiting on the World to Change"                            | "Waiting on the World to Change"                            | "Waiting on the World to Change"                            | "Waiting on the World to Change"                            | "Waiting on the World to Change"                            | "Waiting on the World to Change"                            | "Waiting on the World to Change"                            | "Waiting on the World to Change"                            | "Waiting on the World to Change"                            | "Waiting on the World to Change"                            | "Waiting on the World to Change"                            | "Waiting on the World to Change"                            | "Waiting on the World to Change"                            | "Waiting on the World to Change"                            | "Waiting on the World to Change"                            | "Waiting on the World to Change"                            | "Waiting on the World to Change"                            | "Waiting on the World to Change"                            | "Waiting on the World to Change"                            | "Waiting on the World to Change"                            | John Mayer                                     | John Mayer                                     | John Mayer                                     | John Mayer                                     | John Mayer                                     | John Mayer                                     | John Mayer                                     | John Mayer                                     | John Mayer                                     | John Mayer                                     | John Mayer                                     | John Mayer                                     | John Mayer                                     | John Mayer                                     | John Mayer                                     | John Mayer                                     | John Mayer                                     | John Mayer                                     | John Mayer                                     | John Mayer                                     | John Mayer                                     | John Mayer                                     | John Mayer                                     | John Mayer                                     | John Mayer                                     | John Mayer                                     | John Mayer                                     | John Mayer                                     | John Mayer                                     | John Mayer                                     | John Mayer                                     | John Mayer                                     | John Mayer                                     | John Mayer                                     | John Mayer                                     | John Mayer                                     | John Mayer                                     | John Mayer                                     | John Mayer                                     | John Mayer                                     | John Mayer                                     | John Mayer                                     | John Mayer                                     | John Mayer                                     | John Mayer                                     | John Mayer                                     | John Mayer                                     | John Mayer                                     | John Mayer                                     | John Mayer                                     | John Mayer                                     | John Mayer                                     | John Mayer                                     | John Mayer                                     | John Mayer                                     | John Mayer                                     | John Mayer                                     | John Mayer                                     | John Mayer                                     | John Mayer                                     | John Mayer                                     | John Mayer                                     | John Mayer                                     | John Mayer                                     | John Mayer                                     | John Mayer                                     | John Mayer                                     | John Mayer                                     | John Mayer                                     | John Mayer                                     | John Mayer                                     | John Mayer                                     | John Mayer                                     | John Mayer                                     | John Mayer                                     | John Mayer                                     | John Mayer                                     | John Mayer                                     | John Mayer                                     | John Mayer                                     | John Mayer                                     | John Mayer                                     | John Mayer                                     | John Mayer                                     | John Mayer                                     | John Mayer                                     | John Mayer                                     | John Mayer                                     | John Mayer                                     | John Mayer                                     | John Mayer                                     | John Mayer                                     | John Mayer                                     | John Mayer                                     | John Mayer                                     | John Mayer                                     | John Mayer                                     | John Mayer                                     | John Mayer                                     | John Mayer                                     | Selezionato          | Selezionato          | Selezionato          | Selezionato          | Selezionato          | Selezionato          | Selezionato          | Selezionato          | Selezionato          | Selezionato          | Selezionato          | Selezionato          | Selezionato          | Selezionato          | Selezionato          | Selezionato          | Selezionato          | Selezionato          | Selezionato          | Selezionato          | Selezionato          | Selezionato          | Selezionato          | Selezionato          | Selezionato          | Selezionato          | Selezionato          | Selezionato          | Selezionato          | Selezionato          | Selezionato          | Selezionato          | Selezionato          | Selezionato          | Selezionato          | Selezionato          | Selezionato          | Selezionato          | Selezionato          | Selezionato          | Selezionato          | Selezionato          | Selezionato          | Selezionato          | Selezionato          | Selezionato          | Selezionato          | Selezionato          | Selezionato          | Selezionato          | Selezionato          | Selezionato          | Selezionato          | Selezionato          | Selezionato          | Selezionato          | Selezionato          | Selezionato          | Selezionato          | Selezionato          | Selezionato          | Selezionato          | Selezionato          | Selezionato          | Selezionato          | Selezionato          | Selezionato          | Selezionato          | Selezionato          | Selezionato          | Selezionato          | Selezionato          | Selezionato          | Selezionato          | Selezionato          | Selezionato          | Selezionato          | Selezionato          | Selezionato          | Selezionato          | Selezionato          | Selezionato          | Selezionato          | Selezionato          | Selezionato          | Selezionato          | Selezionato          | Selezionato          | Selezionato          | Selezionato          | Selezionato          | Selezionato          | Selezionato          | Selezionato          | Selezionato          | Selezionato          | Selezionato          | Selezionato          | Selezionato          | Selezionato          |
| Hollywood | Hollywood | Hollywood | Hollywood | Hollywood | Hollywood | Hollywood | Hollywood | Hollywood | Hollywood | Hollywood | Hollywood | Hollywood | Hollywood | Hollywood | Hollywood | Hollywood | Hollywood | Hollywood | Hollywood | Hollywood | Hollywood | Hollywood | Hollywood | Hollywood | Hollywood | Hollywood | Hollywood | Hollywood | Hollywood | Hollywood | Hollywood | Hollywood | Hollywood | Hollywood | Hollywood | Hollywood | Hollywood | Hollywood | Hollywood | Hollywood | Hollywood | Hollywood | Hollywood | Hollywood | Hollywood | Hollywood | Hollywood | Hollywood | Hollywood | Hollywood | Hollywood | Hollywood | Hollywood | Hollywood | Hollywood | Hollywood | Hollywood | Hollywood | Hollywood | Hollywood | Hollywood | Hollywood | Hollywood | Hollywood | Hollywood | Hollywood | Hollywood | Hollywood | Hollywood | Hollywood | Hollywood | Hollywood | Hollywood | Hollywood | Hollywood | Hollywood | Hollywood | Hollywood | Hollywood | Hollywood | Hollywood | Hollywood | Hollywood | Hollywood | Hollywood | Hollywood | Hollywood | Hollywood | Hollywood | Hollywood | Hollywood | Hollywood | Hollywood | Hollywood | Hollywood | Hollywood | Hollywood | Hollywood | Hollywood | n/a                                                                           | n/a                                                                           | n/a                                                                           | n/a                                                                           | n/a                                                                           | n/a                                                                           | n/a                                                                           | n/a                                                                           | n/a                                                                           | n/a                                                                           | n/a                                                                           | n/a                                                                           | n/a                                                                           | n/a                                                                           | n/a                                                                           | n/a                                                                           | n/a                                                                           | n/a                                                                           | n/a                                                                           | n/a                                                                           | n/a                                                                           | n/a                                                                           | n/a                                                                           | n/a                                                                           | n/a                                                                           | n/a                                                                           | n/a                                                                           | n/a                                                                           | n/a                                                                           | n/a                                                                           | n/a                                                                           | n/a                                                                           | n/a                                                                           | n/a                                                                           | n/a                                                                           | n/a                                                                           | n/a                                                                           | n/a                                                                           | n/a                                                                           | n/a                                                                           | n/a                                                                           | n/a                                                                           | n/a                                                                           | n/a                                                                           | n/a                                                                           | n/a                                                                           | n/a                                                                           | n/a                                                                           | n/a                                                                           | n/a                                                                           | n/a                                                                           | n/a                                                                           | n/a                                                                           | n/a                                                                           | n/a                                                                           | n/a                                                                           | n/a                                                                           | n/a                                                                           | n/a                                                                           | n/a                                                                           | n/a                                                                           | n/a                                                                           | n/a                                                                           | n/a                                                                           | n/a                                                                           | n/a                                                                           | n/a                                                                           | n/a                                                                           | n/a                                                                           | n/a                                                                           | n/a                                                                           | n/a                                                                           | n/a                                                                           | n/a                                                                           | n/a                                                                           | n/a                                                                           | n/a                                                                           | n/a                                                                           | n/a                                                                           | n/a                                                                           | n/a                                                                           | n/a                                                                           | n/a                                                                           | n/a                                                                           | n/a                                                                           | n/a                                                                           | n/a                                                                           | n/a                                                                           | n/a                                                                           | n/a                                                                           | n/a                                                                           | n/a                                                                           | n/a                                                                           | n/a                                                                           | n/a                                                                           | n/a                                                                           | n/a                                                                           | n/a                                                                           | n/a                                                                           | n/a                                                                           | "Crazy"                                                     | "Crazy"                                                     | "Crazy"                                                     | "Crazy"                                                     | "Crazy"                                                     | "Crazy"                                                     | "Crazy"                                                     | "Crazy"                                                     | "Crazy"                                                     | "Crazy"                                                     | "Crazy"                                                     | "Crazy"                                                     | "Crazy"                                                     | "Crazy"                                                     | "Crazy"                                                     | "Crazy"                                                     | "Crazy"                                                     | "Crazy"                                                     | "Crazy"                                                     | "Crazy"                                                     | "Crazy"                                                     | "Crazy"                                                     | "Crazy"                                                     | "Crazy"                                                     | "Crazy"                                                     | "Crazy"                                                     | "Crazy"                                                     | "Crazy"                                                     | "Crazy"                                                     | "Crazy"                                                     | "Crazy"                                                     | "Crazy"                                                     | "Crazy"                                                     | "Crazy"                                                     | "Crazy"                                                     | "Crazy"                                                     | "Crazy"                                                     | "Crazy"                                                     | "Crazy"                                                     | "Crazy"                                                     | "Crazy"                                                     | "Crazy"                                                     | "Crazy"                                                     | "Crazy"                                                     | "Crazy"                                                     | "Crazy"                                                     | "Crazy"                                                     | "Crazy"                                                     | "Crazy"                                                     | "Crazy"                                                     | "Crazy"                                                     | "Crazy"                                                     | "Crazy"                                                     | "Crazy"                                                     | "Crazy"                                                     | "Crazy"                                                     | "Crazy"                                                     | "Crazy"                                                     | "Crazy"                                                     | "Crazy"                                                     | "Crazy"                                                     | "Crazy"                                                     | "Crazy"                                                     | "Crazy"                                                     | "Crazy"                                                     | "Crazy"                                                     | "Crazy"                                                     | "Crazy"                                                     | "Crazy"                                                     | "Crazy"                                                     | "Crazy"                                                     | "Crazy"                                                     | "Crazy"                                                     | "Crazy"                                                     | "Crazy"                                                     | "Crazy"                                                     | "Crazy"                                                     | "Crazy"                                                     | "Crazy"                                                     | "Crazy"                                                     | "Crazy"                                                     | "Crazy"                                                     | "Crazy"                                                     | "Crazy"                                                     | "Crazy"                                                     | "Crazy"                                                     | "Crazy"                                                     | "Crazy"                                                     | "Crazy"                                                     | "Crazy"                                                     | "Crazy"                                                     | "Crazy"                                                     | "Crazy"                                                     | "Crazy"                                                     | "Crazy"                                                     | "Crazy"                                                     | "Crazy"                                                     | "Crazy"                                                     | "Crazy"                                                     | "Crazy"                                                     | Gnarls Barkley                                 | Gnarls Barkley                                 | Gnarls Barkley                                 | Gnarls Barkley                                 | Gnarls Barkley                                 | Gnarls Barkley                                 | Gnarls Barkley                                 | Gnarls Barkley                                 | Gnarls Barkley                                 | Gnarls Barkley                                 | Gnarls Barkley                                 | Gnarls Barkley                                 | Gnarls Barkley                                 | Gnarls Barkley                                 | Gnarls Barkley                                 | Gnarls Barkley                                 | Gnarls Barkley                                 | Gnarls Barkley                                 | Gnarls Barkley                                 | Gnarls Barkley                                 | Gnarls Barkley                                 | Gnarls Barkley                                 | Gnarls Barkley                                 | Gnarls Barkley                                 | Gnarls Barkley                                 | Gnarls Barkley                                 | Gnarls Barkley                                 | Gnarls Barkley                                 | Gnarls Barkley                                 | Gnarls Barkley                                 | Gnarls Barkley                                 | Gnarls Barkley                                 | Gnarls Barkley                                 | Gnarls Barkley                                 | Gnarls Barkley                                 | Gnarls Barkley                                 | Gnarls Barkley                                 | Gnarls Barkley                                 | Gnarls Barkley                                 | Gnarls Barkley                                 | Gnarls Barkley                                 | Gnarls Barkley                                 | Gnarls Barkley                                 | Gnarls Barkley                                 | Gnarls Barkley                                 | Gnarls Barkley                                 | Gnarls Barkley                                 | Gnarls Barkley                                 | Gnarls Barkley                                 | Gnarls Barkley                                 | Gnarls Barkley                                 | Gnarls Barkley                                 | Gnarls Barkley                                 | Gnarls Barkley                                 | Gnarls Barkley                                 | Gnarls Barkley                                 | Gnarls Barkley                                 | Gnarls Barkley                                 | Gnarls Barkley                                 | Gnarls Barkley                                 | Gnarls Barkley                                 | Gnarls Barkley                                 | Gnarls Barkley                                 | Gnarls Barkley                                 | Gnarls Barkley                                 | Gnarls Barkley                                 | Gnarls Barkley                                 | Gnarls Barkley                                 | Gnarls Barkley                                 | Gnarls Barkley                                 | Gnarls Barkley                                 | Gnarls Barkley                                 | Gnarls Barkley                                 | Gnarls Barkley                                 | Gnarls Barkley                                 | Gnarls Barkley                                 | Gnarls Barkley                                 | Gnarls Barkley                                 | Gnarls Barkley                                 | Gnarls Barkley                                 | Gnarls Barkley                                 | Gnarls Barkley                                 | Gnarls Barkley                                 | Gnarls Barkley                                 | Gnarls Barkley                                 | Gnarls Barkley                                 | Gnarls Barkley                                 | Gnarls Barkley                                 | Gnarls Barkley                                 | Gnarls Barkley                                 | Gnarls Barkley                                 | Gnarls Barkley                                 | Gnarls Barkley                                 | Gnarls Barkley                                 | Gnarls Barkley                                 | Gnarls Barkley                                 | Gnarls Barkley                                 | Gnarls Barkley                                 | Gnarls Barkley                                 | Gnarls Barkley                                 | Selezionato          | Selezionato          | Selezionato          | Selezionato          | Selezionato          | Selezionato          | Selezionato          | Selezionato          | Selezionato          | Selezionato          | Selezionato          | Selezionato          | Selezionato          | Selezionato          | Selezionato          | Selezionato          | Selezionato          | Selezionato          | Selezionato          | Selezionato          | Selezionato          | Selezionato          | Selezionato          | Selezionato          | Selezionato          | Selezionato          | Selezionato          | Selezionato          | Selezionato          | Selezionato          | Selezionato          | Selezionato          | Selezionato          | Selezionato          | Selezionato          | Selezionato          | Selezionato          | Selezionato          | Selezionato          | Selezionato          | Selezionato          | Selezionato          | Selezionato          | Selezionato          | Selezionato          | Selezionato          | Selezionato          | Selezionato          | Selezionato          | Selezionato          | Selezionato          | Selezionato          | Selezionato          | Selezionato          | Selezionato          | Selezionato          | Selezionato          | Selezionato          | Selezionato          | Selezionato          | Selezionato          | Selezionato          | Selezionato          | Selezionato          | Selezionato          | Selezionato          | Selezionato          | Selezionato          | Selezionato          | Selezionato          | Selezionato          | Selezionato          | Selezionato          | Selezionato          | Selezionato          | Selezionato          | Selezionato          | Selezionato          | Selezionato          | Selezionato          | Selezionato          | Selezionato          | Selezionato          | Selezionato          | Selezionato          | Selezionato          | Selezionato          | Selezionato          | Selezionato          | Selezionato          | Selezionato          | Selezionato          | Selezionato          | Selezionato          | Selezionato          | Selezionato          | Selezionato          | Selezionato          | Selezionato          | Selezionato          |
| Top 50    | Top 50    | Top 50    | Top 50    | Top 50    | Top 50    | Top 50    | Top 50    | Top 50    | Top 50    | Top 50    | Top 50    | Top 50    | Top 50    | Top 50    | Top 50    | Top 50    | Top 50    | Top 50    | Top 50    | Top 50    | Top 50    | Top 50    | Top 50    | Top 50    | Top 50    | Top 50    | Top 50    | Top 50    | Top 50    | Top 50    | Top 50    | Top 50    | Top 50    | Top 50    | Top 50    | Top 50    | Top 50    | Top 50    | Top 50    | Top 50    | Top 50    | Top 50    | Top 50    | Top 50    | Top 50    | Top 50    | Top 50    | Top 50    | Top 50    | Top 50    | Top 50    | Top 50    | Top 50    | Top 50    | Top 50    | Top 50    | Top 50    | Top 50    | Top 50    | Top 50    | Top 50    | Top 50    | Top 50    | Top 50    | Top 50    | Top 50    | Top 50    | Top 50    | Top 50    | Top 50    | Top 50    | Top 50    | Top 50    | Top 50    | Top 50    | Top 50    | Top 50    | Top 50    | Top 50    | Top 50    | Top 50    | Top 50    | Top 50    | Top 50    | Top 50    | Top 50    | Top 50    | Top 50    | Top 50    | Top 50    | Top 50    | Top 50    | Top 50    | Top 50    | Top 50    | Top 50    | Top 50    | Top 50    | Top 50    | n/a                                                                           | n/a                                                                           | n/a                                                                           | n/a                                                                           | n/a                                                                           | n/a                                                                           | n/a                                                                           | n/a                                                                           | n/a                                                                           | n/a                                                                           | n/a                                                                           | n/a                                                                           | n/a                                                                           | n/a                                                                           | n/a                                                                           | n/a                                                                           | n/a                                                                           | n/a                                                                           | n/a                                                                           | n/a                                                                           | n/a                                                                           | n/a                                                                           | n/a                                                                           | n/a                                                                           | n/a                                                                           | n/a                                                                           | n/a                                                                           | n/a                                                                           | n/a                                                                           | n/a                                                                           | n/a                                                                           | n/a                                                                           | n/a                                                                           | n/a                                                                           | n/a                                                                           | n/a                                                                           | n/a                                                                           | n/a                                                                           | n/a                                                                           | n/a                                                                           | n/a                                                                           | n/a                                                                           | n/a                                                                           | n/a                                                                           | n/a                                                                           | n/a                                                                           | n/a                                                                           | n/a                                                                           | n/a                                                                           | n/a                                                                           | n/a                                                                           | n/a                                                                           | n/a                                                                           | n/a                                                                           | n/a                                                                           | n/a                                                                           | n/a                                                                           | n/a                                                                           | n/a                                                                           | n/a                                                                           | n/a                                                                           | n/a                                                                           | n/a                                                                           | n/a                                                                           | n/a                                                                           | n/a                                                                           | n/a                                                                           | n/a                                                                           | n/a                                                                           | n/a                                                                           | n/a                                                                           | n/a                                                                           | n/a                                                                           | n/a                                                                           | n/a                                                                           | n/a                                                                           | n/a                                                                           | n/a                                                                           | n/a                                                                           | n/a                                                                           | n/a                                                                           | n/a                                                                           | n/a                                                                           | n/a                                                                           | n/a                                                                           | n/a                                                                           | n/a                                                                           | n/a                                                                           | n/a                                                                           | n/a                                                                           | n/a                                                                           | n/a                                                                           | n/a                                                                           | n/a                                                                           | n/a                                                                           | n/a                                                                           | n/a                                                                           | n/a                                                                           | n/a                                                                           | n/a                                                                           | "Heaven"                                                    | "Heaven"                                                    | "Heaven"                                                    | "Heaven"                                                    | "Heaven"                                                    | "Heaven"                                                    | "Heaven"                                                    | "Heaven"                                                    | "Heaven"                                                    | "Heaven"                                                    | "Heaven"                                                    | "Heaven"                                                    | "Heaven"                                                    | "Heaven"                                                    | "Heaven"                                                    | "Heaven"                                                    | "Heaven"                                                    | "Heaven"                                                    | "Heaven"                                                    | "Heaven"                                                    | "Heaven"                                                    | "Heaven"                                                    | "Heaven"                                                    | "Heaven"                                                    | "Heaven"                                                    | "Heaven"                                                    | "Heaven"                                                    | "Heaven"                                                    | "Heaven"                                                    | "Heaven"                                                    | "Heaven"                                                    | "Heaven"                                                    | "Heaven"                                                    | "Heaven"                                                    | "Heaven"                                                    | "Heaven"                                                    | "Heaven"                                                    | "Heaven"                                                    | "Heaven"                                                    | "Heaven"                                                    | "Heaven"                                                    | "Heaven"                                                    | "Heaven"                                                    | "Heaven"                                                    | "Heaven"                                                    | "Heaven"                                                    | "Heaven"                                                    | "Heaven"                                                    | "Heaven"                                                    | "Heaven"                                                    | "Heaven"                                                    | "Heaven"                                                    | "Heaven"                                                    | "Heaven"                                                    | "Heaven"                                                    | "Heaven"                                                    | "Heaven"                                                    | "Heaven"                                                    | "Heaven"                                                    | "Heaven"                                                    | "Heaven"                                                    | "Heaven"                                                    | "Heaven"                                                    | "Heaven"                                                    | "Heaven"                                                    | "Heaven"                                                    | "Heaven"                                                    | "Heaven"                                                    | "Heaven"                                                    | "Heaven"                                                    | "Heaven"                                                    | "Heaven"                                                    | "Heaven"                                                    | "Heaven"                                                    | "Heaven"                                                    | "Heaven"                                                    | "Heaven"                                                    | "Heaven"                                                    | "Heaven"                                                    | "Heaven"                                                    | "Heaven"                                                    | "Heaven"                                                    | "Heaven"                                                    | "Heaven"                                                    | "Heaven"                                                    | "Heaven"                                                    | "Heaven"                                                    | "Heaven"                                                    | "Heaven"                                                    | "Heaven"                                                    | "Heaven"                                                    | "Heaven"                                                    | "Heaven"                                                    | "Heaven"                                                    | "Heaven"                                                    | "Heaven"                                                    | "Heaven"                                                    | "Heaven"                                                    | "Heaven"                                                    | "Heaven"                                                    | Bryan Adams                                    | Bryan Adams                                    | Bryan Adams                                    | Bryan Adams                                    | Bryan Adams                                    | Bryan Adams                                    | Bryan Adams                                    | Bryan Adams                                    | Bryan Adams                                    | Bryan Adams                                    | Bryan Adams                                    | Bryan Adams                                    | Bryan Adams                                    | Bryan Adams                                    | Bryan Adams                                    | Bryan Adams                                    | Bryan Adams                                    | Bryan Adams                                    | Bryan Adams                                    | Bryan Adams                                    | Bryan Adams                                    | Bryan Adams                                    | Bryan Adams                                    | Bryan Adams                                    | Bryan Adams                                    | Bryan Adams                                    | Bryan Adams                                    | Bryan Adams                                    | Bryan Adams                                    | Bryan Adams                                    | Bryan Adams                                    | Bryan Adams                                    | Bryan Adams                                    | Bryan Adams                                    | Bryan Adams                                    | Bryan Adams                                    | Bryan Adams                                    | Bryan Adams                                    | Bryan Adams                                    | Bryan Adams                                    | Bryan Adams                                    | Bryan Adams                                    | Bryan Adams                                    | Bryan Adams                                    | Bryan Adams                                    | Bryan Adams                                    | Bryan Adams                                    | Bryan Adams                                    | Bryan Adams                                    | Bryan Adams                                    | Bryan Adams                                    | Bryan Adams                                    | Bryan Adams                                    | Bryan Adams                                    | Bryan Adams                                    | Bryan Adams                                    | Bryan Adams                                    | Bryan Adams                                    | Bryan Adams                                    | Bryan Adams                                    | Bryan Adams                                    | Bryan Adams                                    | Bryan Adams                                    | Bryan Adams                                    | Bryan Adams                                    | Bryan Adams                                    | Bryan Adams                                    | Bryan Adams                                    | Bryan Adams                                    | Bryan Adams                                    | Bryan Adams                                    | Bryan Adams                                    | Bryan Adams                                    | Bryan Adams                                    | Bryan Adams                                    | Bryan Adams                                    | Bryan Adams                                    | Bryan Adams                                    | Bryan Adams                                    | Bryan Adams                                    | Bryan Adams                                    | Bryan Adams                                    | Bryan Adams                                    | Bryan Adams                                    | Bryan Adams                                    | Bryan Adams                                    | Bryan Adams                                    | Bryan Adams                                    | Bryan Adams                                    | Bryan Adams                                    | Bryan Adams                                    | Bryan Adams                                    | Bryan Adams                                    | Bryan Adams                                    | Bryan Adams                                    | Bryan Adams                                    | Bryan Adams                                    | Bryan Adams                                    | Bryan Adams                                    | Bryan Adams                                    | Selezionato          | Selezionato          | Selezionato          | Selezionato          | Selezionato          | Selezionato          | Selezionato          | Selezionato          | Selezionato          | Selezionato          | Selezionato          | Selezionato          | Selezionato          | Selezionato          | Selezionato          | Selezionato          | Selezionato          | Selezionato          | Selezionato          | Selezionato          | Selezionato          | Selezionato          | Selezionato          | Selezionato          | Selezionato          | Selezionato          | Selezionato          | Selezionato          | Selezionato          | Selezionato          | Selezionato          | Selezionato          | Selezionato          | Selezionato          | Selezionato          | Selezionato          | Selezionato          | Selezionato          | Selezionato          | Selezionato          | Selezionato          | Selezionato          | Selezionato          | Selezionato          | Selezionato          | Selezionato          | Selezionato          | Selezionato          | Selezionato          | Selezionato          | Selezionato          | Selezionato          | Selezionato          | Selezionato          | Selezionato          | Selezionato          | Selezionato          | Selezionato          | Selezionato          | Selezionato          | Selezionato          | Selezionato          | Selezionato          | Selezionato          | Selezionato          | Selezionato          | Selezionato          | Selezionato          | Selezionato          | Selezionato          | Selezionato          | Selezionato          | Selezionato          | Selezionato          | Selezionato          | Selezionato          | Selezionato          | Selezionato          | Selezionato          | Selezionato          | Selezionato          | Selezionato          | Selezionato          | Selezionato          | Selezionato          | Selezionato          | Selezionato          | Selezionato          | Selezionato          | Selezionato          | Selezionato          | Selezionato          | Selezionato          | Selezionato          | Selezionato          | Selezionato          | Selezionato          | Selezionato          | Selezionato          | Selezionato          |
| Top 24    | Top 24    | Top 24    | Top 24    | Top 24    | Top 24    | Top 24    | Top 24    | Top 24    | Top 24    | Top 24    | Top 24    | Top 24    | Top 24    | Top 24    | Top 24    | Top 24    | Top 24    | Top 24    | Top 24    | Top 24    | Top 24    | Top 24    | Top 24    | Top 24    | Top 24    | Top 24    | Top 24    | Top 24    | Top 24    | Top 24    | Top 24    | Top 24    | Top 24    | Top 24    | Top 24    | Top 24    | Top 24    | Top 24    | Top 24    | Top 24    | Top 24    | Top 24    | Top 24    | Top 24    | Top 24    | Top 24    | Top 24    | Top 24    | Top 24    | Top 24    | Top 24    | Top 24    | Top 24    | Top 24    | Top 24    | Top 24    | Top 24    | Top 24    | Top 24    | Top 24    | Top 24    | Top 24    | Top 24    | Top 24    | Top 24    | Top 24    | Top 24    | Top 24    | Top 24    | Top 24    | Top 24    | Top 24    | Top 24    | Top 24    | Top 24    | Top 24    | Top 24    | Top 24    | Top 24    | Top 24    | Top 24    | Top 24    | Top 24    | Top 24    | Top 24    | Top 24    | Top 24    | Top 24    | Top 24    | Top 24    | Top 24    | Top 24    | Top 24    | Top 24    | Top 24    | Top 24    | Top 24    | Top 24    | Top 24    | Gli anni sessanta                                                             | Gli anni sessanta                                                             | Gli anni sessanta                                                             | Gli anni sessanta                                                             | Gli anni sessanta                                                             | Gli anni sessanta                                                             | Gli anni sessanta                                                             | Gli anni sessanta                                                             | Gli anni sessanta                                                             | Gli anni sessanta                                                             | Gli anni sessanta                                                             | Gli anni sessanta                                                             | Gli anni sessanta                                                             | Gli anni sessanta                                                             | Gli anni sessanta                                                             | Gli anni sessanta                                                             | Gli anni sessanta                                                             | Gli anni sessanta                                                             | Gli anni sessanta                                                             | Gli anni sessanta                                                             | Gli anni sessanta                                                             | Gli anni sessanta                                                             | Gli anni sessanta                                                             | Gli anni sessanta                                                             | Gli anni sessanta                                                             | Gli anni sessanta                                                             | Gli anni sessanta                                                             | Gli anni sessanta                                                             | Gli anni sessanta                                                             | Gli anni sessanta                                                             | Gli anni sessanta                                                             | Gli anni sessanta                                                             | Gli anni sessanta                                                             | Gli anni sessanta                                                             | Gli anni sessanta                                                             | Gli anni sessanta                                                             | Gli anni sessanta                                                             | Gli anni sessanta                                                             | Gli anni sessanta                                                             | Gli anni sessanta                                                             | Gli anni sessanta                                                             | Gli anni sessanta                                                             | Gli anni sessanta                                                             | Gli anni sessanta                                                             | Gli anni sessanta                                                             | Gli anni sessanta                                                             | Gli anni sessanta                                                             | Gli anni sessanta                                                             | Gli anni sessanta                                                             | Gli anni sessanta                                                             | Gli anni sessanta                                                             | Gli anni sessanta                                                             | Gli anni sessanta                                                             | Gli anni sessanta                                                             | Gli anni sessanta                                                             | Gli anni sessanta                                                             | Gli anni sessanta                                                             | Gli anni sessanta                                                             | Gli anni sessanta                                                             | Gli anni sessanta                                                             | Gli anni sessanta                                                             | Gli anni sessanta                                                             | Gli anni sessanta                                                             | Gli anni sessanta                                                             | Gli anni sessanta                                                             | Gli anni sessanta                                                             | Gli anni sessanta                                                             | Gli anni sessanta                                                             | Gli anni sessanta                                                             | Gli anni sessanta                                                             | Gli anni sessanta                                                             | Gli anni sessanta                                                             | Gli anni sessanta                                                             | Gli anni sessanta                                                             | Gli anni sessanta                                                             | Gli anni sessanta                                                             | Gli anni sessanta                                                             | Gli anni sessanta                                                             | Gli anni sessanta                                                             | Gli anni sessanta                                                             | Gli anni sessanta                                                             | Gli anni sessanta                                                             | Gli anni sessanta                                                             | Gli anni sessanta                                                             | Gli anni sessanta                                                             | Gli anni sessanta                                                             | Gli anni sessanta                                                             | Gli anni sessanta                                                             | Gli anni sessanta                                                             | Gli anni sessanta                                                             | Gli anni sessanta                                                             | Gli anni sessanta                                                             | Gli anni sessanta                                                             | Gli anni sessanta                                                             | Gli anni sessanta                                                             | Gli anni sessanta                                                             | Gli anni sessanta                                                             | Gli anni sessanta                                                             | Gli anni sessanta                                                             | Gli anni sessanta                                                             | "Shop Around"                                               | "Shop Around"                                               | "Shop Around"                                               | "Shop Around"                                               | "Shop Around"                                               | "Shop Around"                                               | "Shop Around"                                               | "Shop Around"                                               | "Shop Around"                                               | "Shop Around"                                               | "Shop Around"                                               | "Shop Around"                                               | "Shop Around"                                               | "Shop Around"                                               | "Shop Around"                                               | "Shop Around"                                               | "Shop Around"                                               | "Shop Around"                                               | "Shop Around"                                               | "Shop Around"                                               | "Shop Around"                                               | "Shop Around"                                               | "Shop Around"                                               | "Shop Around"                                               | "Shop Around"                                               | "Shop Around"                                               | "Shop Around"                                               | "Shop Around"                                               | "Shop Around"                                               | "Shop Around"                                               | "Shop Around"                                               | "Shop Around"                                               | "Shop Around"                                               | "Shop Around"                                               | "Shop Around"                                               | "Shop Around"                                               | "Shop Around"                                               | "Shop Around"                                               | "Shop Around"                                               | "Shop Around"                                               | "Shop Around"                                               | "Shop Around"                                               | "Shop Around"                                               | "Shop Around"                                               | "Shop Around"                                               | "Shop Around"                                               | "Shop Around"                                               | "Shop Around"                                               | "Shop Around"                                               | "Shop Around"                                               | "Shop Around"                                               | "Shop Around"                                               | "Shop Around"                                               | "Shop Around"                                               | "Shop Around"                                               | "Shop Around"                                               | "Shop Around"                                               | "Shop Around"                                               | "Shop Around"                                               | "Shop Around"                                               | "Shop Around"                                               | "Shop Around"                                               | "Shop Around"                                               | "Shop Around"                                               | "Shop Around"                                               | "Shop Around"                                               | "Shop Around"                                               | "Shop Around"                                               | "Shop Around"                                               | "Shop Around"                                               | "Shop Around"                                               | "Shop Around"                                               | "Shop Around"                                               | "Shop Around"                                               | "Shop Around"                                               | "Shop Around"                                               | "Shop Around"                                               | "Shop Around"                                               | "Shop Around"                                               | "Shop Around"                                               | "Shop Around"                                               | "Shop Around"                                               | "Shop Around"                                               | "Shop Around"                                               | "Shop Around"                                               | "Shop Around"                                               | "Shop Around"                                               | "Shop Around"                                               | "Shop Around"                                               | "Shop Around"                                               | "Shop Around"                                               | "Shop Around"                                               | "Shop Around"                                               | "Shop Around"                                               | "Shop Around"                                               | "Shop Around"                                               | "Shop Around"                                               | "Shop Around"                                               | "Shop Around"                                               | "Shop Around"                                               | The Miracles                                   | The Miracles                                   | The Miracles                                   | The Miracles                                   | The Miracles                                   | The Miracles                                   | The Miracles                                   | The Miracles                                   | The Miracles                                   | The Miracles                                   | The Miracles                                   | The Miracles                                   | The Miracles                                   | The Miracles                                   | The Miracles                                   | The Miracles                                   | The Miracles                                   | The Miracles                                   | The Miracles                                   | The Miracles                                   | The Miracles                                   | The Miracles                                   | The Miracles                                   | The Miracles                                   | The Miracles                                   | The Miracles                                   | The Miracles                                   | The Miracles                                   | The Miracles                                   | The Miracles                                   | The Miracles                                   | The Miracles                                   | The Miracles                                   | The Miracles                                   | The Miracles                                   | The Miracles                                   | The Miracles                                   | The Miracles                                   | The Miracles                                   | The Miracles                                   | The Miracles                                   | The Miracles                                   | The Miracles                                   | The Miracles                                   | The Miracles                                   | The Miracles                                   | The Miracles                                   | The Miracles                                   | The Miracles                                   | The Miracles                                   | The Miracles                                   | The Miracles                                   | The Miracles                                   | The Miracles                                   | The Miracles                                   | The Miracles                                   | The Miracles                                   | The Miracles                                   | The Miracles                                   | The Miracles                                   | The Miracles                                   | The Miracles                                   | The Miracles                                   | The Miracles                                   | The Miracles                                   | The Miracles                                   | The Miracles                                   | The Miracles                                   | The Miracles                                   | The Miracles                                   | The Miracles                                   | The Miracles                                   | The Miracles                                   | The Miracles                                   | The Miracles                                   | The Miracles                                   | The Miracles                                   | The Miracles                                   | The Miracles                                   | The Miracles                                   | The Miracles                                   | The Miracles                                   | The Miracles                                   | The Miracles                                   | The Miracles                                   | The Miracles                                   | The Miracles                                   | The Miracles                                   | The Miracles                                   | The Miracles                                   | The Miracles                                   | The Miracles                                   | The Miracles                                   | The Miracles                                   | The Miracles                                   | The Miracles                                   | The Miracles                                   | The Miracles                                   | The Miracles                                   | The Miracles                                   | Salvo                | Salvo                | Salvo                | Salvo                | Salvo                | Salvo                | Salvo                | Salvo                | Salvo                | Salvo                | Salvo                | Salvo                | Salvo                | Salvo                | Salvo                | Salvo                | Salvo                | Salvo                | Salvo                | Salvo                | Salvo                | Salvo                | Salvo                | Salvo                | Salvo                | Salvo                | Salvo                | Salvo                | Salvo                | Salvo                | Salvo                | Salvo                | Salvo                | Salvo                | Salvo                | Salvo                | Salvo                | Salvo                | Salvo                | Salvo                | Salvo                | Salvo                | Salvo                | Salvo                | Salvo                | Salvo                | Salvo                | Salvo                | Salvo                | Salvo                | Salvo                | Salvo                | Salvo                | Salvo                | Salvo                | Salvo                | Salvo                | Salvo                | Salvo                | Salvo                | Salvo                | Salvo                | Salvo                | Salvo                | Salvo                | Salvo                | Salvo                | Salvo                | Salvo                | Salvo                | Salvo                | Salvo                | Salvo                | Salvo                | Salvo                | Salvo                | Salvo                | Salvo                | Salvo                | Salvo                | Salvo                | Salvo                | Salvo                | Salvo                | Salvo                | Salvo                | Salvo                | Salvo                | Salvo                | Salvo                | Salvo                | Salvo                | Salvo                | Salvo                | Salvo                | Salvo                | Salvo                | Salvo                | Salvo                | Salvo                |
| Top 20    | Top 20    | Top 20    | Top 20    | Top 20    | Top 20    | Top 20    | Top 20    | Top 20    | Top 20    | Top 20    | Top 20    | Top 20    | Top 20    | Top 20    | Top 20    | Top 20    | Top 20    | Top 20    | Top 20    | Top 20    | Top 20    | Top 20    | Top 20    | Top 20    | Top 20    | Top 20    | Top 20    | Top 20    | Top 20    | Top 20    | Top 20    | Top 20    | Top 20    | Top 20    | Top 20    | Top 20    | Top 20    | Top 20    | Top 20    | Top 20    | Top 20    | Top 20    | Top 20    | Top 20    | Top 20    | Top 20    | Top 20    | Top 20    | Top 20    | Top 20    | Top 20    | Top 20    | Top 20    | Top 20    | Top 20    | Top 20    | Top 20    | Top 20    | Top 20    | Top 20    | Top 20    | Top 20    | Top 20    | Top 20    | Top 20    | Top 20    | Top 20    | Top 20    | Top 20    | Top 20    | Top 20    | Top 20    | Top 20    | Top 20    | Top 20    | Top 20    | Top 20    | Top 20    | Top 20    | Top 20    | Top 20    | Top 20    | Top 20    | Top 20    | Top 20    | Top 20    | Top 20    | Top 20    | Top 20    | Top 20    | Top 20    | Top 20    | Top 20    | Top 20    | Top 20    | Top 20    | Top 20    | Top 20    | Top 20    | Gli anni settanta                                                             | Gli anni settanta                                                             | Gli anni settanta                                                             | Gli anni settanta                                                             | Gli anni settanta                                                             | Gli anni settanta                                                             | Gli anni settanta                                                             | Gli anni settanta                                                             | Gli anni settanta                                                             | Gli anni settanta                                                             | Gli anni settanta                                                             | Gli anni settanta                                                             | Gli anni settanta                                                             | Gli anni settanta                                                             | Gli anni settanta                                                             | Gli anni settanta                                                             | Gli anni settanta                                                             | Gli anni settanta                                                             | Gli anni settanta                                                             | Gli anni settanta                                                             | Gli anni settanta                                                             | Gli anni settanta                                                             | Gli anni settanta                                                             | Gli anni settanta                                                             | Gli anni settanta                                                             | Gli anni settanta                                                             | Gli anni settanta                                                             | Gli anni settanta                                                             | Gli anni settanta                                                             | Gli anni settanta                                                             | Gli anni settanta                                                             | Gli anni settanta                                                             | Gli anni settanta                                                             | Gli anni settanta                                                             | Gli anni settanta                                                             | Gli anni settanta                                                             | Gli anni settanta                                                             | Gli anni settanta                                                             | Gli anni settanta                                                             | Gli anni settanta                                                             | Gli anni settanta                                                             | Gli anni settanta                                                             | Gli anni settanta                                                             | Gli anni settanta                                                             | Gli anni settanta                                                             | Gli anni settanta                                                             | Gli anni settanta                                                             | Gli anni settanta                                                             | Gli anni settanta                                                             | Gli anni settanta                                                             | Gli anni settanta                                                             | Gli anni settanta                                                             | Gli anni settanta                                                             | Gli anni settanta                                                             | Gli anni settanta                                                             | Gli anni settanta                                                             | Gli anni settanta                                                             | Gli anni settanta                                                             | Gli anni settanta                                                             | Gli anni settanta                                                             | Gli anni settanta                                                             | Gli anni settanta                                                             | Gli anni settanta                                                             | Gli anni settanta                                                             | Gli anni settanta                                                             | Gli anni settanta                                                             | Gli anni settanta                                                             | Gli anni settanta                                                             | Gli anni settanta                                                             | Gli anni settanta                                                             | Gli anni settanta                                                             | Gli anni settanta                                                             | Gli anni settanta                                                             | Gli anni settanta                                                             | Gli anni settanta                                                             | Gli anni settanta                                                             | Gli anni settanta                                                             | Gli anni settanta                                                             | Gli anni settanta                                                             | Gli anni settanta                                                             | Gli anni settanta                                                             | Gli anni settanta                                                             | Gli anni settanta                                                             | Gli anni settanta                                                             | Gli anni settanta                                                             | Gli anni settanta                                                             | Gli anni settanta                                                             | Gli anni settanta                                                             | Gli anni settanta                                                             | Gli anni settanta                                                             | Gli anni settanta                                                             | Gli anni settanta                                                             | Gli anni settanta                                                             | Gli anni settanta                                                             | Gli anni settanta                                                             | Gli anni settanta                                                             | Gli anni settanta                                                             | Gli anni settanta                                                             | Gli anni settanta                                                             | Gli anni settanta                                                             | "Imagine"                                                   | "Imagine"                                                   | "Imagine"                                                   | "Imagine"                                                   | "Imagine"                                                   | "Imagine"                                                   | "Imagine"                                                   | "Imagine"                                                   | "Imagine"                                                   | "Imagine"                                                   | "Imagine"                                                   | "Imagine"                                                   | "Imagine"                                                   | "Imagine"                                                   | "Imagine"                                                   | "Imagine"                                                   | "Imagine"                                                   | "Imagine"                                                   | "Imagine"                                                   | "Imagine"                                                   | "Imagine"                                                   | "Imagine"                                                   | "Imagine"                                                   | "Imagine"                                                   | "Imagine"                                                   | "Imagine"                                                   | "Imagine"                                                   | "Imagine"                                                   | "Imagine"                                                   | "Imagine"                                                   | "Imagine"                                                   | "Imagine"                                                   | "Imagine"                                                   | "Imagine"                                                   | "Imagine"                                                   | "Imagine"                                                   | "Imagine"                                                   | "Imagine"                                                   | "Imagine"                                                   | "Imagine"                                                   | "Imagine"                                                   | "Imagine"                                                   | "Imagine"                                                   | "Imagine"                                                   | "Imagine"                                                   | "Imagine"                                                   | "Imagine"                                                   | "Imagine"                                                   | "Imagine"                                                   | "Imagine"                                                   | "Imagine"                                                   | "Imagine"                                                   | "Imagine"                                                   | "Imagine"                                                   | "Imagine"                                                   | "Imagine"                                                   | "Imagine"                                                   | "Imagine"                                                   | "Imagine"                                                   | "Imagine"                                                   | "Imagine"                                                   | "Imagine"                                                   | "Imagine"                                                   | "Imagine"                                                   | "Imagine"                                                   | "Imagine"                                                   | "Imagine"                                                   | "Imagine"                                                   | "Imagine"                                                   | "Imagine"                                                   | "Imagine"                                                   | "Imagine"                                                   | "Imagine"                                                   | "Imagine"                                                   | "Imagine"                                                   | "Imagine"                                                   | "Imagine"                                                   | "Imagine"                                                   | "Imagine"                                                   | "Imagine"                                                   | "Imagine"                                                   | "Imagine"                                                   | "Imagine"                                                   | "Imagine"                                                   | "Imagine"                                                   | "Imagine"                                                   | "Imagine"                                                   | "Imagine"                                                   | "Imagine"                                                   | "Imagine"                                                   | "Imagine"                                                   | "Imagine"                                                   | "Imagine"                                                   | "Imagine"                                                   | "Imagine"                                                   | "Imagine"                                                   | "Imagine"                                                   | "Imagine"                                                   | "Imagine"                                                   | "Imagine"                                                   | John Lennon                                    | John Lennon                                    | John Lennon                                    | John Lennon                                    | John Lennon                                    | John Lennon                                    | John Lennon                                    | John Lennon                                    | John Lennon                                    | John Lennon                                    | John Lennon                                    | John Lennon                                    | John Lennon                                    | John Lennon                                    | John Lennon                                    | John Lennon                                    | John Lennon                                    | John Lennon                                    | John Lennon                                    | John Lennon                                    | John Lennon                                    | John Lennon                                    | John Lennon                                    | John Lennon                                    | John Lennon                                    | John Lennon                                    | John Lennon                                    | John Lennon                                    | John Lennon                                    | John Lennon                                    | John Lennon                                    | John Lennon                                    | John Lennon                                    | John Lennon                                    | John Lennon                                    | John Lennon                                    | John Lennon                                    | John Lennon                                    | John Lennon                                    | John Lennon                                    | John Lennon                                    | John Lennon                                    | John Lennon                                    | John Lennon                                    | John Lennon                                    | John Lennon                                    | John Lennon                                    | John Lennon                                    | John Lennon                                    | John Lennon                                    | John Lennon                                    | John Lennon                                    | John Lennon                                    | John Lennon                                    | John Lennon                                    | John Lennon                                    | John Lennon                                    | John Lennon                                    | John Lennon                                    | John Lennon                                    | John Lennon                                    | John Lennon                                    | John Lennon                                    | John Lennon                                    | John Lennon                                    | John Lennon                                    | John Lennon                                    | John Lennon                                    | John Lennon                                    | John Lennon                                    | John Lennon                                    | John Lennon                                    | John Lennon                                    | John Lennon                                    | John Lennon                                    | John Lennon                                    | John Lennon                                    | John Lennon                                    | John Lennon                                    | John Lennon                                    | John Lennon                                    | John Lennon                                    | John Lennon                                    | John Lennon                                    | John Lennon                                    | John Lennon                                    | John Lennon                                    | John Lennon                                    | John Lennon                                    | John Lennon                                    | John Lennon                                    | John Lennon                                    | John Lennon                                    | John Lennon                                    | John Lennon                                    | John Lennon                                    | John Lennon                                    | John Lennon                                    | John Lennon                                    | John Lennon                                    | Salvo                | Salvo                | Salvo                | Salvo                | Salvo                | Salvo                | Salvo                | Salvo                | Salvo                | Salvo                | Salvo                | Salvo                | Salvo                | Salvo                | Salvo                | Salvo                | Salvo                | Salvo                | Salvo                | Salvo                | Salvo                | Salvo                | Salvo                | Salvo                | Salvo                | Salvo                | Salvo                | Salvo                | Salvo                | Salvo                | Salvo                | Salvo                | Salvo                | Salvo                | Salvo                | Salvo                | Salvo                | Salvo                | Salvo                | Salvo                | Salvo                | Salvo                | Salvo                | Salvo                | Salvo                | Salvo                | Salvo                | Salvo                | Salvo                | Salvo                | Salvo                | Salvo                | Salvo                | Salvo                | Salvo                | Salvo                | Salvo                | Salvo                | Salvo                | Salvo                | Salvo                | Salvo                | Salvo                | Salvo                | Salvo                | Salvo                | Salvo                | Salvo                | Salvo                | Salvo                | Salvo                | Salvo                | Salvo                | Salvo                | Salvo                | Salvo                | Salvo                | Salvo                | Salvo                | Salvo                | Salvo                | Salvo                | Salvo                | Salvo                | Salvo                | Salvo                | Salvo                | Salvo                | Salvo                | Salvo                | Salvo                | Salvo                | Salvo                | Salvo                | Salvo                | Salvo                | Salvo                | Salvo                | Salvo                | Salvo                |
| Top 16    | Top 16    | Top 16    | Top 16    | Top 16    | Top 16    | Top 16    | Top 16    | Top 16    | Top 16    | Top 16    | Top 16    | Top 16    | Top 16    | Top 16    | Top 16    | Top 16    | Top 16    | Top 16    | Top 16    | Top 16    | Top 16    | Top 16    | Top 16    | Top 16    | Top 16    | Top 16    | Top 16    | Top 16    | Top 16    | Top 16    | Top 16    | Top 16    | Top 16    | Top 16    | Top 16    | Top 16    | Top 16    | Top 16    | Top 16    | Top 16    | Top 16    | Top 16    | Top 16    | Top 16    | Top 16    | Top 16    | Top 16    | Top 16    | Top 16    | Top 16    | Top 16    | Top 16    | Top 16    | Top 16    | Top 16    | Top 16    | Top 16    | Top 16    | Top 16    | Top 16    | Top 16    | Top 16    | Top 16    | Top 16    | Top 16    | Top 16    | Top 16    | Top 16    | Top 16    | Top 16    | Top 16    | Top 16    | Top 16    | Top 16    | Top 16    | Top 16    | Top 16    | Top 16    | Top 16    | Top 16    | Top 16    | Top 16    | Top 16    | Top 16    | Top 16    | Top 16    | Top 16    | Top 16    | Top 16    | Top 16    | Top 16    | Top 16    | Top 16    | Top 16    | Top 16    | Top 16    | Top 16    | Top 16    | Top 16    | Gli anni ottanta                                                              | Gli anni ottanta                                                              | Gli anni ottanta                                                              | Gli anni ottanta                                                              | Gli anni ottanta                                                              | Gli anni ottanta                                                              | Gli anni ottanta                                                              | Gli anni ottanta                                                              | Gli anni ottanta                                                              | Gli anni ottanta                                                              | Gli anni ottanta                                                              | Gli anni ottanta                                                              | Gli anni ottanta                                                              | Gli anni ottanta                                                              | Gli anni ottanta                                                              | Gli anni ottanta                                                              | Gli anni ottanta                                                              | Gli anni ottanta                                                              | Gli anni ottanta                                                              | Gli anni ottanta                                                              | Gli anni ottanta                                                              | Gli anni ottanta                                                              | Gli anni ottanta                                                              | Gli anni ottanta                                                              | Gli anni ottanta                                                              | Gli anni ottanta                                                              | Gli anni ottanta                                                              | Gli anni ottanta                                                              | Gli anni ottanta                                                              | Gli anni ottanta                                                              | Gli anni ottanta                                                              | Gli anni ottanta                                                              | Gli anni ottanta                                                              | Gli anni ottanta                                                              | Gli anni ottanta                                                              | Gli anni ottanta                                                              | Gli anni ottanta                                                              | Gli anni ottanta                                                              | Gli anni ottanta                                                              | Gli anni ottanta                                                              | Gli anni ottanta                                                              | Gli anni ottanta                                                              | Gli anni ottanta                                                              | Gli anni ottanta                                                              | Gli anni ottanta                                                              | Gli anni ottanta                                                              | Gli anni ottanta                                                              | Gli anni ottanta                                                              | Gli anni ottanta                                                              | Gli anni ottanta                                                              | Gli anni ottanta                                                              | Gli anni ottanta                                                              | Gli anni ottanta                                                              | Gli anni ottanta                                                              | Gli anni ottanta                                                              | Gli anni ottanta                                                              | Gli anni ottanta                                                              | Gli anni ottanta                                                              | Gli anni ottanta                                                              | Gli anni ottanta                                                              | Gli anni ottanta                                                              | Gli anni ottanta                                                              | Gli anni ottanta                                                              | Gli anni ottanta                                                              | Gli anni ottanta                                                              | Gli anni ottanta                                                              | Gli anni ottanta                                                              | Gli anni ottanta                                                              | Gli anni ottanta                                                              | Gli anni ottanta                                                              | Gli anni ottanta                                                              | Gli anni ottanta                                                              | Gli anni ottanta                                                              | Gli anni ottanta                                                              | Gli anni ottanta                                                              | Gli anni ottanta                                                              | Gli anni ottanta                                                              | Gli anni ottanta                                                              | Gli anni ottanta                                                              | Gli anni ottanta                                                              | Gli anni ottanta                                                              | Gli anni ottanta                                                              | Gli anni ottanta                                                              | Gli anni ottanta                                                              | Gli anni ottanta                                                              | Gli anni ottanta                                                              | Gli anni ottanta                                                              | Gli anni ottanta                                                              | Gli anni ottanta                                                              | Gli anni ottanta                                                              | Gli anni ottanta                                                              | Gli anni ottanta                                                              | Gli anni ottanta                                                              | Gli anni ottanta                                                              | Gli anni ottanta                                                              | Gli anni ottanta                                                              | Gli anni ottanta                                                              | Gli anni ottanta                                                              | Gli anni ottanta                                                              | Gli anni ottanta                                                              | "Another Day in Paradise"                                   | "Another Day in Paradise"                                   | "Another Day in Paradise"                                   | "Another Day in Paradise"                                   | "Another Day in Paradise"                                   | "Another Day in Paradise"                                   | "Another Day in Paradise"                                   | "Another Day in Paradise"                                   | "Another Day in Paradise"                                   | "Another Day in Paradise"                                   | "Another Day in Paradise"                                   | "Another Day in Paradise"                                   | "Another Day in Paradise"                                   | "Another Day in Paradise"                                   | "Another Day in Paradise"                                   | "Another Day in Paradise"                                   | "Another Day in Paradise"                                   | "Another Day in Paradise"                                   | "Another Day in Paradise"                                   | "Another Day in Paradise"                                   | "Another Day in Paradise"                                   | "Another Day in Paradise"                                   | "Another Day in Paradise"                                   | "Another Day in Paradise"                                   | "Another Day in Paradise"                                   | "Another Day in Paradise"                                   | "Another Day in Paradise"                                   | "Another Day in Paradise"                                   | "Another Day in Paradise"                                   | "Another Day in Paradise"                                   | "Another Day in Paradise"                                   | "Another Day in Paradise"                                   | "Another Day in Paradise"                                   | "Another Day in Paradise"                                   | "Another Day in Paradise"                                   | "Another Day in Paradise"                                   | "Another Day in Paradise"                                   | "Another Day in Paradise"                                   | "Another Day in Paradise"                                   | "Another Day in Paradise"                                   | "Another Day in Paradise"                                   | "Another Day in Paradise"                                   | "Another Day in Paradise"                                   | "Another Day in Paradise"                                   | "Another Day in Paradise"                                   | "Another Day in Paradise"                                   | "Another Day in Paradise"                                   | "Another Day in Paradise"                                   | "Another Day in Paradise"                                   | "Another Day in Paradise"                                   | "Another Day in Paradise"                                   | "Another Day in Paradise"                                   | "Another Day in Paradise"                                   | "Another Day in Paradise"                                   | "Another Day in Paradise"                                   | "Another Day in Paradise"                                   | "Another Day in Paradise"                                   | "Another Day in Paradise"                                   | "Another Day in Paradise"                                   | "Another Day in Paradise"                                   | "Another Day in Paradise"                                   | "Another Day in Paradise"                                   | "Another Day in Paradise"                                   | "Another Day in Paradise"                                   | "Another Day in Paradise"                                   | "Another Day in Paradise"                                   | "Another Day in Paradise"                                   | "Another Day in Paradise"                                   | "Another Day in Paradise"                                   | "Another Day in Paradise"                                   | "Another Day in Paradise"                                   | "Another Day in Paradise"                                   | "Another Day in Paradise"                                   | "Another Day in Paradise"                                   | "Another Day in Paradise"                                   | "Another Day in Paradise"                                   | "Another Day in Paradise"                                   | "Another Day in Paradise"                                   | "Another Day in Paradise"                                   | "Another Day in Paradise"                                   | "Another Day in Paradise"                                   | "Another Day in Paradise"                                   | "Another Day in Paradise"                                   | "Another Day in Paradise"                                   | "Another Day in Paradise"                                   | "Another Day in Paradise"                                   | "Another Day in Paradise"                                   | "Another Day in Paradise"                                   | "Another Day in Paradise"                                   | "Another Day in Paradise"                                   | "Another Day in Paradise"                                   | "Another Day in Paradise"                                   | "Another Day in Paradise"                                   | "Another Day in Paradise"                                   | "Another Day in Paradise"                                   | "Another Day in Paradise"                                   | "Another Day in Paradise"                                   | "Another Day in Paradise"                                   | "Another Day in Paradise"                                   | "Another Day in Paradise"                                   | Phil Collins                                   | Phil Collins                                   | Phil Collins                                   | Phil Collins                                   | Phil Collins                                   | Phil Collins                                   | Phil Collins                                   | Phil Collins                                   | Phil Collins                                   | Phil Collins                                   | Phil Collins                                   | Phil Collins                                   | Phil Collins                                   | Phil Collins                                   | Phil Collins                                   | Phil Collins                                   | Phil Collins                                   | Phil Collins                                   | Phil Collins                                   | Phil Collins                                   | Phil Collins                                   | Phil Collins                                   | Phil Collins                                   | Phil Collins                                   | Phil Collins                                   | Phil Collins                                   | Phil Collins                                   | Phil Collins                                   | Phil Collins                                   | Phil Collins                                   | Phil Collins                                   | Phil Collins                                   | Phil Collins                                   | Phil Collins                                   | Phil Collins                                   | Phil Collins                                   | Phil Collins                                   | Phil Collins                                   | Phil Collins                                   | Phil Collins                                   | Phil Collins                                   | Phil Collins                                   | Phil Collins                                   | Phil Collins                                   | Phil Collins                                   | Phil Collins                                   | Phil Collins                                   | Phil Collins                                   | Phil Collins                                   | Phil Collins                                   | Phil Collins                                   | Phil Collins                                   | Phil Collins                                   | Phil Collins                                   | Phil Collins                                   | Phil Collins                                   | Phil Collins                                   | Phil Collins                                   | Phil Collins                                   | Phil Collins                                   | Phil Collins                                   | Phil Collins                                   | Phil Collins                                   | Phil Collins                                   | Phil Collins                                   | Phil Collins                                   | Phil Collins                                   | Phil Collins                                   | Phil Collins                                   | Phil Collins                                   | Phil Collins                                   | Phil Collins                                   | Phil Collins                                   | Phil Collins                                   | Phil Collins                                   | Phil Collins                                   | Phil Collins                                   | Phil Collins                                   | Phil Collins                                   | Phil Collins                                   | Phil Collins                                   | Phil Collins                                   | Phil Collins                                   | Phil Collins                                   | Phil Collins                                   | Phil Collins                                   | Phil Collins                                   | Phil Collins                                   | Phil Collins                                   | Phil Collins                                   | Phil Collins                                   | Phil Collins                                   | Phil Collins                                   | Phil Collins                                   | Phil Collins                                   | Phil Collins                                   | Phil Collins                                   | Phil Collins                                   | Phil Collins                                   | Phil Collins                                   | Salvo                | Salvo                | Salvo                | Salvo                | Salvo                | Salvo                | Salvo                | Salvo                | Salvo                | Salvo                | Salvo                | Salvo                | Salvo                | Salvo                | Salvo                | Salvo                | Salvo                | Salvo                | Salvo                | Salvo                | Salvo                | Salvo                | Salvo                | Salvo                | Salvo                | Salvo                | Salvo                | Salvo                | Salvo                | Salvo                | Salvo                | Salvo                | Salvo                | Salvo                | Salvo                | Salvo                | Salvo                | Salvo                | Salvo                | Salvo                | Salvo                | Salvo                | Salvo                | Salvo                | Salvo                | Salvo                | Salvo                | Salvo                | Salvo                | Salvo                | Salvo                | Salvo                | Salvo                | Salvo                | Salvo                | Salvo                | Salvo                | Salvo                | Salvo                | Salvo                | Salvo                | Salvo                | Salvo                | Salvo                | Salvo                | Salvo                | Salvo                | Salvo                | Salvo                | Salvo                | Salvo                | Salvo                | Salvo                | Salvo                | Salvo                | Salvo                | Salvo                | Salvo                | Salvo                | Salvo                | Salvo                | Salvo                | Salvo                | Salvo                | Salvo                | Salvo                | Salvo                | Salvo                | Salvo                | Salvo                | Salvo                | Salvo                | Salvo                | Salvo                | Salvo                | Salvo                | Salvo                | Salvo                | Salvo                | Salvo                |
| Top 12    | Top 12    | Top 12    | Top 12    | Top 12    | Top 12    | Top 12    | Top 12    | Top 12    | Top 12    | Top 12    | Top 12    | Top 12    | Top 12    | Top 12    | Top 12    | Top 12    | Top 12    | Top 12    | Top 12    | Top 12    | Top 12    | Top 12    | Top 12    | Top 12    | Top 12    | Top 12    | Top 12    | Top 12    | Top 12    | Top 12    | Top 12    | Top 12    | Top 12    | Top 12    | Top 12    | Top 12    | Top 12    | Top 12    | Top 12    | Top 12    | Top 12    | Top 12    | Top 12    | Top 12    | Top 12    | Top 12    | Top 12    | Top 12    | Top 12    | Top 12    | Top 12    | Top 12    | Top 12    | Top 12    | Top 12    | Top 12    | Top 12    | Top 12    | Top 12    | Top 12    | Top 12    | Top 12    | Top 12    | Top 12    | Top 12    | Top 12    | Top 12    | Top 12    | Top 12    | Top 12    | Top 12    | Top 12    | Top 12    | Top 12    | Top 12    | Top 12    | Top 12    | Top 12    | Top 12    | Top 12    | Top 12    | Top 12    | Top 12    | Top 12    | Top 12    | Top 12    | Top 12    | Top 12    | Top 12    | Top 12    | Top 12    | Top 12    | Top 12    | Top 12    | Top 12    | Top 12    | Top 12    | Top 12    | Top 12    | Lennon/McCartney                                                              | Lennon/McCartney                                                              | Lennon/McCartney                                                              | Lennon/McCartney                                                              | Lennon/McCartney                                                              | Lennon/McCartney                                                              | Lennon/McCartney                                                              | Lennon/McCartney                                                              | Lennon/McCartney                                                              | Lennon/McCartney                                                              | Lennon/McCartney                                                              | Lennon/McCartney                                                              | Lennon/McCartney                                                              | Lennon/McCartney                                                              | Lennon/McCartney                                                              | Lennon/McCartney                                                              | Lennon/McCartney                                                              | Lennon/McCartney                                                              | Lennon/McCartney                                                              | Lennon/McCartney                                                              | Lennon/McCartney                                                              | Lennon/McCartney                                                              | Lennon/McCartney                                                              | Lennon/McCartney                                                              | Lennon/McCartney                                                              | Lennon/McCartney                                                              | Lennon/McCartney                                                              | Lennon/McCartney                                                              | Lennon/McCartney                                                              | Lennon/McCartney                                                              | Lennon/McCartney                                                              | Lennon/McCartney                                                              | Lennon/McCartney                                                              | Lennon/McCartney                                                              | Lennon/McCartney                                                              | Lennon/McCartney                                                              | Lennon/McCartney                                                              | Lennon/McCartney                                                              | Lennon/McCartney                                                              | Lennon/McCartney                                                              | Lennon/McCartney                                                              | Lennon/McCartney                                                              | Lennon/McCartney                                                              | Lennon/McCartney                                                              | Lennon/McCartney                                                              | Lennon/McCartney                                                              | Lennon/McCartney                                                              | Lennon/McCartney                                                              | Lennon/McCartney                                                              | Lennon/McCartney                                                              | Lennon/McCartney                                                              | Lennon/McCartney                                                              | Lennon/McCartney                                                              | Lennon/McCartney                                                              | Lennon/McCartney                                                              | Lennon/McCartney                                                              | Lennon/McCartney                                                              | Lennon/McCartney                                                              | Lennon/McCartney                                                              | Lennon/McCartney                                                              | Lennon/McCartney                                                              | Lennon/McCartney                                                              | Lennon/McCartney                                                              | Lennon/McCartney                                                              | Lennon/McCartney                                                              | Lennon/McCartney                                                              | Lennon/McCartney                                                              | Lennon/McCartney                                                              | Lennon/McCartney                                                              | Lennon/McCartney                                                              | Lennon/McCartney                                                              | Lennon/McCartney                                                              | Lennon/McCartney                                                              | Lennon/McCartney                                                              | Lennon/McCartney                                                              | Lennon/McCartney                                                              | Lennon/McCartney                                                              | Lennon/McCartney                                                              | Lennon/McCartney                                                              | Lennon/McCartney                                                              | Lennon/McCartney                                                              | Lennon/McCartney                                                              | Lennon/McCartney                                                              | Lennon/McCartney                                                              | Lennon/McCartney                                                              | Lennon/McCartney                                                              | Lennon/McCartney                                                              | Lennon/McCartney                                                              | Lennon/McCartney                                                              | Lennon/McCartney                                                              | Lennon/McCartney                                                              | Lennon/McCartney                                                              | Lennon/McCartney                                                              | Lennon/McCartney                                                              | Lennon/McCartney                                                              | Lennon/McCartney                                                              | Lennon/McCartney                                                              | Lennon/McCartney                                                              | Lennon/McCartney                                                              | Lennon/McCartney                                                              | "We Can Work It Out"                                        | "We Can Work It Out"                                        | "We Can Work It Out"                                        | "We Can Work It Out"                                        | "We Can Work It Out"                                        | "We Can Work It Out"                                        | "We Can Work It Out"                                        | "We Can Work It Out"                                        | "We Can Work It Out"                                        | "We Can Work It Out"                                        | "We Can Work It Out"                                        | "We Can Work It Out"                                        | "We Can Work It Out"                                        | "We Can Work It Out"                                        | "We Can Work It Out"                                        | "We Can Work It Out"                                        | "We Can Work It Out"                                        | "We Can Work It Out"                                        | "We Can Work It Out"                                        | "We Can Work It Out"                                        | "We Can Work It Out"                                        | "We Can Work It Out"                                        | "We Can Work It Out"                                        | "We Can Work It Out"                                        | "We Can Work It Out"                                        | "We Can Work It Out"                                        | "We Can Work It Out"                                        | "We Can Work It Out"                                        | "We Can Work It Out"                                        | "We Can Work It Out"                                        | "We Can Work It Out"                                        | "We Can Work It Out"                                        | "We Can Work It Out"                                        | "We Can Work It Out"                                        | "We Can Work It Out"                                        | "We Can Work It Out"                                        | "We Can Work It Out"                                        | "We Can Work It Out"                                        | "We Can Work It Out"                                        | "We Can Work It Out"                                        | "We Can Work It Out"                                        | "We Can Work It Out"                                        | "We Can Work It Out"                                        | "We Can Work It Out"                                        | "We Can Work It Out"                                        | "We Can Work It Out"                                        | "We Can Work It Out"                                        | "We Can Work It Out"                                        | "We Can Work It Out"                                        | "We Can Work It Out"                                        | "We Can Work It Out"                                        | "We Can Work It Out"                                        | "We Can Work It Out"                                        | "We Can Work It Out"                                        | "We Can Work It Out"                                        | "We Can Work It Out"                                        | "We Can Work It Out"                                        | "We Can Work It Out"                                        | "We Can Work It Out"                                        | "We Can Work It Out"                                        | "We Can Work It Out"                                        | "We Can Work It Out"                                        | "We Can Work It Out"                                        | "We Can Work It Out"                                        | "We Can Work It Out"                                        | "We Can Work It Out"                                        | "We Can Work It Out"                                        | "We Can Work It Out"                                        | "We Can Work It Out"                                        | "We Can Work It Out"                                        | "We Can Work It Out"                                        | "We Can Work It Out"                                        | "We Can Work It Out"                                        | "We Can Work It Out"                                        | "We Can Work It Out"                                        | "We Can Work It Out"                                        | "We Can Work It Out"                                        | "We Can Work It Out"                                        | "We Can Work It Out"                                        | "We Can Work It Out"                                        | "We Can Work It Out"                                        | "We Can Work It Out"                                        | "We Can Work It Out"                                        | "We Can Work It Out"                                        | "We Can Work It Out"                                        | "We Can Work It Out"                                        | "We Can Work It Out"                                        | "We Can Work It Out"                                        | "We Can Work It Out"                                        | "We Can Work It Out"                                        | "We Can Work It Out"                                        | "We Can Work It Out"                                        | "We Can Work It Out"                                        | "We Can Work It Out"                                        | "We Can Work It Out"                                        | "We Can Work It Out"                                        | "We Can Work It Out"                                        | "We Can Work It Out"                                        | "We Can Work It Out"                                        | "We Can Work It Out"                                        | The Beatles                                    | The Beatles                                    | The Beatles                                    | The Beatles                                    | The Beatles                                    | The Beatles                                    | The Beatles                                    | The Beatles                                    | The Beatles                                    | The Beatles                                    | The Beatles                                    | The Beatles                                    | The Beatles                                    | The Beatles                                    | The Beatles                                    | The Beatles                                    | The Beatles                                    | The Beatles                                    | The Beatles                                    | The Beatles                                    | The Beatles                                    | The Beatles                                    | The Beatles                                    | The Beatles                                    | The Beatles                                    | The Beatles                                    | The Beatles                                    | The Beatles                                    | The Beatles                                    | The Beatles                                    | The Beatles                                    | The Beatles                                    | The Beatles                                    | The Beatles                                    | The Beatles                                    | The Beatles                                    | The Beatles                                    | The Beatles                                    | The Beatles                                    | The Beatles                                    | The Beatles                                    | The Beatles                                    | The Beatles                                    | The Beatles                                    | The Beatles                                    | The Beatles                                    | The Beatles                                    | The Beatles                                    | The Beatles                                    | The Beatles                                    | The Beatles                                    | The Beatles                                    | The Beatles                                    | The Beatles                                    | The Beatles                                    | The Beatles                                    | The Beatles                                    | The Beatles                                    | The Beatles                                    | The Beatles                                    | The Beatles                                    | The Beatles                                    | The Beatles                                    | The Beatles                                    | The Beatles                                    | The Beatles                                    | The Beatles                                    | The Beatles                                    | The Beatles                                    | The Beatles                                    | The Beatles                                    | The Beatles                                    | The Beatles                                    | The Beatles                                    | The Beatles                                    | The Beatles                                    | The Beatles                                    | The Beatles                                    | The Beatles                                    | The Beatles                                    | The Beatles                                    | The Beatles                                    | The Beatles                                    | The Beatles                                    | The Beatles                                    | The Beatles                                    | The Beatles                                    | The Beatles                                    | The Beatles                                    | The Beatles                                    | The Beatles                                    | The Beatles                                    | The Beatles                                    | The Beatles                                    | The Beatles                                    | The Beatles                                    | The Beatles                                    | The Beatles                                    | The Beatles                                    | The Beatles                                    | Salvo                | Salvo                | Salvo                | Salvo                | Salvo                | Salvo                | Salvo                | Salvo                | Salvo                | Salvo                | Salvo                | Salvo                | Salvo                | Salvo                | Salvo                | Salvo                | Salvo                | Salvo                | Salvo                | Salvo                | Salvo                | Salvo                | Salvo                | Salvo                | Salvo                | Salvo                | Salvo                | Salvo                | Salvo                | Salvo                | Salvo                | Salvo                | Salvo                | Salvo                | Salvo                | Salvo                | Salvo                | Salvo                | Salvo                | Salvo                | Salvo                | Salvo                | Salvo                | Salvo                | Salvo                | Salvo                | Salvo                | Salvo                | Salvo                | Salvo                | Salvo                | Salvo                | Salvo                | Salvo                | Salvo                | Salvo                | Salvo                | Salvo                | Salvo                | Salvo                | Salvo                | Salvo                | Salvo                | Salvo                | Salvo                | Salvo                | Salvo                | Salvo                | Salvo                | Salvo                | Salvo                | Salvo                | Salvo                | Salvo                | Salvo                | Salvo                | Salvo                | Salvo                | Salvo                | Salvo                | Salvo                | Salvo                | Salvo                | Salvo                | Salvo                | Salvo                | Salvo                | Salvo                | Salvo                | Salvo                | Salvo                | Salvo                | Salvo                | Salvo                | Salvo                | Salvo                | Salvo                | Salvo                | Salvo                | Salvo                |
| Top 11    | Top 11    | Top 11    | Top 11    | Top 11    | Top 11    | Top 11    | Top 11    | Top 11    | Top 11    | Top 11    | Top 11    | Top 11    | Top 11    | Top 11    | Top 11    | Top 11    | Top 11    | Top 11    | Top 11    | Top 11    | Top 11    | Top 11    | Top 11    | Top 11    | Top 11    | Top 11    | Top 11    | Top 11    | Top 11    | Top 11    | Top 11    | Top 11    | Top 11    | Top 11    | Top 11    | Top 11    | Top 11    | Top 11    | Top 11    | Top 11    | Top 11    | Top 11    | Top 11    | Top 11    | Top 11    | Top 11    | Top 11    | Top 11    | Top 11    | Top 11    | Top 11    | Top 11    | Top 11    | Top 11    | Top 11    | Top 11    | Top 11    | Top 11    | Top 11    | Top 11    | Top 11    | Top 11    | Top 11    | Top 11    | Top 11    | Top 11    | Top 11    | Top 11    | Top 11    | Top 11    | Top 11    | Top 11    | Top 11    | Top 11    | Top 11    | Top 11    | Top 11    | Top 11    | Top 11    | Top 11    | Top 11    | Top 11    | Top 11    | Top 11    | Top 11    | Top 11    | Top 11    | Top 11    | Top 11    | Top 11    | Top 11    | Top 11    | Top 11    | Top 11    | Top 11    | Top 11    | Top 11    | Top 11    | Top 11    | The Beatles                                                                   | The Beatles                                                                   | The Beatles                                                                   | The Beatles                                                                   | The Beatles                                                                   | The Beatles                                                                   | The Beatles                                                                   | The Beatles                                                                   | The Beatles                                                                   | The Beatles                                                                   | The Beatles                                                                   | The Beatles                                                                   | The Beatles                                                                   | The Beatles                                                                   | The Beatles                                                                   | The Beatles                                                                   | The Beatles                                                                   | The Beatles                                                                   | The Beatles                                                                   | The Beatles                                                                   | The Beatles                                                                   | The Beatles                                                                   | The Beatles                                                                   | The Beatles                                                                   | The Beatles                                                                   | The Beatles                                                                   | The Beatles                                                                   | The Beatles                                                                   | The Beatles                                                                   | The Beatles                                                                   | The Beatles                                                                   | The Beatles                                                                   | The Beatles                                                                   | The Beatles                                                                   | The Beatles                                                                   | The Beatles                                                                   | The Beatles                                                                   | The Beatles                                                                   | The Beatles                                                                   | The Beatles                                                                   | The Beatles                                                                   | The Beatles                                                                   | The Beatles                                                                   | The Beatles                                                                   | The Beatles                                                                   | The Beatles                                                                   | The Beatles                                                                   | The Beatles                                                                   | The Beatles                                                                   | The Beatles                                                                   | The Beatles                                                                   | The Beatles                                                                   | The Beatles                                                                   | The Beatles                                                                   | The Beatles                                                                   | The Beatles                                                                   | The Beatles                                                                   | The Beatles                                                                   | The Beatles                                                                   | The Beatles                                                                   | The Beatles                                                                   | The Beatles                                                                   | The Beatles                                                                   | The Beatles                                                                   | The Beatles                                                                   | The Beatles                                                                   | The Beatles                                                                   | The Beatles                                                                   | The Beatles                                                                   | The Beatles                                                                   | The Beatles                                                                   | The Beatles                                                                   | The Beatles                                                                   | The Beatles                                                                   | The Beatles                                                                   | The Beatles                                                                   | The Beatles                                                                   | The Beatles                                                                   | The Beatles                                                                   | The Beatles                                                                   | The Beatles                                                                   | The Beatles                                                                   | The Beatles                                                                   | The Beatles                                                                   | The Beatles                                                                   | The Beatles                                                                   | The Beatles                                                                   | The Beatles                                                                   | The Beatles                                                                   | The Beatles                                                                   | The Beatles                                                                   | The Beatles                                                                   | The Beatles                                                                   | The Beatles                                                                   | The Beatles                                                                   | The Beatles                                                                   | The Beatles                                                                   | The Beatles                                                                   | The Beatles                                                                   | The Beatles                                                                   | "The Long and Winding Road"                                 | "The Long and Winding Road"                                 | "The Long and Winding Road"                                 | "The Long and Winding Road"                                 | "The Long and Winding Road"                                 | "The Long and Winding Road"                                 | "The Long and Winding Road"                                 | "The Long and Winding Road"                                 | "The Long and Winding Road"                                 | "The Long and Winding Road"                                 | "The Long and Winding Road"                                 | "The Long and Winding Road"                                 | "The Long and Winding Road"                                 | "The Long and Winding Road"                                 | "The Long and Winding Road"                                 | "The Long and Winding Road"                                 | "The Long and Winding Road"                                 | "The Long and Winding Road"                                 | "The Long and Winding Road"                                 | "The Long and Winding Road"                                 | "The Long and Winding Road"                                 | "The Long and Winding Road"                                 | "The Long and Winding Road"                                 | "The Long and Winding Road"                                 | "The Long and Winding Road"                                 | "The Long and Winding Road"                                 | "The Long and Winding Road"                                 | "The Long and Winding Road"                                 | "The Long and Winding Road"                                 | "The Long and Winding Road"                                 | "The Long and Winding Road"                                 | "The Long and Winding Road"                                 | "The Long and Winding Road"                                 | "The Long and Winding Road"                                 | "The Long and Winding Road"                                 | "The Long and Winding Road"                                 | "The Long and Winding Road"                                 | "The Long and Winding Road"                                 | "The Long and Winding Road"                                 | "The Long and Winding Road"                                 | "The Long and Winding Road"                                 | "The Long and Winding Road"                                 | "The Long and Winding Road"                                 | "The Long and Winding Road"                                 | "The Long and Winding Road"                                 | "The Long and Winding Road"                                 | "The Long and Winding Road"                                 | "The Long and Winding Road"                                 | "The Long and Winding Road"                                 | "The Long and Winding Road"                                 | "The Long and Winding Road"                                 | "The Long and Winding Road"                                 | "The Long and Winding Road"                                 | "The Long and Winding Road"                                 | "The Long and Winding Road"                                 | "The Long and Winding Road"                                 | "The Long and Winding Road"                                 | "The Long and Winding Road"                                 | "The Long and Winding Road"                                 | "The Long and Winding Road"                                 | "The Long and Winding Road"                                 | "The Long and Winding Road"                                 | "The Long and Winding Road"                                 | "The Long and Winding Road"                                 | "The Long and Winding Road"                                 | "The Long and Winding Road"                                 | "The Long and Winding Road"                                 | "The Long and Winding Road"                                 | "The Long and Winding Road"                                 | "The Long and Winding Road"                                 | "The Long and Winding Road"                                 | "The Long and Winding Road"                                 | "The Long and Winding Road"                                 | "The Long and Winding Road"                                 | "The Long and Winding Road"                                 | "The Long and Winding Road"                                 | "The Long and Winding Road"                                 | "The Long and Winding Road"                                 | "The Long and Winding Road"                                 | "The Long and Winding Road"                                 | "The Long and Winding Road"                                 | "The Long and Winding Road"                                 | "The Long and Winding Road"                                 | "The Long and Winding Road"                                 | "The Long and Winding Road"                                 | "The Long and Winding Road"                                 | "The Long and Winding Road"                                 | "The Long and Winding Road"                                 | "The Long and Winding Road"                                 | "The Long and Winding Road"                                 | "The Long and Winding Road"                                 | "The Long and Winding Road"                                 | "The Long and Winding Road"                                 | "The Long and Winding Road"                                 | "The Long and Winding Road"                                 | "The Long and Winding Road"                                 | "The Long and Winding Road"                                 | "The Long and Winding Road"                                 | "The Long and Winding Road"                                 | "The Long and Winding Road"                                 | The Beatles                                    | The Beatles                                    | The Beatles                                    | The Beatles                                    | The Beatles                                    | The Beatles                                    | The Beatles                                    | The Beatles                                    | The Beatles                                    | The Beatles                                    | The Beatles                                    | The Beatles                                    | The Beatles                                    | The Beatles                                    | The Beatles                                    | The Beatles                                    | The Beatles                                    | The Beatles                                    | The Beatles                                    | The Beatles                                    | The Beatles                                    | The Beatles                                    | The Beatles                                    | The Beatles                                    | The Beatles                                    | The Beatles                                    | The Beatles                                    | The Beatles                                    | The Beatles                                    | The Beatles                                    | The Beatles                                    | The Beatles                                    | The Beatles                                    | The Beatles                                    | The Beatles                                    | The Beatles                                    | The Beatles                                    | The Beatles                                    | The Beatles                                    | The Beatles                                    | The Beatles                                    | The Beatles                                    | The Beatles                                    | The Beatles                                    | The Beatles                                    | The Beatles                                    | The Beatles                                    | The Beatles                                    | The Beatles                                    | The Beatles                                    | The Beatles                                    | The Beatles                                    | The Beatles                                    | The Beatles                                    | The Beatles                                    | The Beatles                                    | The Beatles                                    | The Beatles                                    | The Beatles                                    | The Beatles                                    | The Beatles                                    | The Beatles                                    | The Beatles                                    | The Beatles                                    | The Beatles                                    | The Beatles                                    | The Beatles                                    | The Beatles                                    | The Beatles                                    | The Beatles                                    | The Beatles                                    | The Beatles                                    | The Beatles                                    | The Beatles                                    | The Beatles                                    | The Beatles                                    | The Beatles                                    | The Beatles                                    | The Beatles                                    | The Beatles                                    | The Beatles                                    | The Beatles                                    | The Beatles                                    | The Beatles                                    | The Beatles                                    | The Beatles                                    | The Beatles                                    | The Beatles                                    | The Beatles                                    | The Beatles                                    | The Beatles                                    | The Beatles                                    | The Beatles                                    | The Beatles                                    | The Beatles                                    | The Beatles                                    | The Beatles                                    | The Beatles                                    | The Beatles                                    | The Beatles                                    | Salvo                | Salvo                | Salvo                | Salvo                | Salvo                | Salvo                | Salvo                | Salvo                | Salvo                | Salvo                | Salvo                | Salvo                | Salvo                | Salvo                | Salvo                | Salvo                | Salvo                | Salvo                | Salvo                | Salvo                | Salvo                | Salvo                | Salvo                | Salvo                | Salvo                | Salvo                | Salvo                | Salvo                | Salvo                | Salvo                | Salvo                | Salvo                | Salvo                | Salvo                | Salvo                | Salvo                | Salvo                | Salvo                | Salvo                | Salvo                | Salvo                | Salvo                | Salvo                | Salvo                | Salvo                | Salvo                | Salvo                | Salvo                | Salvo                | Salvo                | Salvo                | Salvo                | Salvo                | Salvo                | Salvo                | Salvo                | Salvo                | Salvo                | Salvo                | Salvo                | Salvo                | Salvo                | Salvo                | Salvo                | Salvo                | Salvo                | Salvo                | Salvo                | Salvo                | Salvo                | Salvo                | Salvo                | Salvo                | Salvo                | Salvo                | Salvo                | Salvo                | Salvo                | Salvo                | Salvo                | Salvo                | Salvo                | Salvo                | Salvo                | Salvo                | Salvo                | Salvo                | Salvo                | Salvo                | Salvo                | Salvo                | Salvo                | Salvo                | Salvo                | Salvo                | Salvo                | Salvo                | Salvo                | Salvo                | Salvo                |
| Top 10    | Top 10    | Top 10    | Top 10    | Top 10    | Top 10    | Top 10    | Top 10    | Top 10    | Top 10    | Top 10    | Top 10    | Top 10    | Top 10    | Top 10    | Top 10    | Top 10    | Top 10    | Top 10    | Top 10    | Top 10    | Top 10    | Top 10    | Top 10    | Top 10    | Top 10    | Top 10    | Top 10    | Top 10    | Top 10    | Top 10    | Top 10    | Top 10    | Top 10    | Top 10    | Top 10    | Top 10    | Top 10    | Top 10    | Top 10    | Top 10    | Top 10    | Top 10    | Top 10    | Top 10    | Top 10    | Top 10    | Top 10    | Top 10    | Top 10    | Top 10    | Top 10    | Top 10    | Top 10    | Top 10    | Top 10    | Top 10    | Top 10    | Top 10    | Top 10    | Top 10    | Top 10    | Top 10    | Top 10    | Top 10    | Top 10    | Top 10    | Top 10    | Top 10    | Top 10    | Top 10    | Top 10    | Top 10    | Top 10    | Top 10    | Top 10    | Top 10    | Top 10    | Top 10    | Top 10    | Top 10    | Top 10    | Top 10    | Top 10    | Top 10    | Top 10    | Top 10    | Top 10    | Top 10    | Top 10    | Top 10    | Top 10    | Top 10    | Top 10    | Top 10    | Top 10    | Top 10    | Top 10    | Top 10    | Top 10    | Anno di nascita concorrente                                                   | Anno di nascita concorrente                                                   | Anno di nascita concorrente                                                   | Anno di nascita concorrente                                                   | Anno di nascita concorrente                                                   | Anno di nascita concorrente                                                   | Anno di nascita concorrente                                                   | Anno di nascita concorrente                                                   | Anno di nascita concorrente                                                   | Anno di nascita concorrente                                                   | Anno di nascita concorrente                                                   | Anno di nascita concorrente                                                   | Anno di nascita concorrente                                                   | Anno di nascita concorrente                                                   | Anno di nascita concorrente                                                   | Anno di nascita concorrente                                                   | Anno di nascita concorrente                                                   | Anno di nascita concorrente                                                   | Anno di nascita concorrente                                                   | Anno di nascita concorrente                                                   | Anno di nascita concorrente                                                   | Anno di nascita concorrente                                                   | Anno di nascita concorrente                                                   | Anno di nascita concorrente                                                   | Anno di nascita concorrente                                                   | Anno di nascita concorrente                                                   | Anno di nascita concorrente                                                   | Anno di nascita concorrente                                                   | Anno di nascita concorrente                                                   | Anno di nascita concorrente                                                   | Anno di nascita concorrente                                                   | Anno di nascita concorrente                                                   | Anno di nascita concorrente                                                   | Anno di nascita concorrente                                                   | Anno di nascita concorrente                                                   | Anno di nascita concorrente                                                   | Anno di nascita concorrente                                                   | Anno di nascita concorrente                                                   | Anno di nascita concorrente                                                   | Anno di nascita concorrente                                                   | Anno di nascita concorrente                                                   | Anno di nascita concorrente                                                   | Anno di nascita concorrente                                                   | Anno di nascita concorrente                                                   | Anno di nascita concorrente                                                   | Anno di nascita concorrente                                                   | Anno di nascita concorrente                                                   | Anno di nascita concorrente                                                   | Anno di nascita concorrente                                                   | Anno di nascita concorrente                                                   | Anno di nascita concorrente                                                   | Anno di nascita concorrente                                                   | Anno di nascita concorrente                                                   | Anno di nascita concorrente                                                   | Anno di nascita concorrente                                                   | Anno di nascita concorrente                                                   | Anno di nascita concorrente                                                   | Anno di nascita concorrente                                                   | Anno di nascita concorrente                                                   | Anno di nascita concorrente                                                   | Anno di nascita concorrente                                                   | Anno di nascita concorrente                                                   | Anno di nascita concorrente                                                   | Anno di nascita concorrente                                                   | Anno di nascita concorrente                                                   | Anno di nascita concorrente                                                   | Anno di nascita concorrente                                                   | Anno di nascita concorrente                                                   | Anno di nascita concorrente                                                   | Anno di nascita concorrente                                                   | Anno di nascita concorrente                                                   | Anno di nascita concorrente                                                   | Anno di nascita concorrente                                                   | Anno di nascita concorrente                                                   | Anno di nascita concorrente                                                   | Anno di nascita concorrente                                                   | Anno di nascita concorrente                                                   | Anno di nascita concorrente                                                   | Anno di nascita concorrente                                                   | Anno di nascita concorrente                                                   | Anno di nascita concorrente                                                   | Anno di nascita concorrente                                                   | Anno di nascita concorrente                                                   | Anno di nascita concorrente                                                   | Anno di nascita concorrente                                                   | Anno di nascita concorrente                                                   | Anno di nascita concorrente                                                   | Anno di nascita concorrente                                                   | Anno di nascita concorrente                                                   | Anno di nascita concorrente                                                   | Anno di nascita concorrente                                                   | Anno di nascita concorrente                                                   | Anno di nascita concorrente                                                   | Anno di nascita concorrente                                                   | Anno di nascita concorrente                                                   | Anno di nascita concorrente                                                   | Anno di nascita concorrente                                                   | Anno di nascita concorrente                                                   | Anno di nascita concorrente                                                   | Anno di nascita concorrente                                                   | "You're the Voice"                                          | "You're the Voice"                                          | "You're the Voice"                                          | "You're the Voice"                                          | "You're the Voice"                                          | "You're the Voice"                                          | "You're the Voice"                                          | "You're the Voice"                                          | "You're the Voice"                                          | "You're the Voice"                                          | "You're the Voice"                                          | "You're the Voice"                                          | "You're the Voice"                                          | "You're the Voice"                                          | "You're the Voice"                                          | "You're the Voice"                                          | "You're the Voice"                                          | "You're the Voice"                                          | "You're the Voice"                                          | "You're the Voice"                                          | "You're the Voice"                                          | "You're the Voice"                                          | "You're the Voice"                                          | "You're the Voice"                                          | "You're the Voice"                                          | "You're the Voice"                                          | "You're the Voice"                                          | "You're the Voice"                                          | "You're the Voice"                                          | "You're the Voice"                                          | "You're the Voice"                                          | "You're the Voice"                                          | "You're the Voice"                                          | "You're the Voice"                                          | "You're the Voice"                                          | "You're the Voice"                                          | "You're the Voice"                                          | "You're the Voice"                                          | "You're the Voice"                                          | "You're the Voice"                                          | "You're the Voice"                                          | "You're the Voice"                                          | "You're the Voice"                                          | "You're the Voice"                                          | "You're the Voice"                                          | "You're the Voice"                                          | "You're the Voice"                                          | "You're the Voice"                                          | "You're the Voice"                                          | "You're the Voice"                                          | "You're the Voice"                                          | "You're the Voice"                                          | "You're the Voice"                                          | "You're the Voice"                                          | "You're the Voice"                                          | "You're the Voice"                                          | "You're the Voice"                                          | "You're the Voice"                                          | "You're the Voice"                                          | "You're the Voice"                                          | "You're the Voice"                                          | "You're the Voice"                                          | "You're the Voice"                                          | "You're the Voice"                                          | "You're the Voice"                                          | "You're the Voice"                                          | "You're the Voice"                                          | "You're the Voice"                                          | "You're the Voice"                                          | "You're the Voice"                                          | "You're the Voice"                                          | "You're the Voice"                                          | "You're the Voice"                                          | "You're the Voice"                                          | "You're the Voice"                                          | "You're the Voice"                                          | "You're the Voice"                                          | "You're the Voice"                                          | "You're the Voice"                                          | "You're the Voice"                                          | "You're the Voice"                                          | "You're the Voice"                                          | "You're the Voice"                                          | "You're the Voice"                                          | "You're the Voice"                                          | "You're the Voice"                                          | "You're the Voice"                                          | "You're the Voice"                                          | "You're the Voice"                                          | "You're the Voice"                                          | "You're the Voice"                                          | "You're the Voice"                                          | "You're the Voice"                                          | "You're the Voice"                                          | "You're the Voice"                                          | "You're the Voice"                                          | "You're the Voice"                                          | "You're the Voice"                                          | "You're the Voice"                                          | "You're the Voice"                                          | John Farnham                                   | John Farnham                                   | John Farnham                                   | John Farnham                                   | John Farnham                                   | John Farnham                                   | John Farnham                                   | John Farnham                                   | John Farnham                                   | John Farnham                                   | John Farnham                                   | John Farnham                                   | John Farnham                                   | John Farnham                                   | John Farnham                                   | John Farnham                                   | John Farnham                                   | John Farnham                                   | John Farnham                                   | John Farnham                                   | John Farnham                                   | John Farnham                                   | John Farnham                                   | John Farnham                                   | John Farnham                                   | John Farnham                                   | John Farnham                                   | John Farnham                                   | John Farnham                                   | John Farnham                                   | John Farnham                                   | John Farnham                                   | John Farnham                                   | John Farnham                                   | John Farnham                                   | John Farnham                                   | John Farnham                                   | John Farnham                                   | John Farnham                                   | John Farnham                                   | John Farnham                                   | John Farnham                                   | John Farnham                                   | John Farnham                                   | John Farnham                                   | John Farnham                                   | John Farnham                                   | John Farnham                                   | John Farnham                                   | John Farnham                                   | John Farnham                                   | John Farnham                                   | John Farnham                                   | John Farnham                                   | John Farnham                                   | John Farnham                                   | John Farnham                                   | John Farnham                                   | John Farnham                                   | John Farnham                                   | John Farnham                                   | John Farnham                                   | John Farnham                                   | John Farnham                                   | John Farnham                                   | John Farnham                                   | John Farnham                                   | John Farnham                                   | John Farnham                                   | John Farnham                                   | John Farnham                                   | John Farnham                                   | John Farnham                                   | John Farnham                                   | John Farnham                                   | John Farnham                                   | John Farnham                                   | John Farnham                                   | John Farnham                                   | John Farnham                                   | John Farnham                                   | John Farnham                                   | John Farnham                                   | John Farnham                                   | John Farnham                                   | John Farnham                                   | John Farnham                                   | John Farnham                                   | John Farnham                                   | John Farnham                                   | John Farnham                                   | John Farnham                                   | John Farnham                                   | John Farnham                                   | John Farnham                                   | John Farnham                                   | John Farnham                                   | John Farnham                                   | John Farnham                                   | John Farnham                                   | Salvo                | Salvo                | Salvo                | Salvo                | Salvo                | Salvo                | Salvo                | Salvo                | Salvo                | Salvo                | Salvo                | Salvo                | Salvo                | Salvo                | Salvo                | Salvo                | Salvo                | Salvo                | Salvo                | Salvo                | Salvo                | Salvo                | Salvo                | Salvo                | Salvo                | Salvo                | Salvo                | Salvo                | Salvo                | Salvo                | Salvo                | Salvo                | Salvo                | Salvo                | Salvo                | Salvo                | Salvo                | Salvo                | Salvo                | Salvo                | Salvo                | Salvo                | Salvo                | Salvo                | Salvo                | Salvo                | Salvo                | Salvo                | Salvo                | Salvo                | Salvo                | Salvo                | Salvo                | Salvo                | Salvo                | Salvo                | Salvo                | Salvo                | Salvo                | Salvo                | Salvo                | Salvo                | Salvo                | Salvo                | Salvo                | Salvo                | Salvo                | Salvo                | Salvo                | Salvo                | Salvo                | Salvo                | Salvo                | Salvo                | Salvo                | Salvo                | Salvo                | Salvo                | Salvo                | Salvo                | Salvo                | Salvo                | Salvo                | Salvo                | Salvo                | Salvo                | Salvo                | Salvo                | Salvo                | Salvo                | Salvo                | Salvo                | Salvo                | Salvo                | Salvo                | Salvo                | Salvo                | Salvo                | Salvo                | Salvo                |
| Top 9     | Top 9     | Top 9     | Top 9     | Top 9     | Top 9     | Top 9     | Top 9     | Top 9     | Top 9     | Top 9     | Top 9     | Top 9     | Top 9     | Top 9     | Top 9     | Top 9     | Top 9     | Top 9     | Top 9     | Top 9     | Top 9     | Top 9     | Top 9     | Top 9     | Top 9     | Top 9     | Top 9     | Top 9     | Top 9     | Top 9     | Top 9     | Top 9     | Top 9     | Top 9     | Top 9     | Top 9     | Top 9     | Top 9     | Top 9     | Top 9     | Top 9     | Top 9     | Top 9     | Top 9     | Top 9     | Top 9     | Top 9     | Top 9     | Top 9     | Top 9     | Top 9     | Top 9     | Top 9     | Top 9     | Top 9     | Top 9     | Top 9     | Top 9     | Top 9     | Top 9     | Top 9     | Top 9     | Top 9     | Top 9     | Top 9     | Top 9     | Top 9     | Top 9     | Top 9     | Top 9     | Top 9     | Top 9     | Top 9     | Top 9     | Top 9     | Top 9     | Top 9     | Top 9     | Top 9     | Top 9     | Top 9     | Top 9     | Top 9     | Top 9     | Top 9     | Top 9     | Top 9     | Top 9     | Top 9     | Top 9     | Top 9     | Top 9     | Top 9     | Top 9     | Top 9     | Top 9     | Top 9     | Top 9     | Top 9     | Dolly Parton                                                                  | Dolly Parton                                                                  | Dolly Parton                                                                  | Dolly Parton                                                                  | Dolly Parton                                                                  | Dolly Parton                                                                  | Dolly Parton                                                                  | Dolly Parton                                                                  | Dolly Parton                                                                  | Dolly Parton                                                                  | Dolly Parton                                                                  | Dolly Parton                                                                  | Dolly Parton                                                                  | Dolly Parton                                                                  | Dolly Parton                                                                  | Dolly Parton                                                                  | Dolly Parton                                                                  | Dolly Parton                                                                  | Dolly Parton                                                                  | Dolly Parton                                                                  | Dolly Parton                                                                  | Dolly Parton                                                                  | Dolly Parton                                                                  | Dolly Parton                                                                  | Dolly Parton                                                                  | Dolly Parton                                                                  | Dolly Parton                                                                  | Dolly Parton                                                                  | Dolly Parton                                                                  | Dolly Parton                                                                  | Dolly Parton                                                                  | Dolly Parton                                                                  | Dolly Parton                                                                  | Dolly Parton                                                                  | Dolly Parton                                                                  | Dolly Parton                                                                  | Dolly Parton                                                                  | Dolly Parton                                                                  | Dolly Parton                                                                  | Dolly Parton                                                                  | Dolly Parton                                                                  | Dolly Parton                                                                  | Dolly Parton                                                                  | Dolly Parton                                                                  | Dolly Parton                                                                  | Dolly Parton                                                                  | Dolly Parton                                                                  | Dolly Parton                                                                  | Dolly Parton                                                                  | Dolly Parton                                                                  | Dolly Parton                                                                  | Dolly Parton                                                                  | Dolly Parton                                                                  | Dolly Parton                                                                  | Dolly Parton                                                                  | Dolly Parton                                                                  | Dolly Parton                                                                  | Dolly Parton                                                                  | Dolly Parton                                                                  | Dolly Parton                                                                  | Dolly Parton                                                                  | Dolly Parton                                                                  | Dolly Parton                                                                  | Dolly Parton                                                                  | Dolly Parton                                                                  | Dolly Parton                                                                  | Dolly Parton                                                                  | Dolly Parton                                                                  | Dolly Parton                                                                  | Dolly Parton                                                                  | Dolly Parton                                                                  | Dolly Parton                                                                  | Dolly Parton                                                                  | Dolly Parton                                                                  | Dolly Parton                                                                  | Dolly Parton                                                                  | Dolly Parton                                                                  | Dolly Parton                                                                  | Dolly Parton                                                                  | Dolly Parton                                                                  | Dolly Parton                                                                  | Dolly Parton                                                                  | Dolly Parton                                                                  | Dolly Parton                                                                  | Dolly Parton                                                                  | Dolly Parton                                                                  | Dolly Parton                                                                  | Dolly Parton                                                                  | Dolly Parton                                                                  | Dolly Parton                                                                  | Dolly Parton                                                                  | Dolly Parton                                                                  | Dolly Parton                                                                  | Dolly Parton                                                                  | Dolly Parton                                                                  | Dolly Parton                                                                  | Dolly Parton                                                                  | Dolly Parton                                                                  | Dolly Parton                                                                  | Dolly Parton                                                                  | "Smoky Mountain Memories"                                   | "Smoky Mountain Memories"                                   | "Smoky Mountain Memories"                                   | "Smoky Mountain Memories"                                   | "Smoky Mountain Memories"                                   | "Smoky Mountain Memories"                                   | "Smoky Mountain Memories"                                   | "Smoky Mountain Memories"                                   | "Smoky Mountain Memories"                                   | "Smoky Mountain Memories"                                   | "Smoky Mountain Memories"                                   | "Smoky Mountain Memories"                                   | "Smoky Mountain Memories"                                   | "Smoky Mountain Memories"                                   | "Smoky Mountain Memories"                                   | "Smoky Mountain Memories"                                   | "Smoky Mountain Memories"                                   | "Smoky Mountain Memories"                                   | "Smoky Mountain Memories"                                   | "Smoky Mountain Memories"                                   | "Smoky Mountain Memories"                                   | "Smoky Mountain Memories"                                   | "Smoky Mountain Memories"                                   | "Smoky Mountain Memories"                                   | "Smoky Mountain Memories"                                   | "Smoky Mountain Memories"                                   | "Smoky Mountain Memories"                                   | "Smoky Mountain Memories"                                   | "Smoky Mountain Memories"                                   | "Smoky Mountain Memories"                                   | "Smoky Mountain Memories"                                   | "Smoky Mountain Memories"                                   | "Smoky Mountain Memories"                                   | "Smoky Mountain Memories"                                   | "Smoky Mountain Memories"                                   | "Smoky Mountain Memories"                                   | "Smoky Mountain Memories"                                   | "Smoky Mountain Memories"                                   | "Smoky Mountain Memories"                                   | "Smoky Mountain Memories"                                   | "Smoky Mountain Memories"                                   | "Smoky Mountain Memories"                                   | "Smoky Mountain Memories"                                   | "Smoky Mountain Memories"                                   | "Smoky Mountain Memories"                                   | "Smoky Mountain Memories"                                   | "Smoky Mountain Memories"                                   | "Smoky Mountain Memories"                                   | "Smoky Mountain Memories"                                   | "Smoky Mountain Memories"                                   | "Smoky Mountain Memories"                                   | "Smoky Mountain Memories"                                   | "Smoky Mountain Memories"                                   | "Smoky Mountain Memories"                                   | "Smoky Mountain Memories"                                   | "Smoky Mountain Memories"                                   | "Smoky Mountain Memories"                                   | "Smoky Mountain Memories"                                   | "Smoky Mountain Memories"                                   | "Smoky Mountain Memories"                                   | "Smoky Mountain Memories"                                   | "Smoky Mountain Memories"                                   | "Smoky Mountain Memories"                                   | "Smoky Mountain Memories"                                   | "Smoky Mountain Memories"                                   | "Smoky Mountain Memories"                                   | "Smoky Mountain Memories"                                   | "Smoky Mountain Memories"                                   | "Smoky Mountain Memories"                                   | "Smoky Mountain Memories"                                   | "Smoky Mountain Memories"                                   | "Smoky Mountain Memories"                                   | "Smoky Mountain Memories"                                   | "Smoky Mountain Memories"                                   | "Smoky Mountain Memories"                                   | "Smoky Mountain Memories"                                   | "Smoky Mountain Memories"                                   | "Smoky Mountain Memories"                                   | "Smoky Mountain Memories"                                   | "Smoky Mountain Memories"                                   | "Smoky Mountain Memories"                                   | "Smoky Mountain Memories"                                   | "Smoky Mountain Memories"                                   | "Smoky Mountain Memories"                                   | "Smoky Mountain Memories"                                   | "Smoky Mountain Memories"                                   | "Smoky Mountain Memories"                                   | "Smoky Mountain Memories"                                   | "Smoky Mountain Memories"                                   | "Smoky Mountain Memories"                                   | "Smoky Mountain Memories"                                   | "Smoky Mountain Memories"                                   | "Smoky Mountain Memories"                                   | "Smoky Mountain Memories"                                   | "Smoky Mountain Memories"                                   | "Smoky Mountain Memories"                                   | "Smoky Mountain Memories"                                   | "Smoky Mountain Memories"                                   | "Smoky Mountain Memories"                                   | "Smoky Mountain Memories"                                   | Dolly Parton                                   | Dolly Parton                                   | Dolly Parton                                   | Dolly Parton                                   | Dolly Parton                                   | Dolly Parton                                   | Dolly Parton                                   | Dolly Parton                                   | Dolly Parton                                   | Dolly Parton                                   | Dolly Parton                                   | Dolly Parton                                   | Dolly Parton                                   | Dolly Parton                                   | Dolly Parton                                   | Dolly Parton                                   | Dolly Parton                                   | Dolly Parton                                   | Dolly Parton                                   | Dolly Parton                                   | Dolly Parton                                   | Dolly Parton                                   | Dolly Parton                                   | Dolly Parton                                   | Dolly Parton                                   | Dolly Parton                                   | Dolly Parton                                   | Dolly Parton                                   | Dolly Parton                                   | Dolly Parton                                   | Dolly Parton                                   | Dolly Parton                                   | Dolly Parton                                   | Dolly Parton                                   | Dolly Parton                                   | Dolly Parton                                   | Dolly Parton                                   | Dolly Parton                                   | Dolly Parton                                   | Dolly Parton                                   | Dolly Parton                                   | Dolly Parton                                   | Dolly Parton                                   | Dolly Parton                                   | Dolly Parton                                   | Dolly Parton                                   | Dolly Parton                                   | Dolly Parton                                   | Dolly Parton                                   | Dolly Parton                                   | Dolly Parton                                   | Dolly Parton                                   | Dolly Parton                                   | Dolly Parton                                   | Dolly Parton                                   | Dolly Parton                                   | Dolly Parton                                   | Dolly Parton                                   | Dolly Parton                                   | Dolly Parton                                   | Dolly Parton                                   | Dolly Parton                                   | Dolly Parton                                   | Dolly Parton                                   | Dolly Parton                                   | Dolly Parton                                   | Dolly Parton                                   | Dolly Parton                                   | Dolly Parton                                   | Dolly Parton                                   | Dolly Parton                                   | Dolly Parton                                   | Dolly Parton                                   | Dolly Parton                                   | Dolly Parton                                   | Dolly Parton                                   | Dolly Parton                                   | Dolly Parton                                   | Dolly Parton                                   | Dolly Parton                                   | Dolly Parton                                   | Dolly Parton                                   | Dolly Parton                                   | Dolly Parton                                   | Dolly Parton                                   | Dolly Parton                                   | Dolly Parton                                   | Dolly Parton                                   | Dolly Parton                                   | Dolly Parton                                   | Dolly Parton                                   | Dolly Parton                                   | Dolly Parton                                   | Dolly Parton                                   | Dolly Parton                                   | Dolly Parton                                   | Dolly Parton                                   | Dolly Parton                                   | Dolly Parton                                   | Dolly Parton                                   | Salvo                | Salvo                | Salvo                | Salvo                | Salvo                | Salvo                | Salvo                | Salvo                | Salvo                | Salvo                | Salvo                | Salvo                | Salvo                | Salvo                | Salvo                | Salvo                | Salvo                | Salvo                | Salvo                | Salvo                | Salvo                | Salvo                | Salvo                | Salvo                | Salvo                | Salvo                | Salvo                | Salvo                | Salvo                | Salvo                | Salvo                | Salvo                | Salvo                | Salvo                | Salvo                | Salvo                | Salvo                | Salvo                | Salvo                | Salvo                | Salvo                | Salvo                | Salvo                | Salvo                | Salvo                | Salvo                | Salvo                | Salvo                | Salvo                | Salvo                | Salvo                | Salvo                | Salvo                | Salvo                | Salvo                | Salvo                | Salvo                | Salvo                | Salvo                | Salvo                | Salvo                | Salvo                | Salvo                | Salvo                | Salvo                | Salvo                | Salvo                | Salvo                | Salvo                | Salvo                | Salvo                | Salvo                | Salvo                | Salvo                | Salvo                | Salvo                | Salvo                | Salvo                | Salvo                | Salvo                | Salvo                | Salvo                | Salvo                | Salvo                | Salvo                | Salvo                | Salvo                | Salvo                | Salvo                | Salvo                | Salvo                | Salvo                | Salvo                | Salvo                | Salvo                | Salvo                | Salvo                | Salvo                | Salvo                | Salvo                |
| Top 8     | Top 8     | Top 8     | Top 8     | Top 8     | Top 8     | Top 8     | Top 8     | Top 8     | Top 8     | Top 8     | Top 8     | Top 8     | Top 8     | Top 8     | Top 8     | Top 8     | Top 8     | Top 8     | Top 8     | Top 8     | Top 8     | Top 8     | Top 8     | Top 8     | Top 8     | Top 8     | Top 8     | Top 8     | Top 8     | Top 8     | Top 8     | Top 8     | Top 8     | Top 8     | Top 8     | Top 8     | Top 8     | Top 8     | Top 8     | Top 8     | Top 8     | Top 8     | Top 8     | Top 8     | Top 8     | Top 8     | Top 8     | Top 8     | Top 8     | Top 8     | Top 8     | Top 8     | Top 8     | Top 8     | Top 8     | Top 8     | Top 8     | Top 8     | Top 8     | Top 8     | Top 8     | Top 8     | Top 8     | Top 8     | Top 8     | Top 8     | Top 8     | Top 8     | Top 8     | Top 8     | Top 8     | Top 8     | Top 8     | Top 8     | Top 8     | Top 8     | Top 8     | Top 8     | Top 8     | Top 8     | Top 8     | Top 8     | Top 8     | Top 8     | Top 8     | Top 8     | Top 8     | Top 8     | Top 8     | Top 8     | Top 8     | Top 8     | Top 8     | Top 8     | Top 8     | Top 8     | Top 8     | Top 8     | Top 8     | Musica d'ispirazione                                                          | Musica d'ispirazione                                                          | Musica d'ispirazione                                                          | Musica d'ispirazione                                                          | Musica d'ispirazione                                                          | Musica d'ispirazione                                                          | Musica d'ispirazione                                                          | Musica d'ispirazione                                                          | Musica d'ispirazione                                                          | Musica d'ispirazione                                                          | Musica d'ispirazione                                                          | Musica d'ispirazione                                                          | Musica d'ispirazione                                                          | Musica d'ispirazione                                                          | Musica d'ispirazione                                                          | Musica d'ispirazione                                                          | Musica d'ispirazione                                                          | Musica d'ispirazione                                                          | Musica d'ispirazione                                                          | Musica d'ispirazione                                                          | Musica d'ispirazione                                                          | Musica d'ispirazione                                                          | Musica d'ispirazione                                                          | Musica d'ispirazione                                                          | Musica d'ispirazione                                                          | Musica d'ispirazione                                                          | Musica d'ispirazione                                                          | Musica d'ispirazione                                                          | Musica d'ispirazione                                                          | Musica d'ispirazione                                                          | Musica d'ispirazione                                                          | Musica d'ispirazione                                                          | Musica d'ispirazione                                                          | Musica d'ispirazione                                                          | Musica d'ispirazione                                                          | Musica d'ispirazione                                                          | Musica d'ispirazione                                                          | Musica d'ispirazione                                                          | Musica d'ispirazione                                                          | Musica d'ispirazione                                                          | Musica d'ispirazione                                                          | Musica d'ispirazione                                                          | Musica d'ispirazione                                                          | Musica d'ispirazione                                                          | Musica d'ispirazione                                                          | Musica d'ispirazione                                                          | Musica d'ispirazione                                                          | Musica d'ispirazione                                                          | Musica d'ispirazione                                                          | Musica d'ispirazione                                                          | Musica d'ispirazione                                                          | Musica d'ispirazione                                                          | Musica d'ispirazione                                                          | Musica d'ispirazione                                                          | Musica d'ispirazione                                                          | Musica d'ispirazione                                                          | Musica d'ispirazione                                                          | Musica d'ispirazione                                                          | Musica d'ispirazione                                                          | Musica d'ispirazione                                                          | Musica d'ispirazione                                                          | Musica d'ispirazione                                                          | Musica d'ispirazione                                                          | Musica d'ispirazione                                                          | Musica d'ispirazione                                                          | Musica d'ispirazione                                                          | Musica d'ispirazione                                                          | Musica d'ispirazione                                                          | Musica d'ispirazione                                                          | Musica d'ispirazione                                                          | Musica d'ispirazione                                                          | Musica d'ispirazione                                                          | Musica d'ispirazione                                                          | Musica d'ispirazione                                                          | Musica d'ispirazione                                                          | Musica d'ispirazione                                                          | Musica d'ispirazione                                                          | Musica d'ispirazione                                                          | Musica d'ispirazione                                                          | Musica d'ispirazione                                                          | Musica d'ispirazione                                                          | Musica d'ispirazione                                                          | Musica d'ispirazione                                                          | Musica d'ispirazione                                                          | Musica d'ispirazione                                                          | Musica d'ispirazione                                                          | Musica d'ispirazione                                                          | Musica d'ispirazione                                                          | Musica d'ispirazione                                                          | Musica d'ispirazione                                                          | Musica d'ispirazione                                                          | Musica d'ispirazione                                                          | Musica d'ispirazione                                                          | Musica d'ispirazione                                                          | Musica d'ispirazione                                                          | Musica d'ispirazione                                                          | Musica d'ispirazione                                                          | Musica d'ispirazione                                                          | Musica d'ispirazione                                                          | Musica d'ispirazione                                                          | "Angels"                                                    | "Angels"                                                    | "Angels"                                                    | "Angels"                                                    | "Angels"                                                    | "Angels"                                                    | "Angels"                                                    | "Angels"                                                    | "Angels"                                                    | "Angels"                                                    | "Angels"                                                    | "Angels"                                                    | "Angels"                                                    | "Angels"                                                    | "Angels"                                                    | "Angels"                                                    | "Angels"                                                    | "Angels"                                                    | "Angels"                                                    | "Angels"                                                    | "Angels"                                                    | "Angels"                                                    | "Angels"                                                    | "Angels"                                                    | "Angels"                                                    | "Angels"                                                    | "Angels"                                                    | "Angels"                                                    | "Angels"                                                    | "Angels"                                                    | "Angels"                                                    | "Angels"                                                    | "Angels"                                                    | "Angels"                                                    | "Angels"                                                    | "Angels"                                                    | "Angels"                                                    | "Angels"                                                    | "Angels"                                                    | "Angels"                                                    | "Angels"                                                    | "Angels"                                                    | "Angels"                                                    | "Angels"                                                    | "Angels"                                                    | "Angels"                                                    | "Angels"                                                    | "Angels"                                                    | "Angels"                                                    | "Angels"                                                    | "Angels"                                                    | "Angels"                                                    | "Angels"                                                    | "Angels"                                                    | "Angels"                                                    | "Angels"                                                    | "Angels"                                                    | "Angels"                                                    | "Angels"                                                    | "Angels"                                                    | "Angels"                                                    | "Angels"                                                    | "Angels"                                                    | "Angels"                                                    | "Angels"                                                    | "Angels"                                                    | "Angels"                                                    | "Angels"                                                    | "Angels"                                                    | "Angels"                                                    | "Angels"                                                    | "Angels"                                                    | "Angels"                                                    | "Angels"                                                    | "Angels"                                                    | "Angels"                                                    | "Angels"                                                    | "Angels"                                                    | "Angels"                                                    | "Angels"                                                    | "Angels"                                                    | "Angels"                                                    | "Angels"                                                    | "Angels"                                                    | "Angels"                                                    | "Angels"                                                    | "Angels"                                                    | "Angels"                                                    | "Angels"                                                    | "Angels"                                                    | "Angels"                                                    | "Angels"                                                    | "Angels"                                                    | "Angels"                                                    | "Angels"                                                    | "Angels"                                                    | "Angels"                                                    | "Angels"                                                    | "Angels"                                                    | "Angels"                                                    | Robbie Williams                                | Robbie Williams                                | Robbie Williams                                | Robbie Williams                                | Robbie Williams                                | Robbie Williams                                | Robbie Williams                                | Robbie Williams                                | Robbie Williams                                | Robbie Williams                                | Robbie Williams                                | Robbie Williams                                | Robbie Williams                                | Robbie Williams                                | Robbie Williams                                | Robbie Williams                                | Robbie Williams                                | Robbie Williams                                | Robbie Williams                                | Robbie Williams                                | Robbie Williams                                | Robbie Williams                                | Robbie Williams                                | Robbie Williams                                | Robbie Williams                                | Robbie Williams                                | Robbie Williams                                | Robbie Williams                                | Robbie Williams                                | Robbie Williams                                | Robbie Williams                                | Robbie Williams                                | Robbie Williams                                | Robbie Williams                                | Robbie Williams                                | Robbie Williams                                | Robbie Williams                                | Robbie Williams                                | Robbie Williams                                | Robbie Williams                                | Robbie Williams                                | Robbie Williams                                | Robbie Williams                                | Robbie Williams                                | Robbie Williams                                | Robbie Williams                                | Robbie Williams                                | Robbie Williams                                | Robbie Williams                                | Robbie Williams                                | Robbie Williams                                | Robbie Williams                                | Robbie Williams                                | Robbie Williams                                | Robbie Williams                                | Robbie Williams                                | Robbie Williams                                | Robbie Williams                                | Robbie Williams                                | Robbie Williams                                | Robbie Williams                                | Robbie Williams                                | Robbie Williams                                | Robbie Williams                                | Robbie Williams                                | Robbie Williams                                | Robbie Williams                                | Robbie Williams                                | Robbie Williams                                | Robbie Williams                                | Robbie Williams                                | Robbie Williams                                | Robbie Williams                                | Robbie Williams                                | Robbie Williams                                | Robbie Williams                                | Robbie Williams                                | Robbie Williams                                | Robbie Williams                                | Robbie Williams                                | Robbie Williams                                | Robbie Williams                                | Robbie Williams                                | Robbie Williams                                | Robbie Williams                                | Robbie Williams                                | Robbie Williams                                | Robbie Williams                                | Robbie Williams                                | Robbie Williams                                | Robbie Williams                                | Robbie Williams                                | Robbie Williams                                | Robbie Williams                                | Robbie Williams                                | Robbie Williams                                | Robbie Williams                                | Robbie Williams                                | Robbie Williams                                | Robbie Williams                                | Salvo                | Salvo                | Salvo                | Salvo                | Salvo                | Salvo                | Salvo                | Salvo                | Salvo                | Salvo                | Salvo                | Salvo                | Salvo                | Salvo                | Salvo                | Salvo                | Salvo                | Salvo                | Salvo                | Salvo                | Salvo                | Salvo                | Salvo                | Salvo                | Salvo                | Salvo                | Salvo                | Salvo                | Salvo                | Salvo                | Salvo                | Salvo                | Salvo                | Salvo                | Salvo                | Salvo                | Salvo                | Salvo                | Salvo                | Salvo                | Salvo                | Salvo                | Salvo                | Salvo                | Salvo                | Salvo                | Salvo                | Salvo                | Salvo                | Salvo                | Salvo                | Salvo                | Salvo                | Salvo                | Salvo                | Salvo                | Salvo                | Salvo                | Salvo                | Salvo                | Salvo                | Salvo                | Salvo                | Salvo                | Salvo                | Salvo                | Salvo                | Salvo                | Salvo                | Salvo                | Salvo                | Salvo                | Salvo                | Salvo                | Salvo                | Salvo                | Salvo                | Salvo                | Salvo                | Salvo                | Salvo                | Salvo                | Salvo                | Salvo                | Salvo                | Salvo                | Salvo                | Salvo                | Salvo                | Salvo                | Salvo                | Salvo                | Salvo                | Salvo                | Salvo                | Salvo                | Salvo                | Salvo                | Salvo                | Salvo                |
| Top 7     | Top 7     | Top 7     | Top 7     | Top 7     | Top 7     | Top 7     | Top 7     | Top 7     | Top 7     | Top 7     | Top 7     | Top 7     | Top 7     | Top 7     | Top 7     | Top 7     | Top 7     | Top 7     | Top 7     | Top 7     | Top 7     | Top 7     | Top 7     | Top 7     | Top 7     | Top 7     | Top 7     | Top 7     | Top 7     | Top 7     | Top 7     | Top 7     | Top 7     | Top 7     | Top 7     | Top 7     | Top 7     | Top 7     | Top 7     | Top 7     | Top 7     | Top 7     | Top 7     | Top 7     | Top 7     | Top 7     | Top 7     | Top 7     | Top 7     | Top 7     | Top 7     | Top 7     | Top 7     | Top 7     | Top 7     | Top 7     | Top 7     | Top 7     | Top 7     | Top 7     | Top 7     | Top 7     | Top 7     | Top 7     | Top 7     | Top 7     | Top 7     | Top 7     | Top 7     | Top 7     | Top 7     | Top 7     | Top 7     | Top 7     | Top 7     | Top 7     | Top 7     | Top 7     | Top 7     | Top 7     | Top 7     | Top 7     | Top 7     | Top 7     | Top 7     | Top 7     | Top 7     | Top 7     | Top 7     | Top 7     | Top 7     | Top 7     | Top 7     | Top 7     | Top 7     | Top 7     | Top 7     | Top 7     | Top 7     | Mariah Carey                                                                  | Mariah Carey                                                                  | Mariah Carey                                                                  | Mariah Carey                                                                  | Mariah Carey                                                                  | Mariah Carey                                                                  | Mariah Carey                                                                  | Mariah Carey                                                                  | Mariah Carey                                                                  | Mariah Carey                                                                  | Mariah Carey                                                                  | Mariah Carey                                                                  | Mariah Carey                                                                  | Mariah Carey                                                                  | Mariah Carey                                                                  | Mariah Carey                                                                  | Mariah Carey                                                                  | Mariah Carey                                                                  | Mariah Carey                                                                  | Mariah Carey                                                                  | Mariah Carey                                                                  | Mariah Carey                                                                  | Mariah Carey                                                                  | Mariah Carey                                                                  | Mariah Carey                                                                  | Mariah Carey                                                                  | Mariah Carey                                                                  | Mariah Carey                                                                  | Mariah Carey                                                                  | Mariah Carey                                                                  | Mariah Carey                                                                  | Mariah Carey                                                                  | Mariah Carey                                                                  | Mariah Carey                                                                  | Mariah Carey                                                                  | Mariah Carey                                                                  | Mariah Carey                                                                  | Mariah Carey                                                                  | Mariah Carey                                                                  | Mariah Carey                                                                  | Mariah Carey                                                                  | Mariah Carey                                                                  | Mariah Carey                                                                  | Mariah Carey                                                                  | Mariah Carey                                                                  | Mariah Carey                                                                  | Mariah Carey                                                                  | Mariah Carey                                                                  | Mariah Carey                                                                  | Mariah Carey                                                                  | Mariah Carey                                                                  | Mariah Carey                                                                  | Mariah Carey                                                                  | Mariah Carey                                                                  | Mariah Carey                                                                  | Mariah Carey                                                                  | Mariah Carey                                                                  | Mariah Carey                                                                  | Mariah Carey                                                                  | Mariah Carey                                                                  | Mariah Carey                                                                  | Mariah Carey                                                                  | Mariah Carey                                                                  | Mariah Carey                                                                  | Mariah Carey                                                                  | Mariah Carey                                                                  | Mariah Carey                                                                  | Mariah Carey                                                                  | Mariah Carey                                                                  | Mariah Carey                                                                  | Mariah Carey                                                                  | Mariah Carey                                                                  | Mariah Carey                                                                  | Mariah Carey                                                                  | Mariah Carey                                                                  | Mariah Carey                                                                  | Mariah Carey                                                                  | Mariah Carey                                                                  | Mariah Carey                                                                  | Mariah Carey                                                                  | Mariah Carey                                                                  | Mariah Carey                                                                  | Mariah Carey                                                                  | Mariah Carey                                                                  | Mariah Carey                                                                  | Mariah Carey                                                                  | Mariah Carey                                                                  | Mariah Carey                                                                  | Mariah Carey                                                                  | Mariah Carey                                                                  | Mariah Carey                                                                  | Mariah Carey                                                                  | Mariah Carey                                                                  | Mariah Carey                                                                  | Mariah Carey                                                                  | Mariah Carey                                                                  | Mariah Carey                                                                  | Mariah Carey                                                                  | Mariah Carey                                                                  | Mariah Carey                                                                  | "When You Believe"                                          | "When You Believe"                                          | "When You Believe"                                          | "When You Believe"                                          | "When You Believe"                                          | "When You Believe"                                          | "When You Believe"                                          | "When You Believe"                                          | "When You Believe"                                          | "When You Believe"                                          | "When You Believe"                                          | "When You Believe"                                          | "When You Believe"                                          | "When You Believe"                                          | "When You Believe"                                          | "When You Believe"                                          | "When You Believe"                                          | "When You Believe"                                          | "When You Believe"                                          | "When You Believe"                                          | "When You Believe"                                          | "When You Believe"                                          | "When You Believe"                                          | "When You Believe"                                          | "When You Believe"                                          | "When You Believe"                                          | "When You Believe"                                          | "When You Believe"                                          | "When You Believe"                                          | "When You Believe"                                          | "When You Believe"                                          | "When You Believe"                                          | "When You Believe"                                          | "When You Believe"                                          | "When You Believe"                                          | "When You Believe"                                          | "When You Believe"                                          | "When You Believe"                                          | "When You Believe"                                          | "When You Believe"                                          | "When You Believe"                                          | "When You Believe"                                          | "When You Believe"                                          | "When You Believe"                                          | "When You Believe"                                          | "When You Believe"                                          | "When You Believe"                                          | "When You Believe"                                          | "When You Believe"                                          | "When You Believe"                                          | "When You Believe"                                          | "When You Believe"                                          | "When You Believe"                                          | "When You Believe"                                          | "When You Believe"                                          | "When You Believe"                                          | "When You Believe"                                          | "When You Believe"                                          | "When You Believe"                                          | "When You Believe"                                          | "When You Believe"                                          | "When You Believe"                                          | "When You Believe"                                          | "When You Believe"                                          | "When You Believe"                                          | "When You Believe"                                          | "When You Believe"                                          | "When You Believe"                                          | "When You Believe"                                          | "When You Believe"                                          | "When You Believe"                                          | "When You Believe"                                          | "When You Believe"                                          | "When You Believe"                                          | "When You Believe"                                          | "When You Believe"                                          | "When You Believe"                                          | "When You Believe"                                          | "When You Believe"                                          | "When You Believe"                                          | "When You Believe"                                          | "When You Believe"                                          | "When You Believe"                                          | "When You Believe"                                          | "When You Believe"                                          | "When You Believe"                                          | "When You Believe"                                          | "When You Believe"                                          | "When You Believe"                                          | "When You Believe"                                          | "When You Believe"                                          | "When You Believe"                                          | "When You Believe"                                          | "When You Believe"                                          | "When You Believe"                                          | "When You Believe"                                          | "When You Believe"                                          | "When You Believe"                                          | "When You Believe"                                          | "When You Believe"                                          | Mariah Carey & Whitney Houston                 | Mariah Carey & Whitney Houston                 | Mariah Carey & Whitney Houston                 | Mariah Carey & Whitney Houston                 | Mariah Carey & Whitney Houston                 | Mariah Carey & Whitney Houston                 | Mariah Carey & Whitney Houston                 | Mariah Carey & Whitney Houston                 | Mariah Carey & Whitney Houston                 | Mariah Carey & Whitney Houston                 | Mariah Carey & Whitney Houston                 | Mariah Carey & Whitney Houston                 | Mariah Carey & Whitney Houston                 | Mariah Carey & Whitney Houston                 | Mariah Carey & Whitney Houston                 | Mariah Carey & Whitney Houston                 | Mariah Carey & Whitney Houston                 | Mariah Carey & Whitney Houston                 | Mariah Carey & Whitney Houston                 | Mariah Carey & Whitney Houston                 | Mariah Carey & Whitney Houston                 | Mariah Carey & Whitney Houston                 | Mariah Carey & Whitney Houston                 | Mariah Carey & Whitney Houston                 | Mariah Carey & Whitney Houston                 | Mariah Carey & Whitney Houston                 | Mariah Carey & Whitney Houston                 | Mariah Carey & Whitney Houston                 | Mariah Carey & Whitney Houston                 | Mariah Carey & Whitney Houston                 | Mariah Carey & Whitney Houston                 | Mariah Carey & Whitney Houston                 | Mariah Carey & Whitney Houston                 | Mariah Carey & Whitney Houston                 | Mariah Carey & Whitney Houston                 | Mariah Carey & Whitney Houston                 | Mariah Carey & Whitney Houston                 | Mariah Carey & Whitney Houston                 | Mariah Carey & Whitney Houston                 | Mariah Carey & Whitney Houston                 | Mariah Carey & Whitney Houston                 | Mariah Carey & Whitney Houston                 | Mariah Carey & Whitney Houston                 | Mariah Carey & Whitney Houston                 | Mariah Carey & Whitney Houston                 | Mariah Carey & Whitney Houston                 | Mariah Carey & Whitney Houston                 | Mariah Carey & Whitney Houston                 | Mariah Carey & Whitney Houston                 | Mariah Carey & Whitney Houston                 | Mariah Carey & Whitney Houston                 | Mariah Carey & Whitney Houston                 | Mariah Carey & Whitney Houston                 | Mariah Carey & Whitney Houston                 | Mariah Carey & Whitney Houston                 | Mariah Carey & Whitney Houston                 | Mariah Carey & Whitney Houston                 | Mariah Carey & Whitney Houston                 | Mariah Carey & Whitney Houston                 | Mariah Carey & Whitney Houston                 | Mariah Carey & Whitney Houston                 | Mariah Carey & Whitney Houston                 | Mariah Carey & Whitney Houston                 | Mariah Carey & Whitney Houston                 | Mariah Carey & Whitney Houston                 | Mariah Carey & Whitney Houston                 | Mariah Carey & Whitney Houston                 | Mariah Carey & Whitney Houston                 | Mariah Carey & Whitney Houston                 | Mariah Carey & Whitney Houston                 | Mariah Carey & Whitney Houston                 | Mariah Carey & Whitney Houston                 | Mariah Carey & Whitney Houston                 | Mariah Carey & Whitney Houston                 | Mariah Carey & Whitney Houston                 | Mariah Carey & Whitney Houston                 | Mariah Carey & Whitney Houston                 | Mariah Carey & Whitney Houston                 | Mariah Carey & Whitney Houston                 | Mariah Carey & Whitney Houston                 | Mariah Carey & Whitney Houston                 | Mariah Carey & Whitney Houston                 | Mariah Carey & Whitney Houston                 | Mariah Carey & Whitney Houston                 | Mariah Carey & Whitney Houston                 | Mariah Carey & Whitney Houston                 | Mariah Carey & Whitney Houston                 | Mariah Carey & Whitney Houston                 | Mariah Carey & Whitney Houston                 | Mariah Carey & Whitney Houston                 | Mariah Carey & Whitney Houston                 | Mariah Carey & Whitney Houston                 | Mariah Carey & Whitney Houston                 | Mariah Carey & Whitney Houston                 | Mariah Carey & Whitney Houston                 | Mariah Carey & Whitney Houston                 | Mariah Carey & Whitney Houston                 | Mariah Carey & Whitney Houston                 | Mariah Carey & Whitney Houston                 | Mariah Carey & Whitney Houston                 | Salvo                | Salvo                | Salvo                | Salvo                | Salvo                | Salvo                | Salvo                | Salvo                | Salvo                | Salvo                | Salvo                | Salvo                | Salvo                | Salvo                | Salvo                | Salvo                | Salvo                | Salvo                | Salvo                | Salvo                | Salvo                | Salvo                | Salvo                | Salvo                | Salvo                | Salvo                | Salvo                | Salvo                | Salvo                | Salvo                | Salvo                | Salvo                | Salvo                | Salvo                | Salvo                | Salvo                | Salvo                | Salvo                | Salvo                | Salvo                | Salvo                | Salvo                | Salvo                | Salvo                | Salvo                | Salvo                | Salvo                | Salvo                | Salvo                | Salvo                | Salvo                | Salvo                | Salvo                | Salvo                | Salvo                | Salvo                | Salvo                | Salvo                | Salvo                | Salvo                | Salvo                | Salvo                | Salvo                | Salvo                | Salvo                | Salvo                | Salvo                | Salvo                | Salvo                | Salvo                | Salvo                | Salvo                | Salvo                | Salvo                | Salvo                | Salvo                | Salvo                | Salvo                | Salvo                | Salvo                | Salvo                | Salvo                | Salvo                | Salvo                | Salvo                | Salvo                | Salvo                | Salvo                | Salvo                | Salvo                | Salvo                | Salvo                | Salvo                | Salvo                | Salvo                | Salvo                | Salvo                | Salvo                | Salvo                | Salvo                |
| Top 6     | Top 6     | Top 6     | Top 6     | Top 6     | Top 6     | Top 6     | Top 6     | Top 6     | Top 6     | Top 6     | Top 6     | Top 6     | Top 6     | Top 6     | Top 6     | Top 6     | Top 6     | Top 6     | Top 6     | Top 6     | Top 6     | Top 6     | Top 6     | Top 6     | Top 6     | Top 6     | Top 6     | Top 6     | Top 6     | Top 6     | Top 6     | Top 6     | Top 6     | Top 6     | Top 6     | Top 6     | Top 6     | Top 6     | Top 6     | Top 6     | Top 6     | Top 6     | Top 6     | Top 6     | Top 6     | Top 6     | Top 6     | Top 6     | Top 6     | Top 6     | Top 6     | Top 6     | Top 6     | Top 6     | Top 6     | Top 6     | Top 6     | Top 6     | Top 6     | Top 6     | Top 6     | Top 6     | Top 6     | Top 6     | Top 6     | Top 6     | Top 6     | Top 6     | Top 6     | Top 6     | Top 6     | Top 6     | Top 6     | Top 6     | Top 6     | Top 6     | Top 6     | Top 6     | Top 6     | Top 6     | Top 6     | Top 6     | Top 6     | Top 6     | Top 6     | Top 6     | Top 6     | Top 6     | Top 6     | Top 6     | Top 6     | Top 6     | Top 6     | Top 6     | Top 6     | Top 6     | Top 6     | Top 6     | Top 6     | Andrew Lloyd Webber                                                           | Andrew Lloyd Webber                                                           | Andrew Lloyd Webber                                                           | Andrew Lloyd Webber                                                           | Andrew Lloyd Webber                                                           | Andrew Lloyd Webber                                                           | Andrew Lloyd Webber                                                           | Andrew Lloyd Webber                                                           | Andrew Lloyd Webber                                                           | Andrew Lloyd Webber                                                           | Andrew Lloyd Webber                                                           | Andrew Lloyd Webber                                                           | Andrew Lloyd Webber                                                           | Andrew Lloyd Webber                                                           | Andrew Lloyd Webber                                                           | Andrew Lloyd Webber                                                           | Andrew Lloyd Webber                                                           | Andrew Lloyd Webber                                                           | Andrew Lloyd Webber                                                           | Andrew Lloyd Webber                                                           | Andrew Lloyd Webber                                                           | Andrew Lloyd Webber                                                           | Andrew Lloyd Webber                                                           | Andrew Lloyd Webber                                                           | Andrew Lloyd Webber                                                           | Andrew Lloyd Webber                                                           | Andrew Lloyd Webber                                                           | Andrew Lloyd Webber                                                           | Andrew Lloyd Webber                                                           | Andrew Lloyd Webber                                                           | Andrew Lloyd Webber                                                           | Andrew Lloyd Webber                                                           | Andrew Lloyd Webber                                                           | Andrew Lloyd Webber                                                           | Andrew Lloyd Webber                                                           | Andrew Lloyd Webber                                                           | Andrew Lloyd Webber                                                           | Andrew Lloyd Webber                                                           | Andrew Lloyd Webber                                                           | Andrew Lloyd Webber                                                           | Andrew Lloyd Webber                                                           | Andrew Lloyd Webber                                                           | Andrew Lloyd Webber                                                           | Andrew Lloyd Webber                                                           | Andrew Lloyd Webber                                                           | Andrew Lloyd Webber                                                           | Andrew Lloyd Webber                                                           | Andrew Lloyd Webber                                                           | Andrew Lloyd Webber                                                           | Andrew Lloyd Webber                                                           | Andrew Lloyd Webber                                                           | Andrew Lloyd Webber                                                           | Andrew Lloyd Webber                                                           | Andrew Lloyd Webber                                                           | Andrew Lloyd Webber                                                           | Andrew Lloyd Webber                                                           | Andrew Lloyd Webber                                                           | Andrew Lloyd Webber                                                           | Andrew Lloyd Webber                                                           | Andrew Lloyd Webber                                                           | Andrew Lloyd Webber                                                           | Andrew Lloyd Webber                                                           | Andrew Lloyd Webber                                                           | Andrew Lloyd Webber                                                           | Andrew Lloyd Webber                                                           | Andrew Lloyd Webber                                                           | Andrew Lloyd Webber                                                           | Andrew Lloyd Webber                                                           | Andrew Lloyd Webber                                                           | Andrew Lloyd Webber                                                           | Andrew Lloyd Webber                                                           | Andrew Lloyd Webber                                                           | Andrew Lloyd Webber                                                           | Andrew Lloyd Webber                                                           | Andrew Lloyd Webber                                                           | Andrew Lloyd Webber                                                           | Andrew Lloyd Webber                                                           | Andrew Lloyd Webber                                                           | Andrew Lloyd Webber                                                           | Andrew Lloyd Webber                                                           | Andrew Lloyd Webber                                                           | Andrew Lloyd Webber                                                           | Andrew Lloyd Webber                                                           | Andrew Lloyd Webber                                                           | Andrew Lloyd Webber                                                           | Andrew Lloyd Webber                                                           | Andrew Lloyd Webber                                                           | Andrew Lloyd Webber                                                           | Andrew Lloyd Webber                                                           | Andrew Lloyd Webber                                                           | Andrew Lloyd Webber                                                           | Andrew Lloyd Webber                                                           | Andrew Lloyd Webber                                                           | Andrew Lloyd Webber                                                           | Andrew Lloyd Webber                                                           | Andrew Lloyd Webber                                                           | Andrew Lloyd Webber                                                           | Andrew Lloyd Webber                                                           | Andrew Lloyd Webber                                                           | Andrew Lloyd Webber                                                           | "Think of Me"                                               | "Think of Me"                                               | "Think of Me"                                               | "Think of Me"                                               | "Think of Me"                                               | "Think of Me"                                               | "Think of Me"                                               | "Think of Me"                                               | "Think of Me"                                               | "Think of Me"                                               | "Think of Me"                                               | "Think of Me"                                               | "Think of Me"                                               | "Think of Me"                                               | "Think of Me"                                               | "Think of Me"                                               | "Think of Me"                                               | "Think of Me"                                               | "Think of Me"                                               | "Think of Me"                                               | "Think of Me"                                               | "Think of Me"                                               | "Think of Me"                                               | "Think of Me"                                               | "Think of Me"                                               | "Think of Me"                                               | "Think of Me"                                               | "Think of Me"                                               | "Think of Me"                                               | "Think of Me"                                               | "Think of Me"                                               | "Think of Me"                                               | "Think of Me"                                               | "Think of Me"                                               | "Think of Me"                                               | "Think of Me"                                               | "Think of Me"                                               | "Think of Me"                                               | "Think of Me"                                               | "Think of Me"                                               | "Think of Me"                                               | "Think of Me"                                               | "Think of Me"                                               | "Think of Me"                                               | "Think of Me"                                               | "Think of Me"                                               | "Think of Me"                                               | "Think of Me"                                               | "Think of Me"                                               | "Think of Me"                                               | "Think of Me"                                               | "Think of Me"                                               | "Think of Me"                                               | "Think of Me"                                               | "Think of Me"                                               | "Think of Me"                                               | "Think of Me"                                               | "Think of Me"                                               | "Think of Me"                                               | "Think of Me"                                               | "Think of Me"                                               | "Think of Me"                                               | "Think of Me"                                               | "Think of Me"                                               | "Think of Me"                                               | "Think of Me"                                               | "Think of Me"                                               | "Think of Me"                                               | "Think of Me"                                               | "Think of Me"                                               | "Think of Me"                                               | "Think of Me"                                               | "Think of Me"                                               | "Think of Me"                                               | "Think of Me"                                               | "Think of Me"                                               | "Think of Me"                                               | "Think of Me"                                               | "Think of Me"                                               | "Think of Me"                                               | "Think of Me"                                               | "Think of Me"                                               | "Think of Me"                                               | "Think of Me"                                               | "Think of Me"                                               | "Think of Me"                                               | "Think of Me"                                               | "Think of Me"                                               | "Think of Me"                                               | "Think of Me"                                               | "Think of Me"                                               | "Think of Me"                                               | "Think of Me"                                               | "Think of Me"                                               | "Think of Me"                                               | "Think of Me"                                               | "Think of Me"                                               | "Think of Me"                                               | "Think of Me"                                               | "Think of Me"                                               | Il Fantasma dell'Opera                         | Il Fantasma dell'Opera                         | Il Fantasma dell'Opera                         | Il Fantasma dell'Opera                         | Il Fantasma dell'Opera                         | Il Fantasma dell'Opera                         | Il Fantasma dell'Opera                         | Il Fantasma dell'Opera                         | Il Fantasma dell'Opera                         | Il Fantasma dell'Opera                         | Il Fantasma dell'Opera                         | Il Fantasma dell'Opera                         | Il Fantasma dell'Opera                         | Il Fantasma dell'Opera                         | Il Fantasma dell'Opera                         | Il Fantasma dell'Opera                         | Il Fantasma dell'Opera                         | Il Fantasma dell'Opera                         | Il Fantasma dell'Opera                         | Il Fantasma dell'Opera                         | Il Fantasma dell'Opera                         | Il Fantasma dell'Opera                         | Il Fantasma dell'Opera                         | Il Fantasma dell'Opera                         | Il Fantasma dell'Opera                         | Il Fantasma dell'Opera                         | Il Fantasma dell'Opera                         | Il Fantasma dell'Opera                         | Il Fantasma dell'Opera                         | Il Fantasma dell'Opera                         | Il Fantasma dell'Opera                         | Il Fantasma dell'Opera                         | Il Fantasma dell'Opera                         | Il Fantasma dell'Opera                         | Il Fantasma dell'Opera                         | Il Fantasma dell'Opera                         | Il Fantasma dell'Opera                         | Il Fantasma dell'Opera                         | Il Fantasma dell'Opera                         | Il Fantasma dell'Opera                         | Il Fantasma dell'Opera                         | Il Fantasma dell'Opera                         | Il Fantasma dell'Opera                         | Il Fantasma dell'Opera                         | Il Fantasma dell'Opera                         | Il Fantasma dell'Opera                         | Il Fantasma dell'Opera                         | Il Fantasma dell'Opera                         | Il Fantasma dell'Opera                         | Il Fantasma dell'Opera                         | Il Fantasma dell'Opera                         | Il Fantasma dell'Opera                         | Il Fantasma dell'Opera                         | Il Fantasma dell'Opera                         | Il Fantasma dell'Opera                         | Il Fantasma dell'Opera                         | Il Fantasma dell'Opera                         | Il Fantasma dell'Opera                         | Il Fantasma dell'Opera                         | Il Fantasma dell'Opera                         | Il Fantasma dell'Opera                         | Il Fantasma dell'Opera                         | Il Fantasma dell'Opera                         | Il Fantasma dell'Opera                         | Il Fantasma dell'Opera                         | Il Fantasma dell'Opera                         | Il Fantasma dell'Opera                         | Il Fantasma dell'Opera                         | Il Fantasma dell'Opera                         | Il Fantasma dell'Opera                         | Il Fantasma dell'Opera                         | Il Fantasma dell'Opera                         | Il Fantasma dell'Opera                         | Il Fantasma dell'Opera                         | Il Fantasma dell'Opera                         | Il Fantasma dell'Opera                         | Il Fantasma dell'Opera                         | Il Fantasma dell'Opera                         | Il Fantasma dell'Opera                         | Il Fantasma dell'Opera                         | Il Fantasma dell'Opera                         | Il Fantasma dell'Opera                         | Il Fantasma dell'Opera                         | Il Fantasma dell'Opera                         | Il Fantasma dell'Opera                         | Il Fantasma dell'Opera                         | Il Fantasma dell'Opera                         | Il Fantasma dell'Opera                         | Il Fantasma dell'Opera                         | Il Fantasma dell'Opera                         | Il Fantasma dell'Opera                         | Il Fantasma dell'Opera                         | Il Fantasma dell'Opera                         | Il Fantasma dell'Opera                         | Il Fantasma dell'Opera                         | Il Fantasma dell'Opera                         | Il Fantasma dell'Opera                         | Il Fantasma dell'Opera                         | Il Fantasma dell'Opera                         | Il Fantasma dell'Opera                         | Salvo                | Salvo                | Salvo                | Salvo                | Salvo                | Salvo                | Salvo                | Salvo                | Salvo                | Salvo                | Salvo                | Salvo                | Salvo                | Salvo                | Salvo                | Salvo                | Salvo                | Salvo                | Salvo                | Salvo                | Salvo                | Salvo                | Salvo                | Salvo                | Salvo                | Salvo                | Salvo                | Salvo                | Salvo                | Salvo                | Salvo                | Salvo                | Salvo                | Salvo                | Salvo                | Salvo                | Salvo                | Salvo                | Salvo                | Salvo                | Salvo                | Salvo                | Salvo                | Salvo                | Salvo                | Salvo                | Salvo                | Salvo                | Salvo                | Salvo                | Salvo                | Salvo                | Salvo                | Salvo                | Salvo                | Salvo                | Salvo                | Salvo                | Salvo                | Salvo                | Salvo                | Salvo                | Salvo                | Salvo                | Salvo                | Salvo                | Salvo                | Salvo                | Salvo                | Salvo                | Salvo                | Salvo                | Salvo                | Salvo                | Salvo                | Salvo                | Salvo                | Salvo                | Salvo                | Salvo                | Salvo                | Salvo                | Salvo                | Salvo                | Salvo                | Salvo                | Salvo                | Salvo                | Salvo                | Salvo                | Salvo                | Salvo                | Salvo                | Salvo                | Salvo                | Salvo                | Salvo                | Salvo                | Salvo                | Salvo                |
| Top 5     | Top 5     | Top 5     | Top 5     | Top 5     | Top 5     | Top 5     | Top 5     | Top 5     | Top 5     | Top 5     | Top 5     | Top 5     | Top 5     | Top 5     | Top 5     | Top 5     | Top 5     | Top 5     | Top 5     | Top 5     | Top 5     | Top 5     | Top 5     | Top 5     | Top 5     | Top 5     | Top 5     | Top 5     | Top 5     | Top 5     | Top 5     | Top 5     | Top 5     | Top 5     | Top 5     | Top 5     | Top 5     | Top 5     | Top 5     | Top 5     | Top 5     | Top 5     | Top 5     | Top 5     | Top 5     | Top 5     | Top 5     | Top 5     | Top 5     | Top 5     | Top 5     | Top 5     | Top 5     | Top 5     | Top 5     | Top 5     | Top 5     | Top 5     | Top 5     | Top 5     | Top 5     | Top 5     | Top 5     | Top 5     | Top 5     | Top 5     | Top 5     | Top 5     | Top 5     | Top 5     | Top 5     | Top 5     | Top 5     | Top 5     | Top 5     | Top 5     | Top 5     | Top 5     | Top 5     | Top 5     | Top 5     | Top 5     | Top 5     | Top 5     | Top 5     | Top 5     | Top 5     | Top 5     | Top 5     | Top 5     | Top 5     | Top 5     | Top 5     | Top 5     | Top 5     | Top 5     | Top 5     | Top 5     | Top 5     | Neil Diamond                                                                  | Neil Diamond                                                                  | Neil Diamond                                                                  | Neil Diamond                                                                  | Neil Diamond                                                                  | Neil Diamond                                                                  | Neil Diamond                                                                  | Neil Diamond                                                                  | Neil Diamond                                                                  | Neil Diamond                                                                  | Neil Diamond                                                                  | Neil Diamond                                                                  | Neil Diamond                                                                  | Neil Diamond                                                                  | Neil Diamond                                                                  | Neil Diamond                                                                  | Neil Diamond                                                                  | Neil Diamond                                                                  | Neil Diamond                                                                  | Neil Diamond                                                                  | Neil Diamond                                                                  | Neil Diamond                                                                  | Neil Diamond                                                                  | Neil Diamond                                                                  | Neil Diamond                                                                  | Neil Diamond                                                                  | Neil Diamond                                                                  | Neil Diamond                                                                  | Neil Diamond                                                                  | Neil Diamond                                                                  | Neil Diamond                                                                  | Neil Diamond                                                                  | Neil Diamond                                                                  | Neil Diamond                                                                  | Neil Diamond                                                                  | Neil Diamond                                                                  | Neil Diamond                                                                  | Neil Diamond                                                                  | Neil Diamond                                                                  | Neil Diamond                                                                  | Neil Diamond                                                                  | Neil Diamond                                                                  | Neil Diamond                                                                  | Neil Diamond                                                                  | Neil Diamond                                                                  | Neil Diamond                                                                  | Neil Diamond                                                                  | Neil Diamond                                                                  | Neil Diamond                                                                  | Neil Diamond                                                                  | Neil Diamond                                                                  | Neil Diamond                                                                  | Neil Diamond                                                                  | Neil Diamond                                                                  | Neil Diamond                                                                  | Neil Diamond                                                                  | Neil Diamond                                                                  | Neil Diamond                                                                  | Neil Diamond                                                                  | Neil Diamond                                                                  | Neil Diamond                                                                  | Neil Diamond                                                                  | Neil Diamond                                                                  | Neil Diamond                                                                  | Neil Diamond                                                                  | Neil Diamond                                                                  | Neil Diamond                                                                  | Neil Diamond                                                                  | Neil Diamond                                                                  | Neil Diamond                                                                  | Neil Diamond                                                                  | Neil Diamond                                                                  | Neil Diamond                                                                  | Neil Diamond                                                                  | Neil Diamond                                                                  | Neil Diamond                                                                  | Neil Diamond                                                                  | Neil Diamond                                                                  | Neil Diamond                                                                  | Neil Diamond                                                                  | Neil Diamond                                                                  | Neil Diamond                                                                  | Neil Diamond                                                                  | Neil Diamond                                                                  | Neil Diamond                                                                  | Neil Diamond                                                                  | Neil Diamond                                                                  | Neil Diamond                                                                  | Neil Diamond                                                                  | Neil Diamond                                                                  | Neil Diamond                                                                  | Neil Diamond                                                                  | Neil Diamond                                                                  | Neil Diamond                                                                  | Neil Diamond                                                                  | Neil Diamond                                                                  | Neil Diamond                                                                  | Neil Diamond                                                                  | Neil Diamond                                                                  | Neil Diamond                                                                  | "Sweet Caroline" "America"                                  | "Sweet Caroline" "America"                                  | "Sweet Caroline" "America"                                  | "Sweet Caroline" "America"                                  | "Sweet Caroline" "America"                                  | "Sweet Caroline" "America"                                  | "Sweet Caroline" "America"                                  | "Sweet Caroline" "America"                                  | "Sweet Caroline" "America"                                  | "Sweet Caroline" "America"                                  | "Sweet Caroline" "America"                                  | "Sweet Caroline" "America"                                  | "Sweet Caroline" "America"                                  | "Sweet Caroline" "America"                                  | "Sweet Caroline" "America"                                  | "Sweet Caroline" "America"                                  | "Sweet Caroline" "America"                                  | "Sweet Caroline" "America"                                  | "Sweet Caroline" "America"                                  | "Sweet Caroline" "America"                                  | "Sweet Caroline" "America"                                  | "Sweet Caroline" "America"                                  | "Sweet Caroline" "America"                                  | "Sweet Caroline" "America"                                  | "Sweet Caroline" "America"                                  | "Sweet Caroline" "America"                                  | "Sweet Caroline" "America"                                  | "Sweet Caroline" "America"                                  | "Sweet Caroline" "America"                                  | "Sweet Caroline" "America"                                  | "Sweet Caroline" "America"                                  | "Sweet Caroline" "America"                                  | "Sweet Caroline" "America"                                  | "Sweet Caroline" "America"                                  | "Sweet Caroline" "America"                                  | "Sweet Caroline" "America"                                  | "Sweet Caroline" "America"                                  | "Sweet Caroline" "America"                                  | "Sweet Caroline" "America"                                  | "Sweet Caroline" "America"                                  | "Sweet Caroline" "America"                                  | "Sweet Caroline" "America"                                  | "Sweet Caroline" "America"                                  | "Sweet Caroline" "America"                                  | "Sweet Caroline" "America"                                  | "Sweet Caroline" "America"                                  | "Sweet Caroline" "America"                                  | "Sweet Caroline" "America"                                  | "Sweet Caroline" "America"                                  | "Sweet Caroline" "America"                                  | "Sweet Caroline" "America"                                  | "Sweet Caroline" "America"                                  | "Sweet Caroline" "America"                                  | "Sweet Caroline" "America"                                  | "Sweet Caroline" "America"                                  | "Sweet Caroline" "America"                                  | "Sweet Caroline" "America"                                  | "Sweet Caroline" "America"                                  | "Sweet Caroline" "America"                                  | "Sweet Caroline" "America"                                  | "Sweet Caroline" "America"                                  | "Sweet Caroline" "America"                                  | "Sweet Caroline" "America"                                  | "Sweet Caroline" "America"                                  | "Sweet Caroline" "America"                                  | "Sweet Caroline" "America"                                  | "Sweet Caroline" "America"                                  | "Sweet Caroline" "America"                                  | "Sweet Caroline" "America"                                  | "Sweet Caroline" "America"                                  | "Sweet Caroline" "America"                                  | "Sweet Caroline" "America"                                  | "Sweet Caroline" "America"                                  | "Sweet Caroline" "America"                                  | "Sweet Caroline" "America"                                  | "Sweet Caroline" "America"                                  | "Sweet Caroline" "America"                                  | "Sweet Caroline" "America"                                  | "Sweet Caroline" "America"                                  | "Sweet Caroline" "America"                                  | "Sweet Caroline" "America"                                  | "Sweet Caroline" "America"                                  | "Sweet Caroline" "America"                                  | "Sweet Caroline" "America"                                  | "Sweet Caroline" "America"                                  | "Sweet Caroline" "America"                                  | "Sweet Caroline" "America"                                  | "Sweet Caroline" "America"                                  | "Sweet Caroline" "America"                                  | "Sweet Caroline" "America"                                  | "Sweet Caroline" "America"                                  | "Sweet Caroline" "America"                                  | "Sweet Caroline" "America"                                  | "Sweet Caroline" "America"                                  | "Sweet Caroline" "America"                                  | "Sweet Caroline" "America"                                  | "Sweet Caroline" "America"                                  | "Sweet Caroline" "America"                                  | "Sweet Caroline" "America"                                  | "Sweet Caroline" "America"                                  | Neil Diamond                                   | Neil Diamond                                   | Neil Diamond                                   | Neil Diamond                                   | Neil Diamond                                   | Neil Diamond                                   | Neil Diamond                                   | Neil Diamond                                   | Neil Diamond                                   | Neil Diamond                                   | Neil Diamond                                   | Neil Diamond                                   | Neil Diamond                                   | Neil Diamond                                   | Neil Diamond                                   | Neil Diamond                                   | Neil Diamond                                   | Neil Diamond                                   | Neil Diamond                                   | Neil Diamond                                   | Neil Diamond                                   | Neil Diamond                                   | Neil Diamond                                   | Neil Diamond                                   | Neil Diamond                                   | Neil Diamond                                   | Neil Diamond                                   | Neil Diamond                                   | Neil Diamond                                   | Neil Diamond                                   | Neil Diamond                                   | Neil Diamond                                   | Neil Diamond                                   | Neil Diamond                                   | Neil Diamond                                   | Neil Diamond                                   | Neil Diamond                                   | Neil Diamond                                   | Neil Diamond                                   | Neil Diamond                                   | Neil Diamond                                   | Neil Diamond                                   | Neil Diamond                                   | Neil Diamond                                   | Neil Diamond                                   | Neil Diamond                                   | Neil Diamond                                   | Neil Diamond                                   | Neil Diamond                                   | Neil Diamond                                   | Neil Diamond                                   | Neil Diamond                                   | Neil Diamond                                   | Neil Diamond                                   | Neil Diamond                                   | Neil Diamond                                   | Neil Diamond                                   | Neil Diamond                                   | Neil Diamond                                   | Neil Diamond                                   | Neil Diamond                                   | Neil Diamond                                   | Neil Diamond                                   | Neil Diamond                                   | Neil Diamond                                   | Neil Diamond                                   | Neil Diamond                                   | Neil Diamond                                   | Neil Diamond                                   | Neil Diamond                                   | Neil Diamond                                   | Neil Diamond                                   | Neil Diamond                                   | Neil Diamond                                   | Neil Diamond                                   | Neil Diamond                                   | Neil Diamond                                   | Neil Diamond                                   | Neil Diamond                                   | Neil Diamond                                   | Neil Diamond                                   | Neil Diamond                                   | Neil Diamond                                   | Neil Diamond                                   | Neil Diamond                                   | Neil Diamond                                   | Neil Diamond                                   | Neil Diamond                                   | Neil Diamond                                   | Neil Diamond                                   | Neil Diamond                                   | Neil Diamond                                   | Neil Diamond                                   | Neil Diamond                                   | Neil Diamond                                   | Neil Diamond                                   | Neil Diamond                                   | Neil Diamond                                   | Neil Diamond                                   | Neil Diamond                                   | Salvo                | Salvo                | Salvo                | Salvo                | Salvo                | Salvo                | Salvo                | Salvo                | Salvo                | Salvo                | Salvo                | Salvo                | Salvo                | Salvo                | Salvo                | Salvo                | Salvo                | Salvo                | Salvo                | Salvo                | Salvo                | Salvo                | Salvo                | Salvo                | Salvo                | Salvo                | Salvo                | Salvo                | Salvo                | Salvo                | Salvo                | Salvo                | Salvo                | Salvo                | Salvo                | Salvo                | Salvo                | Salvo                | Salvo                | Salvo                | Salvo                | Salvo                | Salvo                | Salvo                | Salvo                | Salvo                | Salvo                | Salvo                | Salvo                | Salvo                | Salvo                | Salvo                | Salvo                | Salvo                | Salvo                | Salvo                | Salvo                | Salvo                | Salvo                | Salvo                | Salvo                | Salvo                | Salvo                | Salvo                | Salvo                | Salvo                | Salvo                | Salvo                | Salvo                | Salvo                | Salvo                | Salvo                | Salvo                | Salvo                | Salvo                | Salvo                | Salvo                | Salvo                | Salvo                | Salvo                | Salvo                | Salvo                | Salvo                | Salvo                | Salvo                | Salvo                | Salvo                | Salvo                | Salvo                | Salvo                | Salvo                | Salvo                | Salvo                | Salvo                | Salvo                | Salvo                | Salvo                | Salvo                | Salvo                | Salvo                |
| Top 4     | Top 4     | Top 4     | Top 4     | Top 4     | Top 4     | Top 4     | Top 4     | Top 4     | Top 4     | Top 4     | Top 4     | Top 4     | Top 4     | Top 4     | Top 4     | Top 4     | Top 4     | Top 4     | Top 4     | Top 4     | Top 4     | Top 4     | Top 4     | Top 4     | Top 4     | Top 4     | Top 4     | Top 4     | Top 4     | Top 4     | Top 4     | Top 4     | Top 4     | Top 4     | Top 4     | Top 4     | Top 4     | Top 4     | Top 4     | Top 4     | Top 4     | Top 4     | Top 4     | Top 4     | Top 4     | Top 4     | Top 4     | Top 4     | Top 4     | Top 4     | Top 4     | Top 4     | Top 4     | Top 4     | Top 4     | Top 4     | Top 4     | Top 4     | Top 4     | Top 4     | Top 4     | Top 4     | Top 4     | Top 4     | Top 4     | Top 4     | Top 4     | Top 4     | Top 4     | Top 4     | Top 4     | Top 4     | Top 4     | Top 4     | Top 4     | Top 4     | Top 4     | Top 4     | Top 4     | Top 4     | Top 4     | Top 4     | Top 4     | Top 4     | Top 4     | Top 4     | Top 4     | Top 4     | Top 4     | Top 4     | Top 4     | Top 4     | Top 4     | Top 4     | Top 4     | Top 4     | Top 4     | Top 4     | Top 4     | Rock and Roll Hall of Fame                                                    | Rock and Roll Hall of Fame                                                    | Rock and Roll Hall of Fame                                                    | Rock and Roll Hall of Fame                                                    | Rock and Roll Hall of Fame                                                    | Rock and Roll Hall of Fame                                                    | Rock and Roll Hall of Fame                                                    | Rock and Roll Hall of Fame                                                    | Rock and Roll Hall of Fame                                                    | Rock and Roll Hall of Fame                                                    | Rock and Roll Hall of Fame                                                    | Rock and Roll Hall of Fame                                                    | Rock and Roll Hall of Fame                                                    | Rock and Roll Hall of Fame                                                    | Rock and Roll Hall of Fame                                                    | Rock and Roll Hall of Fame                                                    | Rock and Roll Hall of Fame                                                    | Rock and Roll Hall of Fame                                                    | Rock and Roll Hall of Fame                                                    | Rock and Roll Hall of Fame                                                    | Rock and Roll Hall of Fame                                                    | Rock and Roll Hall of Fame                                                    | Rock and Roll Hall of Fame                                                    | Rock and Roll Hall of Fame                                                    | Rock and Roll Hall of Fame                                                    | Rock and Roll Hall of Fame                                                    | Rock and Roll Hall of Fame                                                    | Rock and Roll Hall of Fame                                                    | Rock and Roll Hall of Fame                                                    | Rock and Roll Hall of Fame                                                    | Rock and Roll Hall of Fame                                                    | Rock and Roll Hall of Fame                                                    | Rock and Roll Hall of Fame                                                    | Rock and Roll Hall of Fame                                                    | Rock and Roll Hall of Fame                                                    | Rock and Roll Hall of Fame                                                    | Rock and Roll Hall of Fame                                                    | Rock and Roll Hall of Fame                                                    | Rock and Roll Hall of Fame                                                    | Rock and Roll Hall of Fame                                                    | Rock and Roll Hall of Fame                                                    | Rock and Roll Hall of Fame                                                    | Rock and Roll Hall of Fame                                                    | Rock and Roll Hall of Fame                                                    | Rock and Roll Hall of Fame                                                    | Rock and Roll Hall of Fame                                                    | Rock and Roll Hall of Fame                                                    | Rock and Roll Hall of Fame                                                    | Rock and Roll Hall of Fame                                                    | Rock and Roll Hall of Fame                                                    | Rock and Roll Hall of Fame                                                    | Rock and Roll Hall of Fame                                                    | Rock and Roll Hall of Fame                                                    | Rock and Roll Hall of Fame                                                    | Rock and Roll Hall of Fame                                                    | Rock and Roll Hall of Fame                                                    | Rock and Roll Hall of Fame                                                    | Rock and Roll Hall of Fame                                                    | Rock and Roll Hall of Fame                                                    | Rock and Roll Hall of Fame                                                    | Rock and Roll Hall of Fame                                                    | Rock and Roll Hall of Fame                                                    | Rock and Roll Hall of Fame                                                    | Rock and Roll Hall of Fame                                                    | Rock and Roll Hall of Fame                                                    | Rock and Roll Hall of Fame                                                    | Rock and Roll Hall of Fame                                                    | Rock and Roll Hall of Fame                                                    | Rock and Roll Hall of Fame                                                    | Rock and Roll Hall of Fame                                                    | Rock and Roll Hall of Fame                                                    | Rock and Roll Hall of Fame                                                    | Rock and Roll Hall of Fame                                                    | Rock and Roll Hall of Fame                                                    | Rock and Roll Hall of Fame                                                    | Rock and Roll Hall of Fame                                                    | Rock and Roll Hall of Fame                                                    | Rock and Roll Hall of Fame                                                    | Rock and Roll Hall of Fame                                                    | Rock and Roll Hall of Fame                                                    | Rock and Roll Hall of Fame                                                    | Rock and Roll Hall of Fame                                                    | Rock and Roll Hall of Fame                                                    | Rock and Roll Hall of Fame                                                    | Rock and Roll Hall of Fame                                                    | Rock and Roll Hall of Fame                                                    | Rock and Roll Hall of Fame                                                    | Rock and Roll Hall of Fame                                                    | Rock and Roll Hall of Fame                                                    | Rock and Roll Hall of Fame                                                    | Rock and Roll Hall of Fame                                                    | Rock and Roll Hall of Fame                                                    | Rock and Roll Hall of Fame                                                    | Rock and Roll Hall of Fame                                                    | Rock and Roll Hall of Fame                                                    | Rock and Roll Hall of Fame                                                    | Rock and Roll Hall of Fame                                                    | Rock and Roll Hall of Fame                                                    | Rock and Roll Hall of Fame                                                    | Rock and Roll Hall of Fame                                                    | "Stand by Me" "Love Me Tender"                              | "Stand by Me" "Love Me Tender"                              | "Stand by Me" "Love Me Tender"                              | "Stand by Me" "Love Me Tender"                              | "Stand by Me" "Love Me Tender"                              | "Stand by Me" "Love Me Tender"                              | "Stand by Me" "Love Me Tender"                              | "Stand by Me" "Love Me Tender"                              | "Stand by Me" "Love Me Tender"                              | "Stand by Me" "Love Me Tender"                              | "Stand by Me" "Love Me Tender"                              | "Stand by Me" "Love Me Tender"                              | "Stand by Me" "Love Me Tender"                              | "Stand by Me" "Love Me Tender"                              | "Stand by Me" "Love Me Tender"                              | "Stand by Me" "Love Me Tender"                              | "Stand by Me" "Love Me Tender"                              | "Stand by Me" "Love Me Tender"                              | "Stand by Me" "Love Me Tender"                              | "Stand by Me" "Love Me Tender"                              | "Stand by Me" "Love Me Tender"                              | "Stand by Me" "Love Me Tender"                              | "Stand by Me" "Love Me Tender"                              | "Stand by Me" "Love Me Tender"                              | "Stand by Me" "Love Me Tender"                              | "Stand by Me" "Love Me Tender"                              | "Stand by Me" "Love Me Tender"                              | "Stand by Me" "Love Me Tender"                              | "Stand by Me" "Love Me Tender"                              | "Stand by Me" "Love Me Tender"                              | "Stand by Me" "Love Me Tender"                              | "Stand by Me" "Love Me Tender"                              | "Stand by Me" "Love Me Tender"                              | "Stand by Me" "Love Me Tender"                              | "Stand by Me" "Love Me Tender"                              | "Stand by Me" "Love Me Tender"                              | "Stand by Me" "Love Me Tender"                              | "Stand by Me" "Love Me Tender"                              | "Stand by Me" "Love Me Tender"                              | "Stand by Me" "Love Me Tender"                              | "Stand by Me" "Love Me Tender"                              | "Stand by Me" "Love Me Tender"                              | "Stand by Me" "Love Me Tender"                              | "Stand by Me" "Love Me Tender"                              | "Stand by Me" "Love Me Tender"                              | "Stand by Me" "Love Me Tender"                              | "Stand by Me" "Love Me Tender"                              | "Stand by Me" "Love Me Tender"                              | "Stand by Me" "Love Me Tender"                              | "Stand by Me" "Love Me Tender"                              | "Stand by Me" "Love Me Tender"                              | "Stand by Me" "Love Me Tender"                              | "Stand by Me" "Love Me Tender"                              | "Stand by Me" "Love Me Tender"                              | "Stand by Me" "Love Me Tender"                              | "Stand by Me" "Love Me Tender"                              | "Stand by Me" "Love Me Tender"                              | "Stand by Me" "Love Me Tender"                              | "Stand by Me" "Love Me Tender"                              | "Stand by Me" "Love Me Tender"                              | "Stand by Me" "Love Me Tender"                              | "Stand by Me" "Love Me Tender"                              | "Stand by Me" "Love Me Tender"                              | "Stand by Me" "Love Me Tender"                              | "Stand by Me" "Love Me Tender"                              | "Stand by Me" "Love Me Tender"                              | "Stand by Me" "Love Me Tender"                              | "Stand by Me" "Love Me Tender"                              | "Stand by Me" "Love Me Tender"                              | "Stand by Me" "Love Me Tender"                              | "Stand by Me" "Love Me Tender"                              | "Stand by Me" "Love Me Tender"                              | "Stand by Me" "Love Me Tender"                              | "Stand by Me" "Love Me Tender"                              | "Stand by Me" "Love Me Tender"                              | "Stand by Me" "Love Me Tender"                              | "Stand by Me" "Love Me Tender"                              | "Stand by Me" "Love Me Tender"                              | "Stand by Me" "Love Me Tender"                              | "Stand by Me" "Love Me Tender"                              | "Stand by Me" "Love Me Tender"                              | "Stand by Me" "Love Me Tender"                              | "Stand by Me" "Love Me Tender"                              | "Stand by Me" "Love Me Tender"                              | "Stand by Me" "Love Me Tender"                              | "Stand by Me" "Love Me Tender"                              | "Stand by Me" "Love Me Tender"                              | "Stand by Me" "Love Me Tender"                              | "Stand by Me" "Love Me Tender"                              | "Stand by Me" "Love Me Tender"                              | "Stand by Me" "Love Me Tender"                              | "Stand by Me" "Love Me Tender"                              | "Stand by Me" "Love Me Tender"                              | "Stand by Me" "Love Me Tender"                              | "Stand by Me" "Love Me Tender"                              | "Stand by Me" "Love Me Tender"                              | "Stand by Me" "Love Me Tender"                              | "Stand by Me" "Love Me Tender"                              | "Stand by Me" "Love Me Tender"                              | "Stand by Me" "Love Me Tender"                              | Ben E. King Elvis Presley                      | Ben E. King Elvis Presley                      | Ben E. King Elvis Presley                      | Ben E. King Elvis Presley                      | Ben E. King Elvis Presley                      | Ben E. King Elvis Presley                      | Ben E. King Elvis Presley                      | Ben E. King Elvis Presley                      | Ben E. King Elvis Presley                      | Ben E. King Elvis Presley                      | Ben E. King Elvis Presley                      | Ben E. King Elvis Presley                      | Ben E. King Elvis Presley                      | Ben E. King Elvis Presley                      | Ben E. King Elvis Presley                      | Ben E. King Elvis Presley                      | Ben E. King Elvis Presley                      | Ben E. King Elvis Presley                      | Ben E. King Elvis Presley                      | Ben E. King Elvis Presley                      | Ben E. King Elvis Presley                      | Ben E. King Elvis Presley                      | Ben E. King Elvis Presley                      | Ben E. King Elvis Presley                      | Ben E. King Elvis Presley                      | Ben E. King Elvis Presley                      | Ben E. King Elvis Presley                      | Ben E. King Elvis Presley                      | Ben E. King Elvis Presley                      | Ben E. King Elvis Presley                      | Ben E. King Elvis Presley                      | Ben E. King Elvis Presley                      | Ben E. King Elvis Presley                      | Ben E. King Elvis Presley                      | Ben E. King Elvis Presley                      | Ben E. King Elvis Presley                      | Ben E. King Elvis Presley                      | Ben E. King Elvis Presley                      | Ben E. King Elvis Presley                      | Ben E. King Elvis Presley                      | Ben E. King Elvis Presley                      | Ben E. King Elvis Presley                      | Ben E. King Elvis Presley                      | Ben E. King Elvis Presley                      | Ben E. King Elvis Presley                      | Ben E. King Elvis Presley                      | Ben E. King Elvis Presley                      | Ben E. King Elvis Presley                      | Ben E. King Elvis Presley                      | Ben E. King Elvis Presley                      | Ben E. King Elvis Presley                      | Ben E. King Elvis Presley                      | Ben E. King Elvis Presley                      | Ben E. King Elvis Presley                      | Ben E. King Elvis Presley                      | Ben E. King Elvis Presley                      | Ben E. King Elvis Presley                      | Ben E. King Elvis Presley                      | Ben E. King Elvis Presley                      | Ben E. King Elvis Presley                      | Ben E. King Elvis Presley                      | Ben E. King Elvis Presley                      | Ben E. King Elvis Presley                      | Ben E. King Elvis Presley                      | Ben E. King Elvis Presley                      | Ben E. King Elvis Presley                      | Ben E. King Elvis Presley                      | Ben E. King Elvis Presley                      | Ben E. King Elvis Presley                      | Ben E. King Elvis Presley                      | Ben E. King Elvis Presley                      | Ben E. King Elvis Presley                      | Ben E. King Elvis Presley                      | Ben E. King Elvis Presley                      | Ben E. King Elvis Presley                      | Ben E. King Elvis Presley                      | Ben E. King Elvis Presley                      | Ben E. King Elvis Presley                      | Ben E. King Elvis Presley                      | Ben E. King Elvis Presley                      | Ben E. King Elvis Presley                      | Ben E. King Elvis Presley                      | Ben E. King Elvis Presley                      | Ben E. King Elvis Presley                      | Ben E. King Elvis Presley                      | Ben E. King Elvis Presley                      | Ben E. King Elvis Presley                      | Ben E. King Elvis Presley                      | Ben E. King Elvis Presley                      | Ben E. King Elvis Presley                      | Ben E. King Elvis Presley                      | Ben E. King Elvis Presley                      | Ben E. King Elvis Presley                      | Ben E. King Elvis Presley                      | Ben E. King Elvis Presley                      | Ben E. King Elvis Presley                      | Ben E. King Elvis Presley                      | Ben E. King Elvis Presley                      | Ben E. King Elvis Presley                      | Ben E. King Elvis Presley                      | Salvo                | Salvo                | Salvo                | Salvo                | Salvo                | Salvo                | Salvo                | Salvo                | Salvo                | Salvo                | Salvo                | Salvo                | Salvo                | Salvo                | Salvo                | Salvo                | Salvo                | Salvo                | Salvo                | Salvo                | Salvo                | Salvo                | Salvo                | Salvo                | Salvo                | Salvo                | Salvo                | Salvo                | Salvo                | Salvo                | Salvo                | Salvo                | Salvo                | Salvo                | Salvo                | Salvo                | Salvo                | Salvo                | Salvo                | Salvo                | Salvo                | Salvo                | Salvo                | Salvo                | Salvo                | Salvo                | Salvo                | Salvo                | Salvo                | Salvo                | Salvo                | Salvo                | Salvo                | Salvo                | Salvo                | Salvo                | Salvo                | Salvo                | Salvo                | Salvo                | Salvo                | Salvo                | Salvo                | Salvo                | Salvo                | Salvo                | Salvo                | Salvo                | Salvo                | Salvo                | Salvo                | Salvo                | Salvo                | Salvo                | Salvo                | Salvo                | Salvo                | Salvo                | Salvo                | Salvo                | Salvo                | Salvo                | Salvo                | Salvo                | Salvo                | Salvo                | Salvo                | Salvo                | Salvo                | Salvo                | Salvo                | Salvo                | Salvo                | Salvo                | Salvo                | Salvo                | Salvo                | Salvo                | Salvo                | Salvo                |
| Top 3     | Top 3     | Top 3     | Top 3     | Top 3     | Top 3     | Top 3     | Top 3     | Top 3     | Top 3     | Top 3     | Top 3     | Top 3     | Top 3     | Top 3     | Top 3     | Top 3     | Top 3     | Top 3     | Top 3     | Top 3     | Top 3     | Top 3     | Top 3     | Top 3     | Top 3     | Top 3     | Top 3     | Top 3     | Top 3     | Top 3     | Top 3     | Top 3     | Top 3     | Top 3     | Top 3     | Top 3     | Top 3     | Top 3     | Top 3     | Top 3     | Top 3     | Top 3     | Top 3     | Top 3     | Top 3     | Top 3     | Top 3     | Top 3     | Top 3     | Top 3     | Top 3     | Top 3     | Top 3     | Top 3     | Top 3     | Top 3     | Top 3     | Top 3     | Top 3     | Top 3     | Top 3     | Top 3     | Top 3     | Top 3     | Top 3     | Top 3     | Top 3     | Top 3     | Top 3     | Top 3     | Top 3     | Top 3     | Top 3     | Top 3     | Top 3     | Top 3     | Top 3     | Top 3     | Top 3     | Top 3     | Top 3     | Top 3     | Top 3     | Top 3     | Top 3     | Top 3     | Top 3     | Top 3     | Top 3     | Top 3     | Top 3     | Top 3     | Top 3     | Top 3     | Top 3     | Top 3     | Top 3     | Top 3     | Top 3     | Scelta del Giudice (Paula Abdul) Scelta del Concorrente Scelta dei Produttori | Scelta del Giudice (Paula Abdul) Scelta del Concorrente Scelta dei Produttori | Scelta del Giudice (Paula Abdul) Scelta del Concorrente Scelta dei Produttori | Scelta del Giudice (Paula Abdul) Scelta del Concorrente Scelta dei Produttori | Scelta del Giudice (Paula Abdul) Scelta del Concorrente Scelta dei Produttori | Scelta del Giudice (Paula Abdul) Scelta del Concorrente Scelta dei Produttori | Scelta del Giudice (Paula Abdul) Scelta del Concorrente Scelta dei Produttori | Scelta del Giudice (Paula Abdul) Scelta del Concorrente Scelta dei Produttori | Scelta del Giudice (Paula Abdul) Scelta del Concorrente Scelta dei Produttori | Scelta del Giudice (Paula Abdul) Scelta del Concorrente Scelta dei Produttori | Scelta del Giudice (Paula Abdul) Scelta del Concorrente Scelta dei Produttori | Scelta del Giudice (Paula Abdul) Scelta del Concorrente Scelta dei Produttori | Scelta del Giudice (Paula Abdul) Scelta del Concorrente Scelta dei Produttori | Scelta del Giudice (Paula Abdul) Scelta del Concorrente Scelta dei Produttori | Scelta del Giudice (Paula Abdul) Scelta del Concorrente Scelta dei Produttori | Scelta del Giudice (Paula Abdul) Scelta del Concorrente Scelta dei Produttori | Scelta del Giudice (Paula Abdul) Scelta del Concorrente Scelta dei Produttori | Scelta del Giudice (Paula Abdul) Scelta del Concorrente Scelta dei Produttori | Scelta del Giudice (Paula Abdul) Scelta del Concorrente Scelta dei Produttori | Scelta del Giudice (Paula Abdul) Scelta del Concorrente Scelta dei Produttori | Scelta del Giudice (Paula Abdul) Scelta del Concorrente Scelta dei Produttori | Scelta del Giudice (Paula Abdul) Scelta del Concorrente Scelta dei Produttori | Scelta del Giudice (Paula Abdul) Scelta del Concorrente Scelta dei Produttori | Scelta del Giudice (Paula Abdul) Scelta del Concorrente Scelta dei Produttori | Scelta del Giudice (Paula Abdul) Scelta del Concorrente Scelta dei Produttori | Scelta del Giudice (Paula Abdul) Scelta del Concorrente Scelta dei Produttori | Scelta del Giudice (Paula Abdul) Scelta del Concorrente Scelta dei Produttori | Scelta del Giudice (Paula Abdul) Scelta del Concorrente Scelta dei Produttori | Scelta del Giudice (Paula Abdul) Scelta del Concorrente Scelta dei Produttori | Scelta del Giudice (Paula Abdul) Scelta del Concorrente Scelta dei Produttori | Scelta del Giudice (Paula Abdul) Scelta del Concorrente Scelta dei Produttori | Scelta del Giudice (Paula Abdul) Scelta del Concorrente Scelta dei Produttori | Scelta del Giudice (Paula Abdul) Scelta del Concorrente Scelta dei Produttori | Scelta del Giudice (Paula Abdul) Scelta del Concorrente Scelta dei Produttori | Scelta del Giudice (Paula Abdul) Scelta del Concorrente Scelta dei Produttori | Scelta del Giudice (Paula Abdul) Scelta del Concorrente Scelta dei Produttori | Scelta del Giudice (Paula Abdul) Scelta del Concorrente Scelta dei Produttori | Scelta del Giudice (Paula Abdul) Scelta del Concorrente Scelta dei Produttori | Scelta del Giudice (Paula Abdul) Scelta del Concorrente Scelta dei Produttori | Scelta del Giudice (Paula Abdul) Scelta del Concorrente Scelta dei Produttori | Scelta del Giudice (Paula Abdul) Scelta del Concorrente Scelta dei Produttori | Scelta del Giudice (Paula Abdul) Scelta del Concorrente Scelta dei Produttori | Scelta del Giudice (Paula Abdul) Scelta del Concorrente Scelta dei Produttori | Scelta del Giudice (Paula Abdul) Scelta del Concorrente Scelta dei Produttori | Scelta del Giudice (Paula Abdul) Scelta del Concorrente Scelta dei Produttori | Scelta del Giudice (Paula Abdul) Scelta del Concorrente Scelta dei Produttori | Scelta del Giudice (Paula Abdul) Scelta del Concorrente Scelta dei Produttori | Scelta del Giudice (Paula Abdul) Scelta del Concorrente Scelta dei Produttori | Scelta del Giudice (Paula Abdul) Scelta del Concorrente Scelta dei Produttori | Scelta del Giudice (Paula Abdul) Scelta del Concorrente Scelta dei Produttori | Scelta del Giudice (Paula Abdul) Scelta del Concorrente Scelta dei Produttori | Scelta del Giudice (Paula Abdul) Scelta del Concorrente Scelta dei Produttori | Scelta del Giudice (Paula Abdul) Scelta del Concorrente Scelta dei Produttori | Scelta del Giudice (Paula Abdul) Scelta del Concorrente Scelta dei Produttori | Scelta del Giudice (Paula Abdul) Scelta del Concorrente Scelta dei Produttori | Scelta del Giudice (Paula Abdul) Scelta del Concorrente Scelta dei Produttori | Scelta del Giudice (Paula Abdul) Scelta del Concorrente Scelta dei Produttori | Scelta del Giudice (Paula Abdul) Scelta del Concorrente Scelta dei Produttori | Scelta del Giudice (Paula Abdul) Scelta del Concorrente Scelta dei Produttori | Scelta del Giudice (Paula Abdul) Scelta del Concorrente Scelta dei Produttori | Scelta del Giudice (Paula Abdul) Scelta del Concorrente Scelta dei Produttori | Scelta del Giudice (Paula Abdul) Scelta del Concorrente Scelta dei Produttori | Scelta del Giudice (Paula Abdul) Scelta del Concorrente Scelta dei Produttori | Scelta del Giudice (Paula Abdul) Scelta del Concorrente Scelta dei Produttori | Scelta del Giudice (Paula Abdul) Scelta del Concorrente Scelta dei Produttori | Scelta del Giudice (Paula Abdul) Scelta del Concorrente Scelta dei Produttori | Scelta del Giudice (Paula Abdul) Scelta del Concorrente Scelta dei Produttori | Scelta del Giudice (Paula Abdul) Scelta del Concorrente Scelta dei Produttori | Scelta del Giudice (Paula Abdul) Scelta del Concorrente Scelta dei Produttori | Scelta del Giudice (Paula Abdul) Scelta del Concorrente Scelta dei Produttori | Scelta del Giudice (Paula Abdul) Scelta del Concorrente Scelta dei Produttori | Scelta del Giudice (Paula Abdul) Scelta del Concorrente Scelta dei Produttori | Scelta del Giudice (Paula Abdul) Scelta del Concorrente Scelta dei Produttori | Scelta del Giudice (Paula Abdul) Scelta del Concorrente Scelta dei Produttori | Scelta del Giudice (Paula Abdul) Scelta del Concorrente Scelta dei Produttori | Scelta del Giudice (Paula Abdul) Scelta del Concorrente Scelta dei Produttori | Scelta del Giudice (Paula Abdul) Scelta del Concorrente Scelta dei Produttori | Scelta del Giudice (Paula Abdul) Scelta del Concorrente Scelta dei Produttori | Scelta del Giudice (Paula Abdul) Scelta del Concorrente Scelta dei Produttori | Scelta del Giudice (Paula Abdul) Scelta del Concorrente Scelta dei Produttori | Scelta del Giudice (Paula Abdul) Scelta del Concorrente Scelta dei Produttori | Scelta del Giudice (Paula Abdul) Scelta del Concorrente Scelta dei Produttori | Scelta del Giudice (Paula Abdul) Scelta del Concorrente Scelta dei Produttori | Scelta del Giudice (Paula Abdul) Scelta del Concorrente Scelta dei Produttori | Scelta del Giudice (Paula Abdul) Scelta del Concorrente Scelta dei Produttori | Scelta del Giudice (Paula Abdul) Scelta del Concorrente Scelta dei Produttori | Scelta del Giudice (Paula Abdul) Scelta del Concorrente Scelta dei Produttori | Scelta del Giudice (Paula Abdul) Scelta del Concorrente Scelta dei Produttori | Scelta del Giudice (Paula Abdul) Scelta del Concorrente Scelta dei Produttori | Scelta del Giudice (Paula Abdul) Scelta del Concorrente Scelta dei Produttori | Scelta del Giudice (Paula Abdul) Scelta del Concorrente Scelta dei Produttori | Scelta del Giudice (Paula Abdul) Scelta del Concorrente Scelta dei Produttori | Scelta del Giudice (Paula Abdul) Scelta del Concorrente Scelta dei Produttori | Scelta del Giudice (Paula Abdul) Scelta del Concorrente Scelta dei Produttori | Scelta del Giudice (Paula Abdul) Scelta del Concorrente Scelta dei Produttori | Scelta del Giudice (Paula Abdul) Scelta del Concorrente Scelta dei Produttori | Scelta del Giudice (Paula Abdul) Scelta del Concorrente Scelta dei Produttori | Scelta del Giudice (Paula Abdul) Scelta del Concorrente Scelta dei Produttori | Scelta del Giudice (Paula Abdul) Scelta del Concorrente Scelta dei Produttori | Scelta del Giudice (Paula Abdul) Scelta del Concorrente Scelta dei Produttori | "And So It Goes" "With You" Chris Brown Dan Fogelberg       | "And So It Goes" "With You" Chris Brown Dan Fogelberg       | "And So It Goes" "With You" Chris Brown Dan Fogelberg       | "And So It Goes" "With You" Chris Brown Dan Fogelberg       | "And So It Goes" "With You" Chris Brown Dan Fogelberg       | "And So It Goes" "With You" Chris Brown Dan Fogelberg       | "And So It Goes" "With You" Chris Brown Dan Fogelberg       | "And So It Goes" "With You" Chris Brown Dan Fogelberg       | "And So It Goes" "With You" Chris Brown Dan Fogelberg       | "And So It Goes" "With You" Chris Brown Dan Fogelberg       | "And So It Goes" "With You" Chris Brown Dan Fogelberg       | "And So It Goes" "With You" Chris Brown Dan Fogelberg       | "And So It Goes" "With You" Chris Brown Dan Fogelberg       | "And So It Goes" "With You" Chris Brown Dan Fogelberg       | "And So It Goes" "With You" Chris Brown Dan Fogelberg       | "And So It Goes" "With You" Chris Brown Dan Fogelberg       | "And So It Goes" "With You" Chris Brown Dan Fogelberg       | "And So It Goes" "With You" Chris Brown Dan Fogelberg       | "And So It Goes" "With You" Chris Brown Dan Fogelberg       | "And So It Goes" "With You" Chris Brown Dan Fogelberg       | "And So It Goes" "With You" Chris Brown Dan Fogelberg       | "And So It Goes" "With You" Chris Brown Dan Fogelberg       | "And So It Goes" "With You" Chris Brown Dan Fogelberg       | "And So It Goes" "With You" Chris Brown Dan Fogelberg       | "And So It Goes" "With You" Chris Brown Dan Fogelberg       | "And So It Goes" "With You" Chris Brown Dan Fogelberg       | "And So It Goes" "With You" Chris Brown Dan Fogelberg       | "And So It Goes" "With You" Chris Brown Dan Fogelberg       | "And So It Goes" "With You" Chris Brown Dan Fogelberg       | "And So It Goes" "With You" Chris Brown Dan Fogelberg       | "And So It Goes" "With You" Chris Brown Dan Fogelberg       | "And So It Goes" "With You" Chris Brown Dan Fogelberg       | "And So It Goes" "With You" Chris Brown Dan Fogelberg       | "And So It Goes" "With You" Chris Brown Dan Fogelberg       | "And So It Goes" "With You" Chris Brown Dan Fogelberg       | "And So It Goes" "With You" Chris Brown Dan Fogelberg       | "And So It Goes" "With You" Chris Brown Dan Fogelberg       | "And So It Goes" "With You" Chris Brown Dan Fogelberg       | "And So It Goes" "With You" Chris Brown Dan Fogelberg       | "And So It Goes" "With You" Chris Brown Dan Fogelberg       | "And So It Goes" "With You" Chris Brown Dan Fogelberg       | "And So It Goes" "With You" Chris Brown Dan Fogelberg       | "And So It Goes" "With You" Chris Brown Dan Fogelberg       | "And So It Goes" "With You" Chris Brown Dan Fogelberg       | "And So It Goes" "With You" Chris Brown Dan Fogelberg       | "And So It Goes" "With You" Chris Brown Dan Fogelberg       | "And So It Goes" "With You" Chris Brown Dan Fogelberg       | "And So It Goes" "With You" Chris Brown Dan Fogelberg       | "And So It Goes" "With You" Chris Brown Dan Fogelberg       | "And So It Goes" "With You" Chris Brown Dan Fogelberg       | "And So It Goes" "With You" Chris Brown Dan Fogelberg       | "And So It Goes" "With You" Chris Brown Dan Fogelberg       | "And So It Goes" "With You" Chris Brown Dan Fogelberg       | "And So It Goes" "With You" Chris Brown Dan Fogelberg       | "And So It Goes" "With You" Chris Brown Dan Fogelberg       | "And So It Goes" "With You" Chris Brown Dan Fogelberg       | "And So It Goes" "With You" Chris Brown Dan Fogelberg       | "And So It Goes" "With You" Chris Brown Dan Fogelberg       | "And So It Goes" "With You" Chris Brown Dan Fogelberg       | "And So It Goes" "With You" Chris Brown Dan Fogelberg       | "And So It Goes" "With You" Chris Brown Dan Fogelberg       | "And So It Goes" "With You" Chris Brown Dan Fogelberg       | "And So It Goes" "With You" Chris Brown Dan Fogelberg       | "And So It Goes" "With You" Chris Brown Dan Fogelberg       | "And So It Goes" "With You" Chris Brown Dan Fogelberg       | "And So It Goes" "With You" Chris Brown Dan Fogelberg       | "And So It Goes" "With You" Chris Brown Dan Fogelberg       | "And So It Goes" "With You" Chris Brown Dan Fogelberg       | "And So It Goes" "With You" Chris Brown Dan Fogelberg       | "And So It Goes" "With You" Chris Brown Dan Fogelberg       | "And So It Goes" "With You" Chris Brown Dan Fogelberg       | "And So It Goes" "With You" Chris Brown Dan Fogelberg       | "And So It Goes" "With You" Chris Brown Dan Fogelberg       | "And So It Goes" "With You" Chris Brown Dan Fogelberg       | "And So It Goes" "With You" Chris Brown Dan Fogelberg       | "And So It Goes" "With You" Chris Brown Dan Fogelberg       | "And So It Goes" "With You" Chris Brown Dan Fogelberg       | "And So It Goes" "With You" Chris Brown Dan Fogelberg       | "And So It Goes" "With You" Chris Brown Dan Fogelberg       | "And So It Goes" "With You" Chris Brown Dan Fogelberg       | "And So It Goes" "With You" Chris Brown Dan Fogelberg       | "And So It Goes" "With You" Chris Brown Dan Fogelberg       | "And So It Goes" "With You" Chris Brown Dan Fogelberg       | "And So It Goes" "With You" Chris Brown Dan Fogelberg       | "And So It Goes" "With You" Chris Brown Dan Fogelberg       | "And So It Goes" "With You" Chris Brown Dan Fogelberg       | "And So It Goes" "With You" Chris Brown Dan Fogelberg       | "And So It Goes" "With You" Chris Brown Dan Fogelberg       | "And So It Goes" "With You" Chris Brown Dan Fogelberg       | "And So It Goes" "With You" Chris Brown Dan Fogelberg       | "And So It Goes" "With You" Chris Brown Dan Fogelberg       | "And So It Goes" "With You" Chris Brown Dan Fogelberg       | "And So It Goes" "With You" Chris Brown Dan Fogelberg       | "And So It Goes" "With You" Chris Brown Dan Fogelberg       | "And So It Goes" "With You" Chris Brown Dan Fogelberg       | "And So It Goes" "With You" Chris Brown Dan Fogelberg       | "And So It Goes" "With You" Chris Brown Dan Fogelberg       | "And So It Goes" "With You" Chris Brown Dan Fogelberg       | "And So It Goes" "With You" Chris Brown Dan Fogelberg       | "And So It Goes" "With You" Chris Brown Dan Fogelberg       | Salvo                                          | Salvo                                          | Salvo                                          | Salvo                                          | Salvo                                          | Salvo                                          | Salvo                                          | Salvo                                          | Salvo                                          | Salvo                                          | Salvo                                          | Salvo                                          | Salvo                                          | Salvo                                          | Salvo                                          | Salvo                                          | Salvo                                          | Salvo                                          | Salvo                                          | Salvo                                          | Salvo                                          | Salvo                                          | Salvo                                          | Salvo                                          | Salvo                                          | Salvo                                          | Salvo                                          | Salvo                                          | Salvo                                          | Salvo                                          | Salvo                                          | Salvo                                          | Salvo                                          | Salvo                                          | Salvo                                          | Salvo                                          | Salvo                                          | Salvo                                          | Salvo                                          | Salvo                                          | Salvo                                          | Salvo                                          | Salvo                                          | Salvo                                          | Salvo                                          | Salvo                                          | Salvo                                          | Salvo                                          | Salvo                                          | Salvo                                          | Salvo                                          | Salvo                                          | Salvo                                          | Salvo                                          | Salvo                                          | Salvo                                          | Salvo                                          | Salvo                                          | Salvo                                          | Salvo                                          | Salvo                                          | Salvo                                          | Salvo                                          | Salvo                                          | Salvo                                          | Salvo                                          | Salvo                                          | Salvo                                          | Salvo                                          | Salvo                                          | Salvo                                          | Salvo                                          | Salvo                                          | Salvo                                          | Salvo                                          | Salvo                                          | Salvo                                          | Salvo                                          | Salvo                                          | Salvo                                          | Salvo                                          | Salvo                                          | Salvo                                          | Salvo                                          | Salvo                                          | Salvo                                          | Salvo                                          | Salvo                                          | Salvo                                          | Salvo                                          | Salvo                                          | Salvo                                          | Salvo                                          | Salvo                                          | Salvo                                          | Salvo                                          | Salvo                                          | Salvo                                          | Salvo                                          | Salvo                                          |                      |                      |                      |                      |                      |                      |                      |                      |                      |                      |                      |                      |                      |                      |                      |                      |                      |                      |                      |                      |                      |                      |                      |                      |                      |                      |                      |                      |                      |                      |                      |                      |                      |                      |                      |                      |                      |                      |                      |                      |                      |                      |                      |                      |                      |                      |                      |                      |                      |                      |                      |                      |                      |                      |                      |                      |                      |                      |                      |                      |                      |                      |                      |                      |                      |                      |                      |                      |                      |                      |                      |                      |                      |                      |                      |                      |                      |                      |                      |                      |                      |                      |                      |                      |                      |                      |                      |                      |                      |                      |                      |                      |                      |                      |                      |                      |                      |                      |                      |                      |
| FINALE    | FINALE    | FINALE    | FINALE    | FINALE    | FINALE    | FINALE    | FINALE    | FINALE    | FINALE    | FINALE    | FINALE    | FINALE    | FINALE    | FINALE    | FINALE    | FINALE    | FINALE    | FINALE    | FINALE    | FINALE    | FINALE    | FINALE    | FINALE    | FINALE    | FINALE    | FINALE    | FINALE    | FINALE    | FINALE    | FINALE    | FINALE    | FINALE    | FINALE    | FINALE    | FINALE    | FINALE    | FINALE    | FINALE    | FINALE    | FINALE    | FINALE    | FINALE    | FINALE    | FINALE    | FINALE    | FINALE    | FINALE    | FINALE    | FINALE    | FINALE    | FINALE    | FINALE    | FINALE    | FINALE    | FINALE    | FINALE    | FINALE    | FINALE    | FINALE    | FINALE    | FINALE    | FINALE    | FINALE    | FINALE    | FINALE    | FINALE    | FINALE    | FINALE    | FINALE    | FINALE    | FINALE    | FINALE    | FINALE    | FINALE    | FINALE    | FINALE    | FINALE    | FINALE    | FINALE    | FINALE    | FINALE    | FINALE    | FINALE    | FINALE    | FINALE    | FINALE    | FINALE    | FINALE    | FINALE    | FINALE    | FINALE    | FINALE    | FINALE    | FINALE    | FINALE    | FINALE    | FINALE    | FINALE    | FINALE    | Scelta di Clive Davis Inedito Scelta del concorrente                          | Scelta di Clive Davis Inedito Scelta del concorrente                          | Scelta di Clive Davis Inedito Scelta del concorrente                          | Scelta di Clive Davis Inedito Scelta del concorrente                          | Scelta di Clive Davis Inedito Scelta del concorrente                          | Scelta di Clive Davis Inedito Scelta del concorrente                          | Scelta di Clive Davis Inedito Scelta del concorrente                          | Scelta di Clive Davis Inedito Scelta del concorrente                          | Scelta di Clive Davis Inedito Scelta del concorrente                          | Scelta di Clive Davis Inedito Scelta del concorrente                          | Scelta di Clive Davis Inedito Scelta del concorrente                          | Scelta di Clive Davis Inedito Scelta del concorrente                          | Scelta di Clive Davis Inedito Scelta del concorrente                          | Scelta di Clive Davis Inedito Scelta del concorrente                          | Scelta di Clive Davis Inedito Scelta del concorrente                          | Scelta di Clive Davis Inedito Scelta del concorrente                          | Scelta di Clive Davis Inedito Scelta del concorrente                          | Scelta di Clive Davis Inedito Scelta del concorrente                          | Scelta di Clive Davis Inedito Scelta del concorrente                          | Scelta di Clive Davis Inedito Scelta del concorrente                          | Scelta di Clive Davis Inedito Scelta del concorrente                          | Scelta di Clive Davis Inedito Scelta del concorrente                          | Scelta di Clive Davis Inedito Scelta del concorrente                          | Scelta di Clive Davis Inedito Scelta del concorrente                          | Scelta di Clive Davis Inedito Scelta del concorrente                          | Scelta di Clive Davis Inedito Scelta del concorrente                          | Scelta di Clive Davis Inedito Scelta del concorrente                          | Scelta di Clive Davis Inedito Scelta del concorrente                          | Scelta di Clive Davis Inedito Scelta del concorrente                          | Scelta di Clive Davis Inedito Scelta del concorrente                          | Scelta di Clive Davis Inedito Scelta del concorrente                          | Scelta di Clive Davis Inedito Scelta del concorrente                          | Scelta di Clive Davis Inedito Scelta del concorrente                          | Scelta di Clive Davis Inedito Scelta del concorrente                          | Scelta di Clive Davis Inedito Scelta del concorrente                          | Scelta di Clive Davis Inedito Scelta del concorrente                          | Scelta di Clive Davis Inedito Scelta del concorrente                          | Scelta di Clive Davis Inedito Scelta del concorrente                          | Scelta di Clive Davis Inedito Scelta del concorrente                          | Scelta di Clive Davis Inedito Scelta del concorrente                          | Scelta di Clive Davis Inedito Scelta del concorrente                          | Scelta di Clive Davis Inedito Scelta del concorrente                          | Scelta di Clive Davis Inedito Scelta del concorrente                          | Scelta di Clive Davis Inedito Scelta del concorrente                          | Scelta di Clive Davis Inedito Scelta del concorrente                          | Scelta di Clive Davis Inedito Scelta del concorrente                          | Scelta di Clive Davis Inedito Scelta del concorrente                          | Scelta di Clive Davis Inedito Scelta del concorrente                          | Scelta di Clive Davis Inedito Scelta del concorrente                          | Scelta di Clive Davis Inedito Scelta del concorrente                          | Scelta di Clive Davis Inedito Scelta del concorrente                          | Scelta di Clive Davis Inedito Scelta del concorrente                          | Scelta di Clive Davis Inedito Scelta del concorrente                          | Scelta di Clive Davis Inedito Scelta del concorrente                          | Scelta di Clive Davis Inedito Scelta del concorrente                          | Scelta di Clive Davis Inedito Scelta del concorrente                          | Scelta di Clive Davis Inedito Scelta del concorrente                          | Scelta di Clive Davis Inedito Scelta del concorrente                          | Scelta di Clive Davis Inedito Scelta del concorrente                          | Scelta di Clive Davis Inedito Scelta del concorrente                          | Scelta di Clive Davis Inedito Scelta del concorrente                          | Scelta di Clive Davis Inedito Scelta del concorrente                          | Scelta di Clive Davis Inedito Scelta del concorrente                          | Scelta di Clive Davis Inedito Scelta del concorrente                          | Scelta di Clive Davis Inedito Scelta del concorrente                          | Scelta di Clive Davis Inedito Scelta del concorrente                          | Scelta di Clive Davis Inedito Scelta del concorrente                          | Scelta di Clive Davis Inedito Scelta del concorrente                          | Scelta di Clive Davis Inedito Scelta del concorrente                          | Scelta di Clive Davis Inedito Scelta del concorrente                          | Scelta di Clive Davis Inedito Scelta del concorrente                          | Scelta di Clive Davis Inedito Scelta del concorrente                          | Scelta di Clive Davis Inedito Scelta del concorrente                          | Scelta di Clive Davis Inedito Scelta del concorrente                          | Scelta di Clive Davis Inedito Scelta del concorrente                          | Scelta di Clive Davis Inedito Scelta del concorrente                          | Scelta di Clive Davis Inedito Scelta del concorrente                          | Scelta di Clive Davis Inedito Scelta del concorrente                          | Scelta di Clive Davis Inedito Scelta del concorrente                          | Scelta di Clive Davis Inedito Scelta del concorrente                          | Scelta di Clive Davis Inedito Scelta del concorrente                          | Scelta di Clive Davis Inedito Scelta del concorrente                          | Scelta di Clive Davis Inedito Scelta del concorrente                          | Scelta di Clive Davis Inedito Scelta del concorrente                          | Scelta di Clive Davis Inedito Scelta del concorrente                          | Scelta di Clive Davis Inedito Scelta del concorrente                          | Scelta di Clive Davis Inedito Scelta del concorrente                          | Scelta di Clive Davis Inedito Scelta del concorrente                          | Scelta di Clive Davis Inedito Scelta del concorrente                          | Scelta di Clive Davis Inedito Scelta del concorrente                          | Scelta di Clive Davis Inedito Scelta del concorrente                          | Scelta di Clive Davis Inedito Scelta del concorrente                          | Scelta di Clive Davis Inedito Scelta del concorrente                          | Scelta di Clive Davis Inedito Scelta del concorrente                          | Scelta di Clive Davis Inedito Scelta del concorrente                          | Scelta di Clive Davis Inedito Scelta del concorrente                          | Scelta di Clive Davis Inedito Scelta del concorrente                          | Scelta di Clive Davis Inedito Scelta del concorrente                          | Scelta di Clive Davis Inedito Scelta del concorrente                          | Scelta di Clive Davis Inedito Scelta del concorrente                          | "Don't Let the Sun Go Down on Me" "In This Moment" Imagine" | "Don't Let the Sun Go Down on Me" "In This Moment" Imagine" | "Don't Let the Sun Go Down on Me" "In This Moment" Imagine" | "Don't Let the Sun Go Down on Me" "In This Moment" Imagine" | "Don't Let the Sun Go Down on Me" "In This Moment" Imagine" | "Don't Let the Sun Go Down on Me" "In This Moment" Imagine" | "Don't Let the Sun Go Down on Me" "In This Moment" Imagine" | "Don't Let the Sun Go Down on Me" "In This Moment" Imagine" | "Don't Let the Sun Go Down on Me" "In This Moment" Imagine" | "Don't Let the Sun Go Down on Me" "In This Moment" Imagine" | "Don't Let the Sun Go Down on Me" "In This Moment" Imagine" | "Don't Let the Sun Go Down on Me" "In This Moment" Imagine" | "Don't Let the Sun Go Down on Me" "In This Moment" Imagine" | "Don't Let the Sun Go Down on Me" "In This Moment" Imagine" | "Don't Let the Sun Go Down on Me" "In This Moment" Imagine" | "Don't Let the Sun Go Down on Me" "In This Moment" Imagine" | "Don't Let the Sun Go Down on Me" "In This Moment" Imagine" | "Don't Let the Sun Go Down on Me" "In This Moment" Imagine" | "Don't Let the Sun Go Down on Me" "In This Moment" Imagine" | "Don't Let the Sun Go Down on Me" "In This Moment" Imagine" | "Don't Let the Sun Go Down on Me" "In This Moment" Imagine" | "Don't Let the Sun Go Down on Me" "In This Moment" Imagine" | "Don't Let the Sun Go Down on Me" "In This Moment" Imagine" | "Don't Let the Sun Go Down on Me" "In This Moment" Imagine" | "Don't Let the Sun Go Down on Me" "In This Moment" Imagine" | "Don't Let the Sun Go Down on Me" "In This Moment" Imagine" | "Don't Let the Sun Go Down on Me" "In This Moment" Imagine" | "Don't Let the Sun Go Down on Me" "In This Moment" Imagine" | "Don't Let the Sun Go Down on Me" "In This Moment" Imagine" | "Don't Let the Sun Go Down on Me" "In This Moment" Imagine" | "Don't Let the Sun Go Down on Me" "In This Moment" Imagine" | "Don't Let the Sun Go Down on Me" "In This Moment" Imagine" | "Don't Let the Sun Go Down on Me" "In This Moment" Imagine" | "Don't Let the Sun Go Down on Me" "In This Moment" Imagine" | "Don't Let the Sun Go Down on Me" "In This Moment" Imagine" | "Don't Let the Sun Go Down on Me" "In This Moment" Imagine" | "Don't Let the Sun Go Down on Me" "In This Moment" Imagine" | "Don't Let the Sun Go Down on Me" "In This Moment" Imagine" | "Don't Let the Sun Go Down on Me" "In This Moment" Imagine" | "Don't Let the Sun Go Down on Me" "In This Moment" Imagine" | "Don't Let the Sun Go Down on Me" "In This Moment" Imagine" | "Don't Let the Sun Go Down on Me" "In This Moment" Imagine" | "Don't Let the Sun Go Down on Me" "In This Moment" Imagine" | "Don't Let the Sun Go Down on Me" "In This Moment" Imagine" | "Don't Let the Sun Go Down on Me" "In This Moment" Imagine" | "Don't Let the Sun Go Down on Me" "In This Moment" Imagine" | "Don't Let the Sun Go Down on Me" "In This Moment" Imagine" | "Don't Let the Sun Go Down on Me" "In This Moment" Imagine" | "Don't Let the Sun Go Down on Me" "In This Moment" Imagine" | "Don't Let the Sun Go Down on Me" "In This Moment" Imagine" | "Don't Let the Sun Go Down on Me" "In This Moment" Imagine" | "Don't Let the Sun Go Down on Me" "In This Moment" Imagine" | "Don't Let the Sun Go Down on Me" "In This Moment" Imagine" | "Don't Let the Sun Go Down on Me" "In This Moment" Imagine" | "Don't Let the Sun Go Down on Me" "In This Moment" Imagine" | "Don't Let the Sun Go Down on Me" "In This Moment" Imagine" | "Don't Let the Sun Go Down on Me" "In This Moment" Imagine" | "Don't Let the Sun Go Down on Me" "In This Moment" Imagine" | "Don't Let the Sun Go Down on Me" "In This Moment" Imagine" | "Don't Let the Sun Go Down on Me" "In This Moment" Imagine" | "Don't Let the Sun Go Down on Me" "In This Moment" Imagine" | "Don't Let the Sun Go Down on Me" "In This Moment" Imagine" | "Don't Let the Sun Go Down on Me" "In This Moment" Imagine" | "Don't Let the Sun Go Down on Me" "In This Moment" Imagine" | "Don't Let the Sun Go Down on Me" "In This Moment" Imagine" | "Don't Let the Sun Go Down on Me" "In This Moment" Imagine" | "Don't Let the Sun Go Down on Me" "In This Moment" Imagine" | "Don't Let the Sun Go Down on Me" "In This Moment" Imagine" | "Don't Let the Sun Go Down on Me" "In This Moment" Imagine" | "Don't Let the Sun Go Down on Me" "In This Moment" Imagine" | "Don't Let the Sun Go Down on Me" "In This Moment" Imagine" | "Don't Let the Sun Go Down on Me" "In This Moment" Imagine" | "Don't Let the Sun Go Down on Me" "In This Moment" Imagine" | "Don't Let the Sun Go Down on Me" "In This Moment" Imagine" | "Don't Let the Sun Go Down on Me" "In This Moment" Imagine" | "Don't Let the Sun Go Down on Me" "In This Moment" Imagine" | "Don't Let the Sun Go Down on Me" "In This Moment" Imagine" | "Don't Let the Sun Go Down on Me" "In This Moment" Imagine" | "Don't Let the Sun Go Down on Me" "In This Moment" Imagine" | "Don't Let the Sun Go Down on Me" "In This Moment" Imagine" | "Don't Let the Sun Go Down on Me" "In This Moment" Imagine" | "Don't Let the Sun Go Down on Me" "In This Moment" Imagine" | "Don't Let the Sun Go Down on Me" "In This Moment" Imagine" | "Don't Let the Sun Go Down on Me" "In This Moment" Imagine" | "Don't Let the Sun Go Down on Me" "In This Moment" Imagine" | "Don't Let the Sun Go Down on Me" "In This Moment" Imagine" | "Don't Let the Sun Go Down on Me" "In This Moment" Imagine" | "Don't Let the Sun Go Down on Me" "In This Moment" Imagine" | "Don't Let the Sun Go Down on Me" "In This Moment" Imagine" | "Don't Let the Sun Go Down on Me" "In This Moment" Imagine" | "Don't Let the Sun Go Down on Me" "In This Moment" Imagine" | "Don't Let the Sun Go Down on Me" "In This Moment" Imagine" | "Don't Let the Sun Go Down on Me" "In This Moment" Imagine" | "Don't Let the Sun Go Down on Me" "In This Moment" Imagine" | "Don't Let the Sun Go Down on Me" "In This Moment" Imagine" | "Don't Let the Sun Go Down on Me" "In This Moment" Imagine" | "Don't Let the Sun Go Down on Me" "In This Moment" Imagine" | "Don't Let the Sun Go Down on Me" "In This Moment" Imagine" | "Don't Let the Sun Go Down on Me" "In This Moment" Imagine" | "Don't Let the Sun Go Down on Me" "In This Moment" Imagine" | Elton John Scritta da Ryan Gillmor John Lennon | Elton John Scritta da Ryan Gillmor John Lennon | Elton John Scritta da Ryan Gillmor John Lennon | Elton John Scritta da Ryan Gillmor John Lennon | Elton John Scritta da Ryan Gillmor John Lennon | Elton John Scritta da Ryan Gillmor John Lennon | Elton John Scritta da Ryan Gillmor John Lennon | Elton John Scritta da Ryan Gillmor John Lennon | Elton John Scritta da Ryan Gillmor John Lennon | Elton John Scritta da Ryan Gillmor John Lennon | Elton John Scritta da Ryan Gillmor John Lennon | Elton John Scritta da Ryan Gillmor John Lennon | Elton John Scritta da Ryan Gillmor John Lennon | Elton John Scritta da Ryan Gillmor John Lennon | Elton John Scritta da Ryan Gillmor John Lennon | Elton John Scritta da Ryan Gillmor John Lennon | Elton John Scritta da Ryan Gillmor John Lennon | Elton John Scritta da Ryan Gillmor John Lennon | Elton John Scritta da Ryan Gillmor John Lennon | Elton John Scritta da Ryan Gillmor John Lennon | Elton John Scritta da Ryan Gillmor John Lennon | Elton John Scritta da Ryan Gillmor John Lennon | Elton John Scritta da Ryan Gillmor John Lennon | Elton John Scritta da Ryan Gillmor John Lennon | Elton John Scritta da Ryan Gillmor John Lennon | Elton John Scritta da Ryan Gillmor John Lennon | Elton John Scritta da Ryan Gillmor John Lennon | Elton John Scritta da Ryan Gillmor John Lennon | Elton John Scritta da Ryan Gillmor John Lennon | Elton John Scritta da Ryan Gillmor John Lennon | Elton John Scritta da Ryan Gillmor John Lennon | Elton John Scritta da Ryan Gillmor John Lennon | Elton John Scritta da Ryan Gillmor John Lennon | Elton John Scritta da Ryan Gillmor John Lennon | Elton John Scritta da Ryan Gillmor John Lennon | Elton John Scritta da Ryan Gillmor John Lennon | Elton John Scritta da Ryan Gillmor John Lennon | Elton John Scritta da Ryan Gillmor John Lennon | Elton John Scritta da Ryan Gillmor John Lennon | Elton John Scritta da Ryan Gillmor John Lennon | Elton John Scritta da Ryan Gillmor John Lennon | Elton John Scritta da Ryan Gillmor John Lennon | Elton John Scritta da Ryan Gillmor John Lennon | Elton John Scritta da Ryan Gillmor John Lennon | Elton John Scritta da Ryan Gillmor John Lennon | Elton John Scritta da Ryan Gillmor John Lennon | Elton John Scritta da Ryan Gillmor John Lennon | Elton John Scritta da Ryan Gillmor John Lennon | Elton John Scritta da Ryan Gillmor John Lennon | Elton John Scritta da Ryan Gillmor John Lennon | Elton John Scritta da Ryan Gillmor John Lennon | Elton John Scritta da Ryan Gillmor John Lennon | Elton John Scritta da Ryan Gillmor John Lennon | Elton John Scritta da Ryan Gillmor John Lennon | Elton John Scritta da Ryan Gillmor John Lennon | Elton John Scritta da Ryan Gillmor John Lennon | Elton John Scritta da Ryan Gillmor John Lennon | Elton John Scritta da Ryan Gillmor John Lennon | Elton John Scritta da Ryan Gillmor John Lennon | Elton John Scritta da Ryan Gillmor John Lennon | Elton John Scritta da Ryan Gillmor John Lennon | Elton John Scritta da Ryan Gillmor John Lennon | Elton John Scritta da Ryan Gillmor John Lennon | Elton John Scritta da Ryan Gillmor John Lennon | Elton John Scritta da Ryan Gillmor John Lennon | Elton John Scritta da Ryan Gillmor John Lennon | Elton John Scritta da Ryan Gillmor John Lennon | Elton John Scritta da Ryan Gillmor John Lennon | Elton John Scritta da Ryan Gillmor John Lennon | Elton John Scritta da Ryan Gillmor John Lennon | Elton John Scritta da Ryan Gillmor John Lennon | Elton John Scritta da Ryan Gillmor John Lennon | Elton John Scritta da Ryan Gillmor John Lennon | Elton John Scritta da Ryan Gillmor John Lennon | Elton John Scritta da Ryan Gillmor John Lennon | Elton John Scritta da Ryan Gillmor John Lennon | Elton John Scritta da Ryan Gillmor John Lennon | Elton John Scritta da Ryan Gillmor John Lennon | Elton John Scritta da Ryan Gillmor John Lennon | Elton John Scritta da Ryan Gillmor John Lennon | Elton John Scritta da Ryan Gillmor John Lennon | Elton John Scritta da Ryan Gillmor John Lennon | Elton John Scritta da Ryan Gillmor John Lennon | Elton John Scritta da Ryan Gillmor John Lennon | Elton John Scritta da Ryan Gillmor John Lennon | Elton John Scritta da Ryan Gillmor John Lennon | Elton John Scritta da Ryan Gillmor John Lennon | Elton John Scritta da Ryan Gillmor John Lennon | Elton John Scritta da Ryan Gillmor John Lennon | Elton John Scritta da Ryan Gillmor John Lennon | Elton John Scritta da Ryan Gillmor John Lennon | Elton John Scritta da Ryan Gillmor John Lennon | Elton John Scritta da Ryan Gillmor John Lennon | Elton John Scritta da Ryan Gillmor John Lennon | Elton John Scritta da Ryan Gillmor John Lennon | Elton John Scritta da Ryan Gillmor John Lennon | Elton John Scritta da Ryan Gillmor John Lennon | Elton John Scritta da Ryan Gillmor John Lennon | Elton John Scritta da Ryan Gillmor John Lennon | Elton John Scritta da Ryan Gillmor John Lennon | Secondo Classificato | Secondo Classificato | Secondo Classificato | Secondo Classificato | Secondo Classificato | Secondo Classificato | Secondo Classificato | Secondo Classificato | Secondo Classificato | Secondo Classificato | Secondo Classificato | Secondo Classificato | Secondo Classificato | Secondo Classificato | Secondo Classificato | Secondo Classificato | Secondo Classificato | Secondo Classificato | Secondo Classificato | Secondo Classificato | Secondo Classificato | Secondo Classificato | Secondo Classificato | Secondo Classificato | Secondo Classificato | Secondo Classificato | Secondo Classificato | Secondo Classificato | Secondo Classificato | Secondo Classificato | Secondo Classificato | Secondo Classificato | Secondo Classificato | Secondo Classificato | Secondo Classificato | Secondo Classificato | Secondo Classificato | Secondo Classificato | Secondo Classificato | Secondo Classificato | Secondo Classificato | Secondo Classificato | Secondo Classificato | Secondo Classificato | Secondo Classificato | Secondo Classificato | Secondo Classificato | Secondo Classificato | Secondo Classificato | Secondo Classificato | Secondo Classificato | Secondo Classificato | Secondo Classificato | Secondo Classificato | Secondo Classificato | Secondo Classificato | Secondo Classificato | Secondo Classificato | Secondo Classificato | Secondo Classificato | Secondo Classificato | Secondo Classificato | Secondo Classificato | Secondo Classificato | Secondo Classificato | Secondo Classificato | Secondo Classificato | Secondo Classificato | Secondo Classificato | Secondo Classificato | Secondo Classificato | Secondo Classificato | Secondo Classificato | Secondo Classificato | Secondo Classificato | Secondo Classificato | Secondo Classificato | Secondo Classificato | Secondo Classificato | Secondo Classificato | Secondo Classificato | Secondo Classificato | Secondo Classificato | Secondo Classificato | Secondo Classificato | Secondo Classificato | Secondo Classificato | Secondo Classificato | Secondo Classificato | Secondo Classificato | Secondo Classificato | Secondo Classificato | Secondo Classificato | Secondo Classificato | Secondo Classificato | Secondo Classificato | Secondo Classificato | Secondo Classificato | Secondo Classificato | Secondo Classificato |

### Fans
I suoi fan si chiamano “Archies” o “ArchAngels”. Grazie al suo aspetto carismatico e al lavoro svolto durante “American Idol”, Archuleta ha attratto molti fan, incluse le teenager.
Archuleta è stato il favorito per la vittoria dopo le prime settimane sia per i giudici che per la stampa grazie alla sua voce pulita e pop, “che l'hanno aiutato a costruire un ampio fanbase durante la competizione”.
Fred Bronson del Billboard magazine fa notare che “David occupa un posto fino ad ora vuoto... Ha innocenza e umiltà".
A partire dalla sua esibizione di Angels, Archuleta ha risposto alla richiesta dei suoi fan di salutarli appoggiando la mano sul cuore.

### Controversia con il padre
Dopo la sua performance di We Can Work It Out, che il giudice Simon Cowell definì «un disastro», Entertainment Tonight dichiarò che Archuleta subiva pressioni da parte del padre, Jeff Archuleta, che «ripetutamente urlò al figlio durante la sessione di registrazione della notte precedente». Jeff Archuleta negò il tutto in un'intervista a Us Magazine. Un articolo risalente a maggio 2008 dell'Associated Press raccontò che Jeff fece aggiungere al figlio una frase della canzone Beautiful Girls di Sean Kingston nella sua esibizione di Stand by Me, aumentando così i costi per la licenza dei diritti d'autore, che costò a Jeff Archuleta il permesso di assistere alle prove della trasmissione. Archuleta difese il padre definendolo "una brava persona" che lo tiene coi piedi per terra.

### Carriera dopoAmerican Idol
Il 5 giugno 2008 la Jive Records ha annunciato che Archuleta ha firmato un contratto discografico con la loro etichetta e che il suo album di debutto sarà pubblicato verso la fine del 2008, dopo la fine del tour 2008 di “American Idol”.
Le tre canzoni che Archuleta ha cantato durante la finale di “American Idol”, sono tutte entrate nella top 10 dei brani più scaricati su iTunes.
Il 17 luglio 2008 durante la trasmissione So You Think You Can Dance, la cover di “Imagine” eseguita da Archuleta è stata utilizzata dai concorrenti Katee Shean e William Wingfield durante la loro esibizione.
Il 21 luglio 2008 altre due canzoni, My Hands e Ruined Me, sono state registrate all'ASCAP (associazione Americana compositori, autori ed editori).
Il primo singolo di Archuleta Crush è stato presentato in anteprima mondiale il 1º agosto 2008 su Z100, una radio di New York il 12 agosto Crush è stato reso disponibile per il download su iTunes, dove ha raggiunto la prima posizione in 24 ore. Ha debuttato alla seconda posizione nella classifica Billboard Hot 100, secondo solo a "Disturbia" di Rihanna.
Stando a Nielsen SoundScan, negli Stati Uniti nella prima settimana il brano è stato scaricato 166.000 volte.
Archuleta è apparso interpretando sé stesso nello show iCarly in onda su Nickelodeon.
Ha anche partecipato, interpretando sempre se stesso, ad un episodio della terza stagione di Hannah Montana,
nel quale ha cantato una canzone con la protagonista, dello show, Miley Cyrus.
Il 22 aprile 2009 è ritornato sul palco di American Idol nell'ottava stagione per cantare il suo singolo Touch My Hand. La settimana seguente si è esibito per la prima volta sulle televisione britannica partecipando al The Paul O'Grady Show.
Nel giugno 2010 ha pubblicato il libro Chords of Strength: A Memoir of Soul, Song and the Power of Perseverance.
Nell'ottobre 2010 è uscito il suo secondo album in studio The Other Side of Down. 
Ha partecipato allo spettacolo natalizio Glad Christmas TIdings con il Mormon Tabernacle Choir nel dicembre 2010.
Nel 2012 ha partecipato alla serie TV filippina Nandito Ako. Nello stesso periodo ha iniziato a servire per due anni la Chiesa di Gesù Cristo dei santi degli ultimi giorni, girando il mondo.
Nel marzo 2012 è stato pubblicato dalla Ivory Records l'album di cover Forevermore, pubblicato solo nelle Filippine.
Nell'agosto 2012 è uscito un altro album, Begin (Highway Records), composto da cover e brani originali.
Nel marzo 2013 è stato pubblicato dalla Entertainment One il suo sesto album No Matter How Far.

## Discografia
Album in studio
- 2008 - David Archuleta
- 2009 - Christmas from the Heart
- 2010 - The Other Side of Down
- 2012 - Forevermore
- 2012 - Begin
- 2013 - No Matter How Far
- 2017 - Postcards in the Sky
- 2018 - Winter in the Air
- 2020 - Therapy Sessions

Collaborazioni
- 2011 - Glad Christmas Tidings (con il Mormon Tabernacle Choir)

Singoli
| Anno                                                                              | Singolo                     | Posizione più alta raggiunta | Posizione più alta raggiunta | Posizione più alta raggiunta | Posizione più alta raggiunta | Posizione più alta raggiunta | Posizione più alta raggiunta | Posizione più alta raggiunta | Album           |
| Anno                                                                              | Singolo                     | US Hot 100                   | US Pop 100                   | US Digital                   | US AC                        | US T40 Main                  | US Adult Top                 | CAN                          | Album           |
| --------------------------------------------------------------------------------- | --------------------------- | ---------------------------- | ---------------------------- | ---------------------------- | ---------------------------- | ---------------------------- | ---------------------------- | ---------------------------- | --------------- |
| 2002                                                                              | "Dream Sky High"            | —                            | —                            | —                            | —                            | —                            | —                            | —                            | solo singolo    |
| 2002                                                                              | "Don't Tell Me"             | —                            | —                            | —                            | —                            | —                            | —                            | —                            | solo singolo    |
| 2008                                                                              | Crush                       | 2                            | 12                           | 1                            | 11                           | 13                           | 17                           | 7                            | David Archuleta |
| 2008                                                                              | "A Little Too Not Over You" | —                            | —                            | —                            | —                            | —                            | —                            | —                            | David Archuleta |
| "—" indica che il singolo o non è entrato in classifica o non è stato pubblicato. |                             |                              |                              |                              |                              |                              |                              |                              |                 |

## Riconoscimenti
| Anno | Evento             | Premio                                          | Risultato |
| ---- | ------------------ | ----------------------------------------------- | --------- |
| 2008 | Teen Choice Awards | 2008 - Fan più fanatici                         | Vinto     |
| 2008 | Teen Choice Awards | 2008 - Miglior Sorriso (Assegnato dopo lo show) | Vinto     |

## Apparizioni in TV
- iCarly - serie TV, episodio 2x12 (2009)
- Hannah Montana - serie TV, episodio 3x14 (2009)